# تاریخچه باشگاه فوتبال اینتر میلان
باشگاه فوتبال اینترناتزیوناله میلانو (ایتالیایی: Football Club Internazionale Milano)، یک باشگاه حرفه‌ای فوتبال در شهر میلان، ایتالیا است. این باشگاه در ۹ مارس سال ۱۹۰۸ میلادی تأسیس شد.

## چگونگی تأسیس باشگاه
مارس ۱۹۰۸. میلان، قلب شهر میلان. هیجان وجود دارد. جورجو موجانی و هانس ریتمن بحث‌ها را برانگیختند، با هدف ایجاد یک انجمن جدید، با انگیزه شجاعت، میل به شمول و دربرگرفتن. مکان‌هایی در مرکز شهر میزبان سازماندهی عصری هستند که رنگ‌های ما را به تاریخ خواهد برد. آبجوسازی Spaten و Fiaschetteria Toscana اولین مکان‌هایی هستند که بذر نراتزوری در آن رشد می‌کند و به‌طور رسمی در رستوران Orologio کاشته می‌شود. واقع در Piazza Duomo در شماره ۲۲، پشت کلیسای جامع: در یک مکان شیک. عصر است و در رستورانی که اکنون مغازه‌ها و بارها در آن قرار دارند، پانزده نفر جمع می‌شوند. سه ساعت بحث منجر به یک حرکت می‌شود: موجانی روی صفحه ای از کاغذ سربرگ دار پدرش با قلم می‌نویسد. ۹ مارس ۱۹۰۸. آقایان مؤسس امروز عصر با قصد قطعی برای تأسیس یک باشگاه جدید ملاقات کردند. اسامی حاضران و نام در ادامه می‌آید: «جورجو موجانی، بوسارد، لانا، برتولونی، دِٱلما، انریکو هینترمن، آرتورو هینترمن، کارلو هینترمن، پیترو دِلورو، هوگو ریتمن، هانس ریتمن، وُئلکل، مانر، وایپف و کارلو آردوسی.»
بحث در ساعت ۲۳:۳۰ به پایان می‌رسد. موجانی استعداد هنری خود را آشکار می‌سازد و لوگو را طراحی می‌کند: روی پس‌زمینه طلایی که با دو دایره آبی و مشکی محدود شده است، حروف ابتدایی .F.C.I.M به رنگ سفید قرار دارد. یک اثر هنر نو، با الهام از نشان باشگاه‌های انگلیسی. ویژگی‌های بسیار مدرن برای آن زمان، که مستقیماً شامل تمام عناصر متمایز جهان اینتریستا می‌شد: بین‌المللی بودن، میلان، طلایی ستارگان، آبی آسمان و سیاهی شب. چهل و چهار نفر اساسنامه باشگاه جدید را امضا کردند. اولین رئیس باشگاه جووانی پارامیتیوتی و موجانی منشی است. هرنست مارکتل آلمانی به عنوان اولین کاپیتان نراتزوری در تاریخ ثبت شد. نام باشگاه جدید به اتفاق آرا به عنوان باشگاه فوتبال اینترناتزیوناله-میلانو پذیرفته شد.
اساسنامه «باشگاه فوتبال اینترناتزیوناله-میلانو» در ۹ مارس ۱۹۰۸:
| "Questa notte splendida darà i colori al nostro stemma: il nero e l'azzurro sullo sfondo d'oro delle stelle. Si chiamerà Internazionale, perché noi siamo fratelli del mondo."— 9 March 1908, Milan | "این شب باشکوه به ما رنگ‌هایی برای طرحمان می‌دهد: آبی و مشکی در برابر زمینه‌ای از ستارگان طلایی. این تیم را اینترناتزیوناله می‌نامیم, زیرا ما برادرانی از جهان هستیم."— ۹ مارس ۱۹۰۸, میلان |

سال ۱۸۹۹ در شهر میلان، باشگاه کریکت و فوتبال میلان تأسیس شد. این تیم تا سال ۱۹۰۸ توانست سه بار قهرمانی فوتبال ایتالیا را جشن بگیرد. در فصل ۰۸-۱۹۰۷، فدراسیون فوتبال ایتالیا (FIGC) با وضع قانون ممنوعیت جذب بازیکنان خارجی، باشگاه‌ها را وادار کرد تا فقط از بازیکنان ایتالیایی استفاده کنند؛ این تصمیم FIGC، اعتراض باشگاه‌ها را به دنبال داشت. در نهایت همین موضوع باعث شد تا جرقه‌های تشکیل یک باشگاه جدید در شهر میلان زده شود. در پایان فصل و در سال ۱۹۰۸، بین سران اصلی باشگاه میلان و به‌طور دقیق تر جورجو موجانی منشی و جانینو کامپریو رئیس وقت این باشگاه بر سر استفاده از بازیکنان خارجی اختلاف نظر به وجود آمد. در نهایت، موجانی به همراه ۴۳ عضو مخالف دیگر (در مجموع چهل و چهار نفر) که اغلب ایتالیایی و سوئیسی بودند و اعتقاد به برابری و استفاده از بازیکنان خارجی داشتند از این باشگاه جدا شدند و در ۹ مارس ۱۹۰۸ ساعت ۲۳:۳۰ در رستوران اورولوجو و طی یک جلسه رسمی، باشگاهی را با عنوان «باشگاه فوتبال اینترناتزیوناله-میلانو» تأسیس کردند. فلسفه وجودی و سیاست اصلی باشگاه از همان ابتدا مبارزه با نژادپرستی بوده که در نوع خود و در میان تمامی باشگاه‌های فوتبال دنیا موضوعی جالب و بی‌سابقه می‌باشد. جورجو موجانی، نقاشی آینده‌گر، در میان مخالفان میلان، رنگ‌هایی را انتخاب کرد که نشان‌دهنده این باشگاه باشد: مشکی و آبی. موجانی با این ترکیب می‌خواست از یک سو به آسمان صاف شبی که باشگاه در آن تأسیس شده بود ادای احترام کند و از سوی دیگر تضادی رنگی در مقایسه با ترکیب مشکی و قرمز که به وسیله آ.ث. میلان اتخاذ شده بود ایجاد کند. در واقع در آن زمان به دلیل نداشتن ماژیک، از مدادهای دو رنگ استفاده می‌شد که یک طرف آن قرمز و طرف دیگر آبی بود، بنابراین به‌طور نمادین آبی در مقابل قرمز قرار می‌گرفت. نام باشگاه نمی‌توانست «میلان» باشد زیرا دیگر تیم شهر «آ.ث. میلان» نام داشت و ممکن بود این موضوع باعث ایجاد سردرگمی شود، به همین دلیل نام اینترناتزیوناله به معنای «بین‌المللی» برگزیده شد. بنابراین نام انتخاب شده برای تیم جدید می‌خواست نمادی از اراده کلیدی باشگاه باشد و به بازیکنان غیر ایتالیایی فرصت پوشیدن این پیراهن را بدهد. نشان باشگاه را نیز موجانی و با الهام از نماد باشگاه‌های انگلیسی طراحی کرد. هنگام ایجاد نشان باشگاه، او رنگ‌های آبی و مشکی را انتخاب کرد زیرا در آن روزها آنها تنها رنگ‌هایی بودند که در پالت در دسترس او بودند. به این ترتیب و به صورت غیرمستقیم، رنگ‌های پیراهن باشگاه نیز آبی و مشکی انتخاب شد.

## اولین حضور در مسابقات قهرمانی (۱۹۰۹–۱۹۰۸)
سال‌های آغازین برای نراتزوری بسیار موفقیت‌آمیز بود. تیم دیگر شهر میلان یعنی آ.ث. میلان، پس از جدایی اینتری‌ها افت وحشتناکی کرد و بیش از ۴۰ سال در حسرت قهرمانی ایتالیا بود تا اینتر چند دهه بدون مزاحمت تیم اول شهر میلان باشد.

در مخالفت با سیاست مستبدانه فدراسیون فوتبال ایتالیا، تعداد زیادی از باشگاه‌های مطرح که اکثراً نیز از بازیکنان خارجی تشکیل شده بودند تصمیم گرفتند از مسابقات «قهرمانی ایتالیا» (Campioni Italiani) کناره‌گیری کنند تا رقابت «قهرمانی فدرال» (Campioni Federali) به مهم‌ترین تورنمنت تبدیل و مسابقات قهرمانی ایتالیا بی‌اهمیت شود. در مسابقات «قهرمانی فدرال»، باشگاه پرو ورچلی به مقام قهرمانی رسید و جایزه «کوپا اوبرتی» (Coppa Oberti) را به دست آورد و در مسابقات «قهرمانی ایتالیا»، باشگاه یوونتوس قهرمان شد و جایزه «کوپا بونی» (Coppa Buni) را کسب کرد.  قهرمانی پرو ورچلی در قهرمانی فدرال (جایی که یوونتوس خیلی زود حذف شد) با یک تیم کاملاً ایتالیایی، قهرمانی ایتالیا را به یک تورنمنت بی‌معنی تبدیل کرد. در نهایت استراتژی مخالفان به نتیجه رسید؛ پس از حذف زودهنگام قهرمان ایتالیا یعنی یوونتوس، فدراسیون مجبور شد که بعداً قهرمان فدرال یعنی پرو ورچلی را به عنوان «Campioni d'Italia 1909» (قهرمان ایتالیا ۱۹۰۹) به رسمیت بشناسد و مسابقات دیگر را نادیده گرفت.

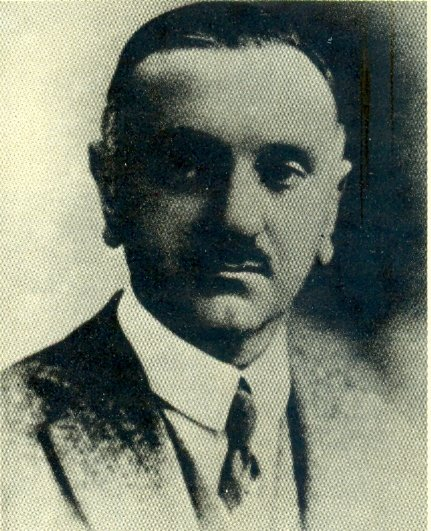
جووانی پارامیتیوتی یکی از بنیانگذاران و اولین رئیس باشگاه.

در اولین سال تأسیس باشگاه، اینترناتزیوناله بیشتر بازی‌های دوستانه انجام می‌داد از جمله تقابل با تیم «آسونیا» که با شکست ۵-۱ نراتزوری همراه بود که این مسابقه دوستانه به عنوان اولین بازی در تاریخ باشگاه ثبت شده است. اولین رئیس باشگاه جووانی پارامیتیوتی نام داشت که تنها یک سال بر مسند ریاست باشگاه نشست و در سال ۱۹۰۹، با توجه به خواست اکثریت اعضای سوئیسی باشگاه، اتور استرائوس جانشین او شد و ریاست باشگاه را بر عهده گرفت. اغلب ترکیب تیم اینتر در این فصل را بازیکنانی با ملیت سوئیسی تشکیل می‌دادند. اولین کاپیتان باشگاه یک فرد آلمانی به نام هرنست مارکتل بود. اینترناتزیوناله در ۱۸ اکتبر ۱۹۰۸ در یک بازی دوستانه در سوئیس به مصاف آ.ث. میلان رفت که در آن بازی با نتیجه ۲-۱ شکست خورد. ترکیب تیم در اولین دربی تاریخ دو باشگاه این بود: کوکی، کاپلر، مارکتل، نیدرمن، فوساتی، کومر، گاما، دوچن، هاپف، ولکل و شولر.
فصل ۰۹-۱۹۰۸، اولین فصل حضور اینترناتزیوناله میلانو در بالاترین سطح مسابقات فوتبال ایتالیا بود که اولین دیدار رسمی تاریخ باشگاه نیز در همین فصل به ثبت رسید. در این فصل و همانند فصل گذشته، فدراسیون فوتبال ایتالیا دو قهرمانی «پریما کتگوریا» (Prima Categoria) برگزار کرد؛ اولین تورنمنت، با عنوان «قهرمانی فدرال» که در آن بازیکنان خارجی (اگر در ایتالیا زندگی می‌کردند) نیز مجاز به شرکت در آن بودند. قهرمان این مسابقات «کمپیونی فدرالی» (Campioni Federali) یا «قهرمانان فدرال» نامیده می‌شد. دومین تورنمنت، با عنوان «قهرمانی ایتالیا» که فقط بازیکنان ایتالیایی مجاز به شرکت در آن بودند. قهرمان این مسابقات «کمپیونی ایتالیانی» (Campioni Italiani) یا «قهرمانان ایتالیا» نامیده می‌شد. این تصمیم فدراسیون با مخالفت اکثر باشگاه‌های مطرح همراه شد در نتیجه بسیاری از تیم‌ها مسابقات «قهرمانی ایتالیا» را تحریم کرده و فقط در مسابقات «قهرمانی فدرال» شرکت کردند. در نتیجه این اتفاق، اینترناتزیوناله نیز تصمیم گرفت در مسابقات «قهرمانی فدرال» شرکت کند؛ تیمی که هدف اصلی از تأسیس و فلسفه وجودی اش برابری و استفاده از بازیکنان خارجی همانند بازیکنان ایتالیایی بود. در مرحله مقدماتی مسابقات قهرمانی فدرال، تیم‌ها از چهار ناحیه لیگوریا، لمباردی، پیه‌مونته و ونتو شرکت کردند. به این ترتیب نراتزوری در ناحیه لمباردی باید با تیم‌های «آ.ث. میلان» و «یو.اس. میلانزه» رقابت می‌کرد. اولین بازی رسمی اینترناتزیوناله در این مسابقات یک شهرآورد بود. این دیدار در ۱۰ ژانویه ۱۹۰۹ و حدود سه ماه بعد از اولین تقابل دو تیم که به صورت دوستانه برگزار شد صورت گرفت. در نهایت دومین تقابل دو تیم نیز با شکست ۳-۲ نراتزوری در برابر رقیب همشهری خود به پایان رسید. دو گل اینتر در این دیدار را که در ورزشگاه آرنا چیویکا برگزار شد، گاما و شولر در دقایق ۶۹ و ۸۸ به ثمر رساندند. با این نتیجه، نراتزوری برای زنده نگه داشتن امیدهایش برای صعود به مرحله بعد محکوم به پیروزی در بازی دوم که آخرین دیدار این مرحله نیز محسوب می‌شد بود. پس از دو هفته و در ۲۴ ژانویه، شکست ۲-۰ اینتر برابر یو.اس. میلانزه باعث شد که این تیم تازه تأسیس نتواند جواز حضور در مرحله نیمه نهایی مسابقات قهرمانی فدرال را کسب کند.

## اولین اسکودتو (۱۹۱۰–۱۹۰۹)

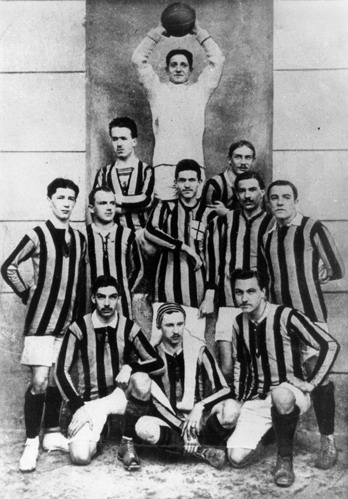
ترکیب تیم اینتر در اولین قهرمانی باشگاه در فصل ۱۰–۱۹۰۹

تیم اینترناتزیوناله برای قهرمانی در مسابقات قهرمانی فوتبال ایتالیا، تنها دو سال صبر کرد و در سال ۱۹۱۰ اولین اسکودتو این باشگاه به ثبت رسید.
رقابت‌های قهرمانی فوتبال ایتالیا در فصل ۱۰–۱۹۰۹ موسوم به «پریما کتگوریا» (Prima Categoria) به صورت دوره‌ای برگزار شد. از ترکیب فصل قبل تیم، تنها دو بازیکن با نام‌های فوساتی و شولر باقی ماندند. یکی از بازیکنان تازه‌وارد، پیرو کامپلی بود که نقش بسزایی در اولین قهرمانی تیم ایفا کرد. 
در طول فصل، اینتر برای کسب اسکودتو، پا به پای پرو ورچلی تا پایان مسابقات پیش رفت، در نهایت دو تیم در پایان رقابت‌ها هم امتیاز شدند. به همین علت، فدراسیون فوتبال ایتالیا (FIGC) برای تعیین قهرمان مسابقات در فصل ۱۰–۱۹۰۹، مجبور شد یک مسابقه پلی آف در ورچلی برگزار کند. سپس در مورد تاریخ برگزاری این مسابقه بحث و جدل به وجود آمد. از آنجایی که تیم پرو ورچلی قرار بود در چند بازی دوستانه در ماه آوریل شرکت کند، بازیکنان این تیم از فدراسیون فوتبال ایتالیا خواستند تا این مسابقه در ماه مه برگزار شود. در ابتدا، فدراسیون درخواست پرو ورچلی را قبول کرد، هرچند که این درخواست با مخالفت نراتزوری روبرو شد. در نهایت، پس از اینکه پرو ورچلی در مسابقه دوستانه ای که برای ۱۷ آوریل برنامه‌ریزی شده بود شرکت نکرد، فدراسیون فوتبال ایتالیا به این موضوع پی برد که درخواست این تیم مبنی بر به تعویق افتادن پلی آف به این دلیل است که این تیم ناحیه پیه‌مونته بتواند برای بهبودی بازیکنان آسیب دیده خود، زمان بخرد. به همین علت، فدراسیون فوتبال ایتالیا تصمیم گرفت تا بازی نهایی مسابقات قهرمانی را در ۲۴ آوریل برگزار کند. تصمیمی که با اعتراض مدافع عنوان قهرمانی مسابقات همراه شد. پرو ورچلی به نشانه اعتراض، تیم چهارم خود (بازیکنان ۱۵ ساله) را به میدان فرستاد. در نهایت، اینتر با نتیجه ۱۰–۳ پرو ورچلی شکست داده (اگرچه برخی منابع دیگر تعداد گل‌های اینتر را ۹ یا ۱۱ ثبت کرده‌اند) و اولین اسکودتو برای باشگاه اینترناتزیوناله به دست آمد. ترکیب تیم اینتر در اولین قهرمانی شان از بازیکنانی چون کامپلی، فرونته، زولر، جنی، فوساتی، استبلر، کاپرا، پایر، پترلی، آئبی و شولر تشکیل شده بود. کاپیتان و مربی تیم در اولین قهرمانی در سال ۱۹۱۰، ویرجیلیو فوساتی بود که بعدها در جنگ جهانی اول هنگام خدمت در ارتش ایتالیا کشته شد. همچنین ریاست باشگاه نیز برعهده کارلو ده مدیچی قرار داشت. ارنست پترلی سوئیسی با به ثمر رساندن ۲۵ گل، توانست آقای گل مسابقات «پریما کتگوریا» در فصل ۱۰–۱۹۰۹ شود.
علاوه بر این در طول فصل، اینتر در هر دو شهرآورد میلان با نتایج پرگل پیروز شد. دیدار رفت دو تیم در ۶ فوریه ۱۹۱۰ با نتیجه ۵–۰ به سود اینتر پایان یافت. این اولین پیروزی تاریخ اینتر برابر آ.ث. میلان بود. قهرمان این دیدار، جووانی کاپرا بود که توانست هت تریک کند، دو گل دیگر را کارلو پایر و ارنست پترلی به ثمر رساندند. دیدار برگشت در ۲۷ فوریه ۱۹۱۰ برگزار شد. اینتر در ابتدا با گل دقیقه ۵ ماریانی از حریف عقب افتاد اما در ادامه و با گل‌های اسکار انگلر و ارنست پترلی (هرکدام دو گل) و تک گل جووانی کاپرا به برتری ۵–۱ دست یافت.

## روزهای پر فراز و نشیب اینتر (۱۹۲۷–۱۹۱۰)

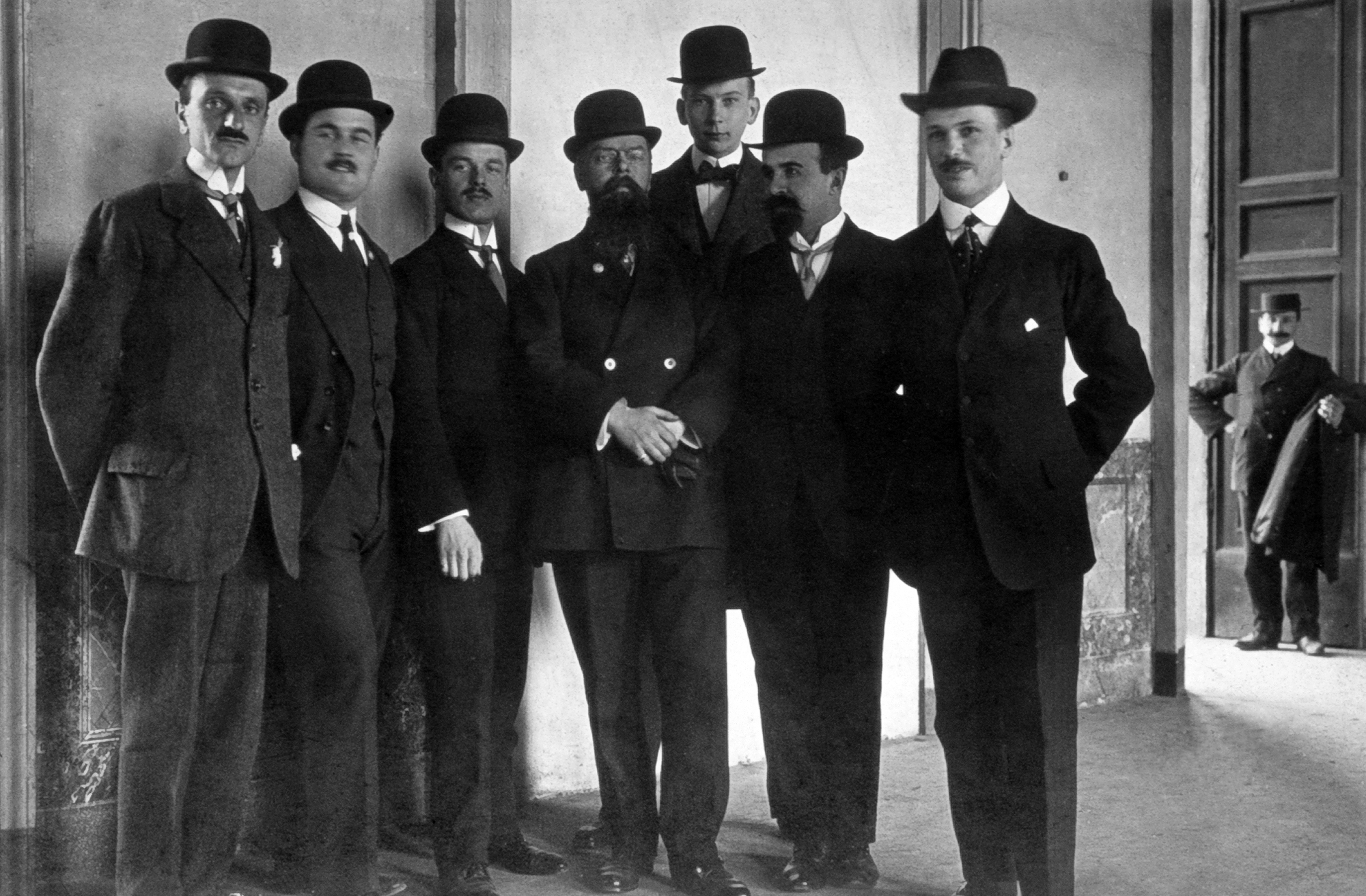
برخی از بنیانگذاران و مدیران اینتر در سال ۱۹۱۲ (از چپ: جووانی پارامیتیوتی، جورجو موجانی، هوگو ریتمن، امیلیو هیرتزل، باخ، لوئیجی آنسباچر، گلوکنر و در سمت راست مکس ریتمن.)

در فصل ۱۱-۱۹۱۰، اینتر به عنوان مدافع عنوان قهرمانی عملکرد خوبی نداشت و در گروه خود ششم شد و نتوانست به مرحله نهایی رقابت‌های قهرمانی فوتبال ایتالیا راه یابد. نراتزوری در فصل ۱۲-۱۹۱۱ نیز موفق به صعود از گروه خود نشد و در جایگاه چهارم قرار گرفت. اینتر در راستای تقویت تیم خود برای فصل ۱۳-۱۹۱۲، لوئیجی چونینی و دو برادرش آلدو و ماریو  را از تیم همشهری یعنی آث میلان به خدمت گرفت تا شاید بتواند در مسابقات قهرمانی فوتبال ایتالیا به مقام قهرمانی دست یابد اما با قرار گرفتن در جایگاه سوم گروه خود از رسیدن به فینال ملی بازماند. در طول این فصل و به طور دقیق تر در ۱ ژانویه ۱۹۱۳، اینتر از ورزشگاه «کمپو دی ریپا تیچینسه» (Campo di Ripa Ticinese) به ورزشگاه تازه تاسیس «کمپو ویا گلدونی» (Campo di via Goldoni) نقل مکان کرد. دیدار افتتاحیه نیز بین اینتر و لاتزیو برگزار شد که با برتری ۳-۱ نراتزوری همراه بود. قبل از بازی نیز رئیس باشگاه یعنی امیلیو هیرتزل، سخنرانی افتتاحیه را انجام داد.
برای فصل ۱۴-۱۹۱۳، نراتزوری یک مهاجم به نام جولیو باواسترو جذب کرد تا به همراه برادران چونینی خط حمله ای آتتشین را تشکیل دهند. در نتیجه نراتزوری توانست در مرحله گروهی مسابقات با نتایج پر گل رقیبان را از جمله میلان و یووه پشت سر بگذارد و راهی مرحله نهایی شود اما پس از برگزاری مسابقات در این مرحله، نراتزوری پس از کاساله قهرمان و جنوا در جایگاه سوم قرار گرفت. لوییجی چونینی (III) نیز با به ثمر رساندن ۳۵ گل در ۲۸ مسابقه توانست آقای گل رقابت‌ها لقب بگیرد. در فصل ۱۵-۱۹۱۴، باشگاه تا مرحله نهایی مسابقات راه یافته بود و برای کسب اسکودتو تلاش می‌کرد. اما مسابقات قهرمانی فوتبال ایتالیا به دلیل شروع جنگ جهانی اول در سال ۱۹۱۵، ناتمام باقی ماند؛ در نتیجه بسیاری از بازیکنان اینتر از جمله فوساتی، باواستر و کایمی هنگام خدمت در ارتش ایتالیا کشته شدند.
در سال ۱۹۱۹ و با پایان یافتن جنگ جهانی اول، مسابقات دوباره از سر گرفته شد. در همین سال، جورجیو هالس ریاست باشگاه را به دست گرفت. در ترکیب تیمی که در اولین دوره مسابقات قهرمانی فوتبال ایتالیا پس از جنگ جهانی اول شرکت کرد، بازیکنانی چون آئبی، آگرادی، آستلی، کامپلی و چهار برادر از پنج برادر چونینی حضور داشتند. سرانجام در ۲۰ ژوئن ۱۹۲۰، اینتر با ترکیب بازیکنانی چون کامپلی، فرانچسکونی، بلترامه، میلسی، فوساتی، شیدلر، کونتی، آئبی، آگرادی، لوییجی چونینی (III) و آستی توانست با نتیجه ۳-۲، لیورنو را شکست داده و اسکودتوی دوم را کسب کند. در این فصل، در ابتدا فرانچسکو مائورو و سپس نینو رسِگوتی به عنوان اعضای کمیسیون فنی، هدایت باشگاه را بر عهده داشتند. همچنین لوییجی چونینی (III) با به ثمر رساندن ۲۳ گل، ضمن کسب جایزه آقای گلی مسابقات برای دومین بار، نقش بسیار زیادی در مسیر رسیدن اینتر به اسکودتوی دوم خود ایفا کرد. اینتر پس از کسب قهرمانی دوم در سال ۱۹۲۰، دچار افت شد.
در سال ۱۹۲۰، فرانچسکو مائورو که به عنوان عضوی از کمیسیون فنی در فصل قبل هدایت باشگاه را بر عهده داشت، این بار به عنوان رئیس باشگاه انتخاب و جانشین جورجیو هالس شد. هدایت باشگاه نیز همچون فصل پیش بر عهده کمیسیون فنی قرار گرفت. اینتر در فصل ۲۱-۱۹۲۰ عملکرد قابل قبولی داشت و تا مراحل پایانی مسابقات «پریما کتگوریا» پیش رفت. باشگاه در فصل جدید با ترکیبی تقریبا بدون تغییر به دنبال تکرار قهرمانی خود بود. نراتزوری در دور مقدماتی لومباردو به راحتی مقابل تیم‌های کاستجو، جیوانی کالچاتوری لنیانزی و آسونیا به پیروزی رسید. در دور دوم و پایانی لومباردی، اینتر باید به مصاف تیم‌های لنیانو، یو.اس. میلانزه، میلان، سارونو و ترویلیزه می‌رفت. سخت‌ترین حریف لنیانو بود، در حالی که میلان نیز تمام تمرکز خود را بر روی پیروزی برابر اینتر معطوف کرده بود؛ هرچند که هر دو بازی با نتیجه تساوی به پایان رسیدند. عبور از این دور هم برای نراتزوری سخت نبود و راهی مرحله نیمه نهایی شد. در مرحله  نیمه نهایی بین منطقه ای، اینتر با تیم‌های پرو ورچلی، تورینزه و بنتگودی ورونا همگروه شد. پس از پایان مسابقات این دور، نراتزوری‌ها در رده سوم گروه قرار گرفتند و از صعود به فینال ملی پریما کتگوریا بازماندند. لوییجی چونینی (III) با به ثمر رساندن ۳۱ گل، موفق به کسب جایزه آقای گلی مسابقات برای سومین بار شد.
در ۲۶ مارس ۱۹۲۲، بازی‌های گروهی اینتر در «پریما دیویژن» (Prima Divisione) در فصل ۲۲-۱۹۲۱ پایان یافت و نراتزوری با ۱۱ امتیاز در گروه خود آخر شد. در نتیجه، آبی و مشکی پوشان باید در دو دیدار پلی آف شرکت می‌کردند و با پیروزی در این دو مسابقه می‌توانستند در سطح اول مسابقات باقی بمانند. در ۲ ژوئیه ۱۹۲۲، اینتر در اولین مسابقه پلی آف باید در برابر تیم «اسپرت کلاب ایتالیا» قرار می‌گرفت. اما با عدم حضور رقیب در زمین مسابقه، اینتر به عنوان برنده این دیدار اعلام شد. به این ترتیب، باشگاه به مسابقه پلی آف تعیین کننده دوم راه یافت و باید در مقابل تیم «لیبرتاس فیرنزه» قرار می‌گرفت. در ۹ ژوئیه، نراتزوری در بازی رفت، فلورانسی‌ها را ۳-۰ در میلان (با دو گل آلیاتیس و تک گل آئبی) شکست داد. در نهایت، تساوی ۱-۱ در بازی برگشت و در ۱۶ ژوئیه در فلورانس، موجب شد اینتر به دسته پایین تر سقوط نکند. به لطف این نتیجه، نراتزوری تنها تیم ایتالیایی است که از اولین فصل خود به طور مداوم در بالاترین سطح مسابقات فوتبال ایتالیا بازی کرده است، بدون اینکه هرگز به دسته پایین تر سقوط کند.
نراتزوری در فصل ۲۳-۱۹۲۲ و با هدایت باب اسپاتیسوود انگلیسی که اولین مربی حرفه‌ای و خارجی تاریخ باشگاه نیز به حساب می‌آمد، عملکرد خود را در مسابقات قهرمانی به طور قابل توجهی بهبود بخشید، اما نه به گونه‌ای که فاصله خود را با تیم‌های برتر کم کند. اینتر در گروه A «پریما دیویژن/لگا نورد» در جایگاه هفتم قرار گرفت و از صعود به فینال ملی بازماند. رئیس جدید باشگاه یعنی انریکو اولیوتی به سیاست جوانگرایی روی آورد، اما این سیاست چندان هم موثر واقع نشد و نراتزوری در فصل ۲۴-۱۹۲۳ نتوانست به مقامی بهتر از سومی دست یابد. در فصول ۲۵-۱۹۲۴ و ۲۶-۱۹۲۵ که هدایت باشگاه دوباره به یک مربی ایتالیایی به نام پائولو شیدلر سپرده شد، اینتر باز هم نتایج جالبی کسب نکرد و به ترتیب در جایگاه‌های چهارم و پنجم گروه خود قرار گرفت و از صعود به فینال ملی بازماند.

## ظهور جوزپه مئاتزا (۱۹۴۰–۱۹۲۷)
سال ۱۹۲۷ ستاره‌ای به نام جوزپه مئاتزا در میلان ظهور کرد. اینتر با اتکا به این فوق ستاره خود دوباره به اوج بازگشت و توانست بار دیگر قهرمانی ایتالیا را از آن خود کند.

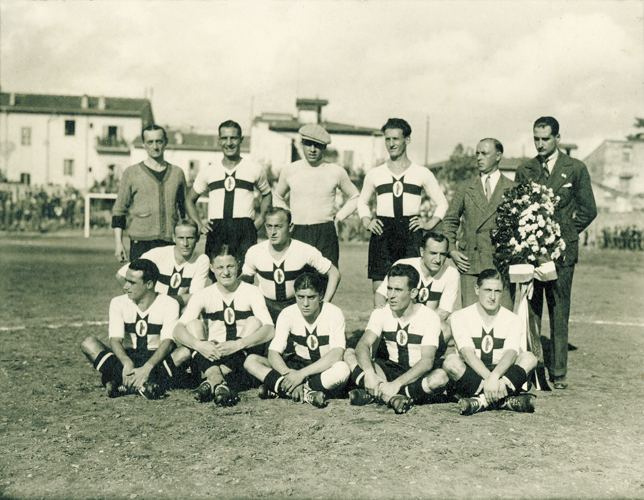
برای فصل ۲۹-۱۹۲۸، نام باشگاه به اس. اس. آمبروزیانا تغییر یافت و از پیراهن‌های سفید که یک صلیب قرمز بر روی آن حک شده بود، استفاده شد.

در سال ۱۹۲۸، کشور ایتالیا تحت سیطره فاشیست‌ها قرار گرفت که همین موضوع تأثیر زیادی بر فوتبال این کشور و علی‌الخصوص اینتر گذاشت. «فدراسیون فاشیست استانی میلان» (Federazione Provinciale Fascista Milanese) یا به اختصار E.S.P.F به ریاست رینو پارنتی که به تازگی تأسیس شده بود، در پیروی از دستورالعمل‌های صادر شده توسط رژیم، خواستار کاهش تعداد باشگاه‌ها در بالاترین سطح فوتبال این کشور شد. در نتیجه و در اوت ۱۹۲۸، باشگاه مجبور شد با تیم «یو. اس. میلانزه» (Unione Sportiva Milanese) ادغام شود و به «اس. اس. آمبروزیانا» (Società Sportiva Ambrosiana) تغییر نام داد. فدراسیون فاشیست استانی میلان طی صدور حکمی، ریاست باشگاه را نیز به ارنستو توروسیو که نایب رئیس E.S.P.F نیز بود، واگذار کرد. بنابراین توروسیو در پایان ماه اوت خود را با مدارک ارائه شده توسط E.S.P.F به رئیس وقت باشگاه اینتر یعنی سناتوره بورلتی معرفی کرد تا ریاست نراتزوری را برعهده بگیرد. نامه‌های ارسال شده به وسیله سناتوره بورلتی و هیئت مدیره اینتر به سران فاشیست که از آنها درخواست کردند از ادغام اجتناب کنند نیز بی‌فایده بود، بنابراین در ۳۰ اوت ۱۹۲۸، توروسیو خود را در مقر اینتر در «ویا اونیونه» (via Unione) معرفی کرد و سمتی را که E.S.P.F به او اختصاص داده بود بر عهده گرفت. تا ۵ سپتامبر، شکایات مدیران سابق نراتزوری از سران E.S.P.F همچنان ادامه داشت.
برای فصل ۲۹-۱۹۲۸، باشگاه از پیراهن‌های سفید رنگ که یک صلیب قرمز بر روی آن حک شده بود، استفاده کرد. در مرکز صلیب نیز، یک تمبر سفید رنگ درج شد. طراحی این پیراهن از پرچم و لباس نظامیان شهر میلان الهام گرفته شده بود. شورت ورزشی سیاه رنگ و جوراب مشکی با یک نوار قرمز بر روی آن، تکمیل کننده این پیراهن بود. در این فصل، جوزف ویولا به عنوان مربی جدید انتخاب شد. آمبروزیانا در این فصل در گروه B «دیویژن ناتزیوناله» (Divisione Nazionale) قرار گرفت. در رده‌بندی نهایی، آمبروزیانا در جایگاه ششم قرار گرفت و از راهیابی به فینال ملی بازماند. همچنین، آمبروزیانا برای کسب جواز حضور در جام میتروپا ۱۹۲۹، در یک بازی پلی آف به مصاف یوونتوس رفت که در نهایت این دیدار با شکست ۱-۰ تیم همراه شد. جوزپه مئاتزا با به ثمر رساندن ۳۳ گل در این فصل، عملکردی فوق‌العاده از خود به جای گذاشت اما نتوانست آقای گل مسابقات لقب بگیرد زیرا جینو روستی از تورینو توانست با ۳ گل بیشتر این عنوان را کسب کند.
در سال ۱۹۲۹، اورسته سیمونوتی رئیس جدید باشگاه که از کازاله آمده بود و جایگزین ارنستو توروسیو شده بود، نام تیم را به «آ. اس. آمبروزیانا» (Associazione Sportiva Ambrosiana) تغییر داد، همچنین پیراهن‌های آبی و مشکی دوباره مورد استفاده قرار گرفت. با این حال، هواداران، تیم را با نام اینتر صدا می‌زدند. برای فصل ۳۰-۱۹۲۹، آرپاد ویز به عنوان سرمربی جدید باشگاه انتخاب شد. این مربی مجارستانی بین سال‌های ۱۹۲۶ تا ۱۹۲۸ نیز هدایت باشگاه را عهده‌دار بود. مسابقات قهرمانی فوتبال ایتالیا در فصل ۳۰-۱۹۲۹ با نام «سری آ» (Serie A)  و با حضور ۱۸ تیم برگزار شد. همچنین شکل برگزاری این مسابقات نیز تغییر یافت و سری آ به صورت دوره ای و در یک گروه برگزار شد.

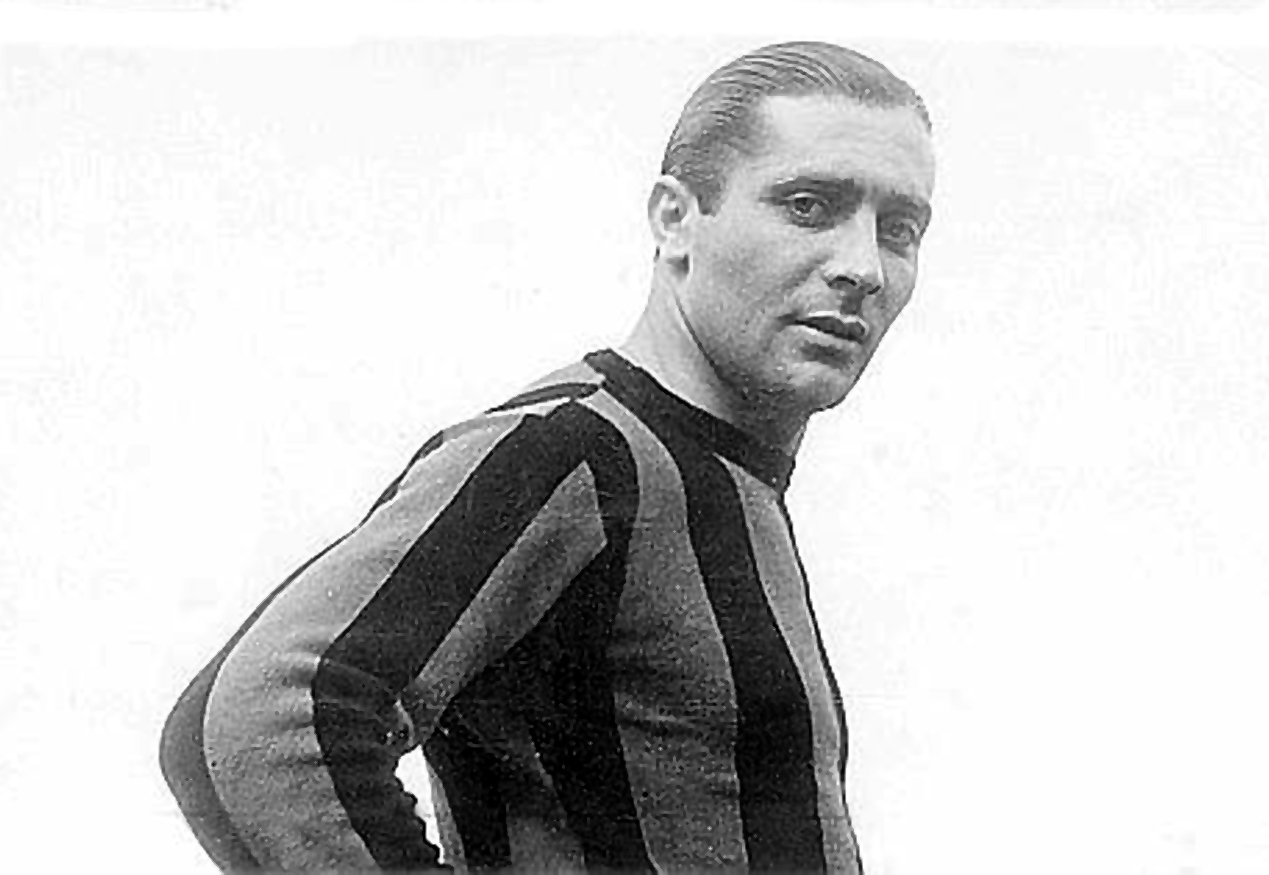
جوزپه مئاتزا با به ثمر رساندن ۳۱ گل در فصل ۳۰-۱۹۲۹، ضمن کسب جایزه آقای گلی اولین دوره مسابقات سری آ، نقش بسزایی در قهرمانی اینتر ایفا کرد.

در ۱۶ اکتبر ۱۹۲۹ و در اولین بازی فصل جدید، آمبروزیانا با نتیجه ۲-۱ در خانه لیورنو به پیروزی رسید. اولین گل این دیدار که اولین گل فصل باشگاه نیز بود را جوزپه مئاتزا در دقیقه ۶ به ثمر رساند. در ۱۰ نوامبر ۱۹۲۹ و هفته ششم رقابت‌های سری آ، آمبروزیانا توانست با گل پیروزی بخش مئاتزا در دقیقه ۶۰، با نتیجه ۲-۱ میلان را شکست دهد. در هفته هفتم و در جریان پیروزی ۶-۱ خانگی برابر پادوا، مئاتزا باز هم درخشان ظاهر شد و ضمن ثبت اولین هت تریک خود در این رقابت‌ها، نقش بسزایی در این پیروزی ایفا کرد. تا ۱۶ فوریه ۱۹۳۰ و پایان نیم فصل اول، نراتزوری با کسب ۲۱ امتیاز، پایین‌تر از یووه ۲۴ امتیازی در جایگاه دوم جدول سری آ قرار گرفت. این دو تیم قرار بود در ۲ فوریه ۱۹۳۰ و در هفته شانزدهم سری آ به مصاف یکدیگر بروند؛ اما این دیدار به دلیل اینکه برف مشکلاتی را به وجود آورده بود به ۱۹ مارس ۱۹۳۰ موکول شد. در ۱۹ مارس و در بازی معوقه از هفته شانزدهم سری آ، آمبروزیانا با نتیجه ۲-۱ در خانه یووه به برتری دست یافت. در ۲۰ آوریل و در هفته ۲۴ سری آ، با برتری اینتر و شکست یووه برابر حریفان خود، نراتزوری اختلافی ۴ امتیازی نسبت به این تیم و جنوا ایجاد کرد و در صدر جدول رده‌بندی قرار گرفت. در ۸ ژوئن ۱۹۳۰، اینتر با نتیجه سنگین ۴-۱ در خانه و برابر تورینو شکست خورد؛ از طرف دیگر، جنوا با کسب برتری ۲-۰ برابر یووه، فاصله خود را با اینتر به ۴ امتیاز کاهش داد. در هفته سی و دوم رقابت‌های سری آ، اینتر و جنوا که تیم‌های اول و دوم جدول بودند باید به مصاف یکدیگر می‌رفتند. در صورت کسب برتری، نراتزوری می‌توانست دو هفته مانده به پایان مسابقات سری آ فاتح اسکودتو شود. در نهایت این دیدار با نتیجه تساوی ۳-۳ پایان یافت؛ این نتیجه در حالی رقم خورد که اینتر در دقایق پایانی مسابقه یک ضربه پنالتی را از دست داد. همچنین هر سه گل اینتر در این دیدار را جوزپه مئاتزا به ثمر رساند. یکی از نکات قابل توجه درباره این بازی، فروریختن یکی از جایگاه‌های شلوغ ورزشگاه بود که منجر به مصدومیت صدها نفر شد.
سر انجام در ۲۹ ژوئن ۱۹۳۰، آمبروزیانا با کسب برتری ۲-۰ برابر یوونتوس، توانست یک هفته مانده به پایان مسابقات، قهرمانی خود را مسجل و سومین اسکودتو خود را کسب کند. در پایان فصل، اینتر با هدایت آرپاد ویز موفق به کسب ۵۰ امتیاز شد؛ همچنین جوزپه مئاتزا توانست در اولین دوره برگزاری لیگ کشور ایتالیا با نام سری آ در فصل ۳۰-۱۹۲۹، قهرمانی و اسکودتوی سوم را به اینتر هدیه کند و خود با به ثمر رساندن ۳۱ گل (از جمله ثبت چهار هتریک برابر تیم‌های پادوا، لاتزیو، آ.اس. رم و جنوا) آقای گل اولین دوره سری آ شود. آمبروزیانا در سال ۱۹۳۰ در جام میتروپا نیز شرکت کرد که در نیمه نهایی این مسابقات از اسپارتا پراگ شکست خورد و از دور رقابت‌ها کنار رفت. نکته مهم در مورد جام میتروپا این بود که مئاتزا توانست با به ثمر رساندن ۷ گل، آقای گل این مسابقات نیز لقب بگیرد.
در سال ۱۹۳۲ و با فشار سهامداران بر فردیناندو پوتزانی رئیس جدید باشگاه، نام تیم به «آ. اس. آمبروزیانا-اینتر» (Associazione Sportiva Ambrosiana-Inter) تغییر پیدا کرد.
در فصل ۳۸-۱۹۳۷، آمبروزیانا-اینتر با مربیگری آرماندو کاستلازی و با درخشش مئاتزا توانست اسکودتوی چهارم را کسب کند.
نراتزوری در فصل ۳۹-۱۹۳۸ همراه با مئاتزا موفق شد اولین قهرمانی خود در رقابت‌های کوپا ایتالیا را به دست آورد. در این دیدار که در ۱۸ مه ۱۹۳۹ برگزار شد، اینتر توانست با گل‌های فرراریس و فروسی و با نتیجه ۲-۱، تیم نووارا را شکست داده و به اولین قهرمانی خود در این رقابت‌ها دست یابد.
در سال ۱۹۳۹ و پس از اینکه نراتزوری با درخشش فوق ستاره خود جوزپه مئاتزا، توانسته بود موفق به کسب دو اسکودتو و یک کوپا ایتالیا شود، نتوانست از مهره تأثیر گذار خود بهره ببرد، زیرا این بازیکن به دلیل آسیب دیدگی پای چپ تقریباً تمام بازی‌ها را در فصل ۴۰-۱۹۳۹ از دست داد. با این حال جای هیچ نگرانی وجود نداشت؛ زیرا وارث بالیلا، یک مهاجم جوان ایتالیایی به نام اومبرتو گوارنیری بود که با به ثمر رساندن ۱۵ گل نقش بسیار زیادی در کسب اسکودتو ایفا و به خوبی جای مئاتزا را پر کرد. علاوه بر گوارنیری، نراتزوری از دو مهاجم با تجربه به نام‌های فروسی و فراری نیز بهره می‌برد. فصل ۴۰-۱۹۳۹ سری آ، صحنه رقابت دو تیم اینتر و بولونیا بود. فصل جدید در ۱۷ سپتامبر ۱۹۳۹ و با پیروزی ۴-۰ اینتر برابر یووه و با درخشش فروسی و گوارنیری که هر کدام دو گل به ثمر رساندند آغاز شد. در هفته دوازدهم سری آ، اینتر با نتیجه سنگین ۳-۰ برابر میلان شکست خورد؛ یک هفته بعد و در ۲۴ دسامبر ۱۹۳۹، نراتزوری یک شکست دیگر را این بار در مرحله یک شانزدهم نهایی رقابت‌های جام حذفی ایتالیا برابر تورینو و با نتیجه ۲-۱ تجربه کرد. تک گل اینتر در این دیدار را گوارنیری به ثمر رساند. در ادامه رقابت‌های سری آ، آمبروزیانا با نتیجه ۱-۱ برابر لاتزیو متوقف شد تا اختلافی چهار امتیازی نسبت به بولونیا پیدا کند. در ۱۴ ژانویه ۱۹۴۰، دو تیم در هفته پانزدهم و پایانی نیم فصل اول سری آ به مصاف یکدیگر رفتند؛ نراتزوری این شانس را داشت تا با پیروزی در این دیدار اختلاف یک امتیازی با این تیم را جبران کرده و قهرمان نیم فصل شود، اما این مسابقه با نتیجه تساوی بدون گل پایان یافت و بولونیا قهرمان نیم فصل اول شد. در نیم فصل دوم آمبروزیانا-اینتر موفق شد با کسب ۸ برد متوالی ما بین ۲۵ فوریه تا ۱۹ مه ۱۹۴۰ یعنی از هفته ۲۱ تا ۲۸، خود را از سایر رقبا جدا کند. شکست نراتزوری در هفته بیست ونهم و ماقبل پایانی و پیروزی بولونیا برابر لیگوریا، اختلاف دو تیم را به یک امتیاز کاهش داد. بنابراین نتیجه دیدار فینال گونه پایان فصل دو تیم در برابر هم، تکلیف عنوان قهرمانی و اسکودتو را مشخص می‌کرد. در ۲ ژوئن ۱۹۴۰، دو تیم اینتر و بولونیا در ورزشگاه ۳۵۰۰۰ نفری سن سیرو به مصاف هم رفتند. اکثر بازی‌های نراتزوری در ورزشگاه آرنا چیویکا که گنجایش کمتری داشت برگزار می‌شد؛ اما این دیدار به دلیل حساسیت فوق‌العاده زیاد خود در ورزشگاه سن سیرو که گنجایش بیشتری داشت برگزار شد. در نهایت نراتزوری توانست با تک گل دقیقه ۹ فرراریس، بر بولونیا غلبه کرده و با کسب ۴۴ امتیاز و اختلافی ۳ امتیازی نسبت به بولونیا، قهرمان سری آ در فصل ۴۰-۱۹۳۹ شود و اسکودتوی پنجم خود را کسب کند.
به این ترتیب تونی کارگنلی که فصل گذشته توانسته بود اولین کوپا ایتالیای تاریخ باشگاه را کسب کند اما در سری آ به مقامی بهتر از سومی دست نیافته بود، در دومین و آخرین فصل حضور خود بر روی نیکمت اینتر توانست یک اسکودتو هم برای باشگاه به ارمغان بیاورد. مئاتزا نیز در انتهای فصل از اینتر جدا و راهی رقیب همشهری یعنی میلان شد تا بازی در این تیم را نیز تجربه کرده باشد. این بازیکن در زمان حضور خود در اینتر بین سال‌های ۱۹۲۷ تا ۱۹۴۰ توانست ۳ اسکودتو و یک کوپا ایتالیا را کسب کند و همچنین ۳ بار نیز جایزه کاپوکانونیره یا همان آقای گلی سری آ ایتالیا را بدست آورد. در دو جام جهانی ۱۹۳۴ ایتالیا و جام جهانی ۱۹۳۸ فرانسه، جوزپه مئاتزا یکی از ارکان اصلی قهرمانی ایتالیا بود. او در جام جهانی ۱۹۳۴، بهترین بازیکن جام شد و در جام جهانی ۱۹۳۸، بازوبند کاپیتانی آتزوری را بر بازو بست.

## دهه چهل و پنجاه (۱۹۶۰–۱۹۴۰)
اینتر بین سال‌های ۱۹۴۰ تا ۱۹۵۰ همیشه یکی از مدعیان قهرمانی سری آ بود اما معمولاً در رتبه‌های دوم و سوم قرار می‌گرفت و نمی‌توانست به قهرمانی برسد.
در فصل ۴۱-۱۹۴۰، اینتر با مربیگری زوج پروکتی-زامبرلتی، پس از بولونیا در جایگاه دوم جدول رده‌بندی قرار گرفت و به مقام نایب قهرمانی سری آ دست یافت. در کوپا ایتالیا نیز، نراتزوری در مرحله یک‌هشتم نهایی با شکست ۲-۰ مقابل یوونتوس از گردونه رقابت‌ها کنار رفت.
آمبروزیانا-اینتر، فصل ۴۲-۱۹۴۱ را با هدایت مربی جدید خود یعنی ایوو فیورنتینی آغاز کرد. نراتزوری در ۱۲ اکتبر ۱۹۴۱ و در مرحله یک شانزدهم نهایی جام حذفی فوتبال ایتالیا مقابل مودنا با نتیجه ۴-۱ شکست خورد و خیلی زود از دور رقابت‌ها کنار رفت. در ۳ آوریل ۱۹۴۲ و در پی کسب نتایج ضعیف، فیورنتینی از هدایت باشگاه برکنار و فرنس مولنار جایگزین او شد. در ۲۶ آوریل ۱۹۴۲، مولنار اولین حضور خود بر روی نیمکت مربیگری اینتر را با پیروزی ۱-۰ برابر  مودنا پشت سر گذاشت. (در این بازی، مدیر ورزشی آلدو مولیناری بود) در نهایت، اینتر که فصل بسیار بدی را سپری کرده بود، لیگ را با فاصله ای ۳ امتیازی از منطقه سقوط و یک امتیاز کمتر از میلان، فیورنتینا و لیگوریا در جایگاه دوازدهم به پایان رساند.
در سال ۱۹۴۲، در حالی که جنگ جهانی دوم هنوز در جریان بود و با توجه به نتایج دو سال گذشته، فردیناندو پوتزانی، ریاست باشگاه را به کارلو ماسرونی که یک صنعتگر لاستیک و از علاقه مندان به دوچرخه سواری نیز بود واگذار کرد. ماسرونی در اولین اقدام خود، جووانی فراری را به عنوان سرمربی باشگاه برگزید؛ کسی که به تازگی فوتبال را کنار گذاشته و وارد عرصه مربیگری شده بود. در پایان فصل ۴۳-۱۹۴۲، آمبروزیانا-اینتر با هدایت فراری در جایگاه چهارم رقابت‌های سری آ قرار گرفت.
در سال ۱۹۴۳، کشور ایتالیا نیز وارد درگیری‌های جنگ جهانی دوم که از سال ۱۹۳۹ آغاز شده بود شد؛ در نتیجه تمامی مسابقات فوتبال در این کشور به حالت تعلیق درآمد. پس از پایان جنگ جهانی دوم و سقوط رژیم فاشیستی، در ۲۷ اکتبر ۱۹۴۵ ماسرونی اعلام کرد که باشگاه یک بار دیگر خود را منحصرا «اینترناتزیوناله» (Internazionale) می‌نامد.
جوزپه مئاتزای افسانه ای پس از اینکه بازی در چند تیم دیگر ایتالیا را تجربه کرد، در سال آخر دوران بازی خود به عنوان بازیکن-مربی به اینتر بازگشت تا با پیراهن این تیم از دنیای فوتبال خداحافظی کند. او در فصل ۴۷-۱۹۴۶، ۱۷ بازی برای اینتر انجام داد و دو گل آخر دوران حرفه ای خود را برای کمک به تیم که در خطر سقوط به دسته پایین‌تر قرار داشت به ثمر رساند. مئاتزا در ۴۰۸ بازی، ۲۸۴ گل برای اینتر به ثمر رساند و بعد از گذشت چند دهه هنوز بهترین گلزن اینتر و چهارمین گلزن برتر تاریخ لیگ ایتالیاست.

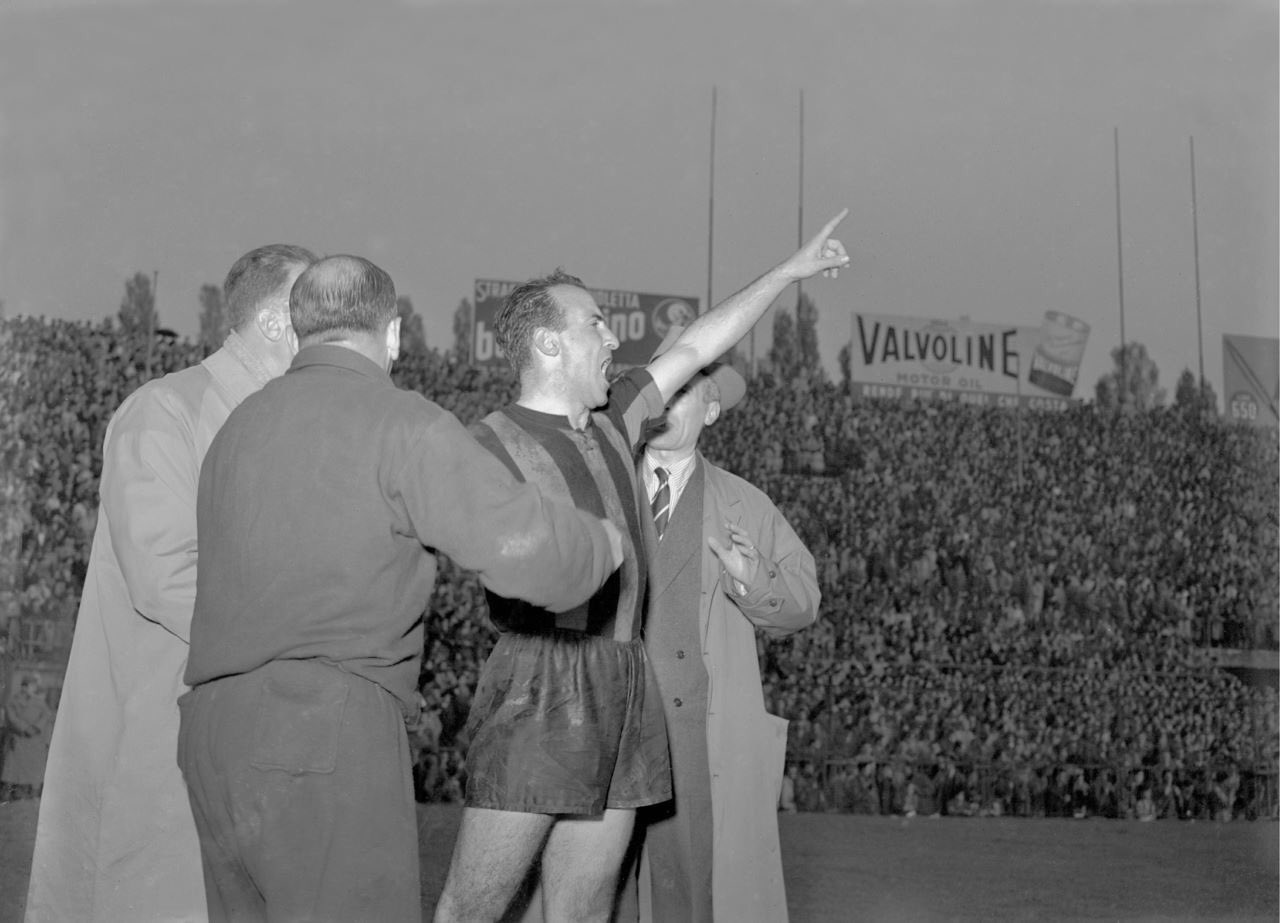
خوشحالی آمادئو آمادی پس از هت تریک خود در دربی میلان در ۶ نوامبر ۱۹۴۹ که با پیروزی ۶-۵ اینتر همراه شد.

در تابستان سال ۱۹۴۹، کارلو ماسرونی رئیس باشگاه، بازیکنانی چون جووانی جاکوماتسی جوان را از لوپارنزه، رناتو میلیولی را از آتالانتا و وینگر هلندی، فاس ویلکس  را به اینتر آورد. فصل ۵۰-۱۹۴۹، بیشتر با پیروزی ۶-۵ اینتر در دربی دلامادونینا به یاد آورده می‌شود. در این بازی که در ۶ نوامبر ۱۹۴۹ برگزار شد، اینتر در ابتدا با نتیجه ۴-۱ از میلان عقب افتاد، اما با هتریک آمادئو آمادی، اینتر به طرز شگفت‌انگیزی به بازی برگشت، در نتیجه، پر گل‌ترین بازی تاریخ بین دو تیم اینتر و میلان رقم خورد. در پایان فصل ۵۰-۱۹۴۹، اینتر پس از یوونتوس قهرمان و میلان، در جایگاه سوم سری آ قرار گرفت.

اینتر، فصل ۵۱-۱۹۵۰ را با مربیگری جولیو کاپلی آغاز کرد اما پس از گذشت هشت هفته از رقابت‌های سری آ، جای خود را به آلدو اولیویری داد. ریاست باشگاه ماسرونی، برای تقویت خط دفاعی بازیکنانی چون ایوانو بلاسون را از تریستینا و برونو پادولاتزی را از لوکسه به خدمت گرفت. برای تقویت خط حمله هم، با مهاجم سوئدی یعنی لنارت اسکاگلاند قرارداد امضا کرد. با ورود اسکاگلاند و حضور بازیکنانی چون نیرش، لورنزی و فاس ویلکس بهترین گلزن تیم، فرصت چندانی برای دیگر مهاجم تیم یعنی آمادئو آمادی برای بازی کردن وجود نداشت، به همین علت، آمادی راهی باشگاه ناپولی شد. اینتر با به ثمر رساندن ۱۰۷ گل در طول فصل یک آمار شگفت‌انگیز در زمینه گل زنی از خود برجای گذاشت، با این حال، دو شکست خارج از خانه برابر تیم‌های لوکسه و تورینو در انتهای فصل، باعث شد اینتر جام قهرمانی را با اختلاف تنها یک امتیاز به رقیب همشری یعنی میلان واگذار کند و به مقام نایب قهرمانی بسنده کرد.
در تابستان سال ۱۹۵۱، اینتر در فصل نقل و انتقالات تابستانی به شاکله اصلی تیم دست نزد و تنها یک دروازه‌بان به نام جورجو گتسی خریداری شد. در نتیجه، اینتر با مربیگری اولیویری، در طول فصل به دلیل عملکرد ضعیف کل تیم به ویژه دو مهاجم خود یعنی اسکاگلاند و ویلکس، نتایج خوبی کسب نکرد و در پایان فصل ۵۲-۱۹۵۱، در جایگاه سوم سری آ قرار گرفت.

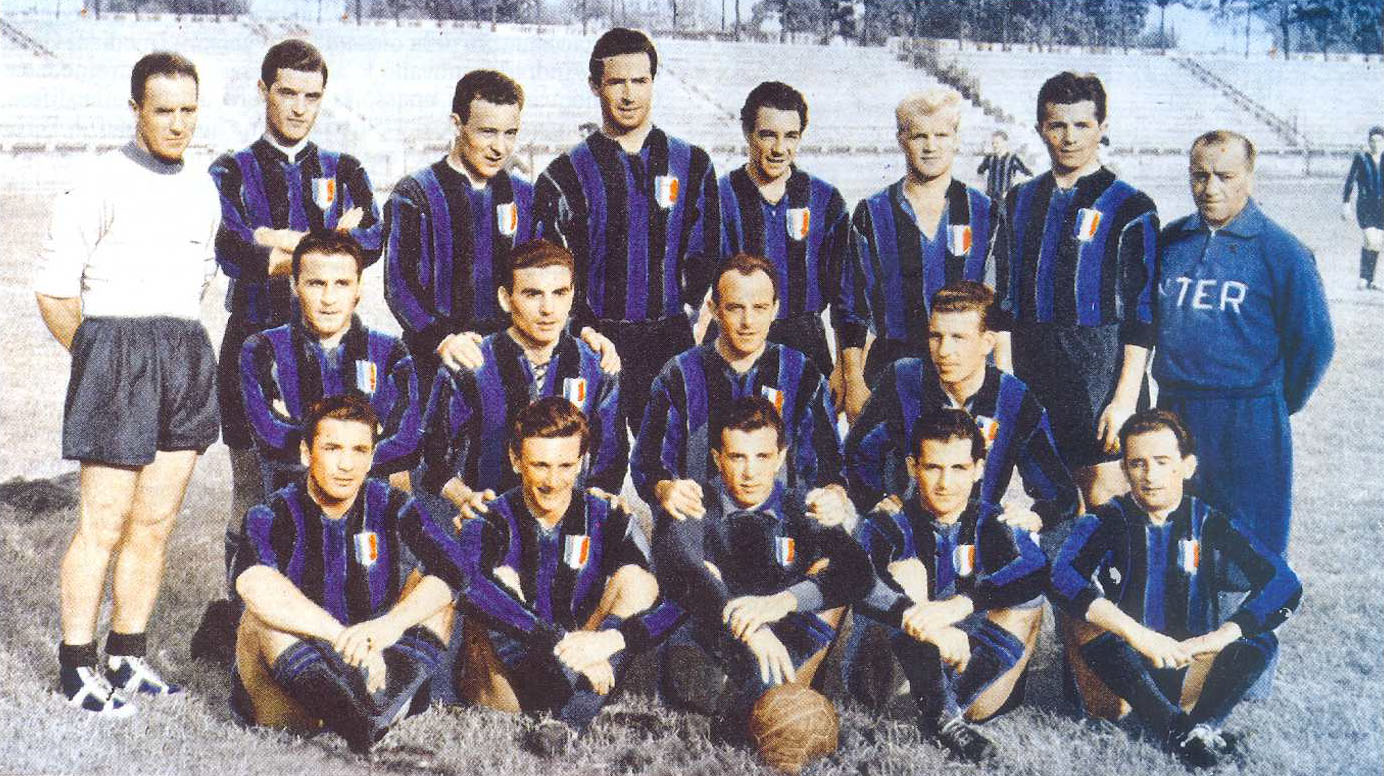
اینتر توانست در فصل ۵۳-۱۹۵۲ و پس از ۱۳ سال فاتح اسکودتو شود.

برای فصل ۵۳-۱۹۵۲، کارلو ماسرونی، هدایت باشگاه را به آلفردو فونی سرمربی سابق تیم ملی فوتبال ایتالیا بین سال‌های ۱۹۳۶ تا ۱۹۴۲ سپرد.آلفردو فونی با متحول کردن نحوه بازی تیم و به خصوص در شیوه دفاع کردن، انقلابی عظیم  به پا کرد و توانست اینتر را به قدرت اول فوتبال ایتالیا تبدیل کند. در این سیستمی که فونی از آن استفاده می‌کرد، در جلوی سنگربان اینتر که جورجو گتسی نام داشت، پنج مدافع به نام‌های ایوانو بلاسون، جووانی جاکوماتسی، نستی، جووانینی و نری  قرار می‌گرفتند، که بعدها این نوع سیستم دفاعی پنج نفره به کاتناچیو  معروف شد. در این سیستم بازی و در خط حمله، آرمانو به عنوان اولین بازیکن به عنوان وینگر در فوتبال ایتالیا بازی کرد. همچنین لنارت اسکاگلاند سوئدی به عنوان بازیساز پشت سر دو مهاجم تیم یعنی لورنزی و نیرش قرار می‌گرفت. فونی با اتکا به همین شیوه بازی، توانست در نیم فصل گل‌های کمی دریافت کند و پس از ۱۷ بازی موفق به کسب ۳۰ امتیاز شود. اینتر نیز ۱۹ هفته متوالی هیچ باختی را متحمل نشد. علیرغم اینکه گاهی اوقات به این نوع شیوه دفاع کردن انتقاد وارد می‌شد، فونی توانست با همین شیوه بازی دفاعی و سه هفته مانده به پایان مسابقات، اینتر را به مقام قهرمانی سری آ و اسکودتوی ششم برساند. اینتر در پایان فصل، ۴۷ امتیاز کسب کرد و با دریافت تنها ۲۴ گل، صاحب بهترین خط دفاعی مسابقات شد. این قهرمانی با مربیگری فونی در حالی به دست آمد که آخرین قهرمانی باشگاه به ۱۳ سال پیش یعنی سال ۱۹۴۰ برمی‌گشت.
فصل ۵۴-۱۹۵۳ با جدایی ایشتوان نیرش آغاز شد. این بازیکن پس از اینکه بر سر دستمزد دریافتی خود با کارلو ماسرونی به توافق نرسید، باشگاه را ترک کرد. با این حال، جدایی این بازیکن برای باشگاه زیاد مشکل ساز نشد و حتی اینتر توانست عملکردی بهتر نسبت به فصل گذشته داشته باشد. اما نیرش درست قبل از دربی دلا مادونینا در تاریخ ۱ نوامبر ۱۹۵۳ به تیم بازگشت و با هتریک خود در این بازی، پیروزی ۳-۰ را برای اینتر به ارمغان آورد. در ادامه و شش ماه بعد و در تاریخ ۴ آوریل ۱۹۵۴، در دیداری حساس که نقش بسزایی در رسیدن به قهرمانی داشت، اینتر با نتیجه ۶-۰ در برابر یوونتوس به برتری رسید. در نتیجه، همین پیروزی باعث شد اینتر در انتهای فصل با اختلاف تنها یک امتیاز نسبت به این تیم، قهرمان سری آ شود و به این طریق، اسکودتوی هفتم اینتر به دست آمد. فتح هفتمین اسکودتو، فونی را به اولین مربی تاریخ اینتر تبدیل کرد که برای دو فصل متوالی قهرمان لیگ ایتالیا شده است؛ رکوردی که هررا، مانچینی و مورینیو نیز در سال‌های بعد به آن دست پیدا کردند.
فصل ۵۵-۱۹۵۴ برای اینتر به عنوان مدافع عنوان قهرمانی اصلاً خوب پیش نرفت. اینتر که در دو فصل گذشته با هدایت فونی توانسته بود فاتح اسکودتو شود، در پایان فصل با کسب ۳۶ امتیاز در جایگاه هشتم جدول سری آ قرار گرفت. دوران سه ساله فونی در اینتر با موفقیت‌های چشمگیری همراه بود و تیم در بسیاری از مسابقات با اختلاف گل فراوان پیروز می‌شد. در سال ۱۹۵۵، دوران ریاست کارلو ماسرونی در باشگاه اینتر که با دو قهرمانی و دو نایب قهرمانی در سری آ همراه بود به پایان رسید و آنجلو موراتی که از افراد سرشناس ایتالیا بود، اینتر را خریداری کرد و ریاست باشگاه را بر عهده گرفت. حضور موراتی با پایان دوران مربیگری آلفردو فونی در اینتر همراه بود.
پس از کسب آخرین اسکودتو باشگاه در سال ۱۹۵۴، روزی‌های تیره بر آسمان آبی شهر میلان چیره شد. حالا شش سال است که تقدیر روی خوش به نراتزوری‌ها نشان نداده است. در این بین تیم‌های یوونتوس و میلان عمده جام‌ها را با هم تقسیم می‌کنند. حتی لاجوردی پوشان شهر فلورانس، فیورنتینا هم در این امر بی نصیب نمی‌ماند.

## گرنده اینتر (۱۹۶۸–۱۹۶۰)
"برای ساخت اینتری بزرگ به هافبکی بزرگ نیاز دارم و سوارز بهترین بازیکن موجود است."

—سخنان هلنیو هررا درباره پیوستن لوئیز سوارز به اینتر.

چینش بازیکنان در زمین مطابق با سیستم کاتناچیو کلاسیک در دهه ۱۹۶۰ میلادی.

آنجلو موراتی در ابتدای حضور خود دست به دامان مربیانی همچون آنیباله فروسی، لوئیجی فررو، کامیلو آکیلی و ... شد اما از هیچ‌کدام جوابی نگرفت. حتی نام‌های بزرگی همچون جسی کارور و جوزپه مئاتزا هم نتوانستند اینتر را از منجلاب سقوط خارج کنند. سرانجام آنجلو موراتی تصمیمی می‌گیرد که سرنوشت باشگاه را دگرگون می‌کند. تصمیمی که باعث شکوفایی باشگاه نه تنها در ایتالیا، بلکه در کل اروپا هم شد. او یکی از بزرگ‌ترین تئوریسین‌های فوتبال آن زمان یعنی «هلنیو هررا» را به شهر میلان آورد تا داستان گرنده اینتر شکل بگیرد. در سال ۱۹۶۰، هررا از بارسلونا به اینتر پیوست. حدوداً یک سال بعد لوئیز سوارز ستاره خط میانی بارسلونا هم به اینتر آمد، کسی که به دلیل قهرمانی با بارسلونا در رقابت‌های لا لیگا و اینتر-سیتیز فیرز کاپ، در سال ۱۹۶۰ برنده جایزه بهترین بازیکن سال اروپا شده بود. هلنیو هررا با تمجید از لوئیز سوارز، به دنبال ساخت اینتری بزرگ بود. در عمل هم همین اتفاق رخ داد و این مربی آرژانتینی اینتر را به یکی از بزرگ‌ترین تیم‌های اروپا تبدیل کرد. در ادبیات فوتبال جهان، واژه «کاتناچیو» با نام هلنیو هررا پیوندی ناگسستنی دارد و حتی از این سرمربی به عنوان خالق این سبک نام می‌برند اما در اصل، سیستم «کاتناچیو» (catenaccio) را یک مربی اتریشی به نام کارل راپان در دهه ۳۰ میلادی به وجود آورد؛ سال‌ها بعد نیز نرئو روکو ایتالیایی در دهه ۵۰ میلادی نیز از این سیستم استفاده کرد اما همه این سیستم را بیشتر با فوتبال ایتالیا و افتخاراتی که هلنیو هررا با اینتر به دست آورد می‌شناسند. کاتناچیو یا بازی زنجیره ای، یک سیستم فوتبال است که بر مبنای ساختار مستحکم دفاعی بنا شده است. در ایتالیا این کلمه به معنی چفت و بست یا قفل در است که در آن  خط دفاعی با یک برنامه مؤثر و مستحکم روی جلوگیری از گل زدن حریف تمرکز دارد. سیستم اصلی کارل راپان با چهار مدافع ثابت اجرا می‌شد. راپان تیمش را با سیستم ۲-۳-۵ روانه میدان می‌کرد که این سیستم شباهت زیادی به ۲-۴-۴ امروزی دارد. این سیستم به صورت یارگیری نفر به نفر (man-to-man) به علاوه یک بازی‌ساز در میانه میدان که توپ را با دو هافبک کناری به گردش درمی‌آورد اجرا می‌شد. هلنیو هررا، سیستم ۲-۳-۵ را که به «Verrou» معروف بود اصلاح کرد که باعث انعطاف‌پذیری بیشتر هنگام ضدحمله می‌شد. او این سیستم را با اضافه کردن دفاع پنجم در نقش سوئیپر یا لیبرو در پشت دو مدافع میانی، اصلاح کرد. وظیفه اصلی سوئیپر یا لیبرو، جمع کردن توپ‌های لو رفته یا عبور کرده، دور کردن ضربات و پاس‌های مهاجمین حریف است. سوئیپر به جز جمع کردن توپ‌های لو رفته یا عبور کرده، وظایف دیگری مانند رویارویی با مهاجمان حریف و در صورت لزوم دابل مارک کردن نیز داشت. در مجموع اما، پنج بازیکن هیچ مشارکتی در کارهای دفاعی نداشتند و سه بازیکن نیز فقط روی کارهای دفاعی متمرکز بودند. به‌طور کلی، اینتر هررا از چهار خط تشکیل شده بود؛ یک عدد سوئیپر یا لیبرو، دو تا چهار مدافع که تعدادشان بسته به نحوه مالکیت توپ متغیر بود، سه تا پنج هافبک و دو مهاجم. جا به جایی‌های این سیستم با توجه به شرایط مختلف تغییر می‌کند و پیچیدگی‌های خاص خود را دارد. این سیستم چه در سالیان دور و چه در فوتبال مدرن مخالفان و منتقدان پروپا قرص خود را دارد چرا که بسیاری فوتبال را به عنوان یک سرگرمی دنبال می‌کنند و معتقد هستند نمایش یک بازی دفاعی روح فوتبال را می‌کشد و حتی به اشتباه از آن به عنوان ضد فوتبال یاد می‌کنند. اگر بخواهیم این سیستم را در چند کلمه خلاصه کنیم کاتناچیو در بستن فضاها، قطع پاس‌ها و دفاع مطلق خلاصه می‌شود. اما یکی از بزرگ‌ترین اشتباهات این است که ما نگاه سطحی و پیش پا افتاده‌ای به این قضیه داشته باشیم، در صورتی که کاتناچیو دارای جزییات بسیار دقیقی است که اجرای آن را دشوار می‌کند و به همین دلیل هر تیمی نمی‌تواند با آن به نتیجه برسد. یکی از دلایل بدبینی به این سیستم، تیم‌هایی هستند که به طرز اشتباهی از آن استفاده کرده‌اند و به معنای واقعی کلمه چهره ضد فوتبالی از آن نمایش می‌دهند، در صورتی که اصل قضیه این است و خود هلنیو هررا هم در نقل قولی می‌گوید: 
| "کاتناچیو را آن‌هایی بدنام کردند که از آن اشتباه استفاده کردند، زیرا کاتناچیوی جذاب با حمله فولبک‌ها انجام می‌شود و آن‌هایی که اشتباه و کسل کننده از آن استفاده می‌کنند نفوذ این بازیکنان را محدود کرده‌اند." |

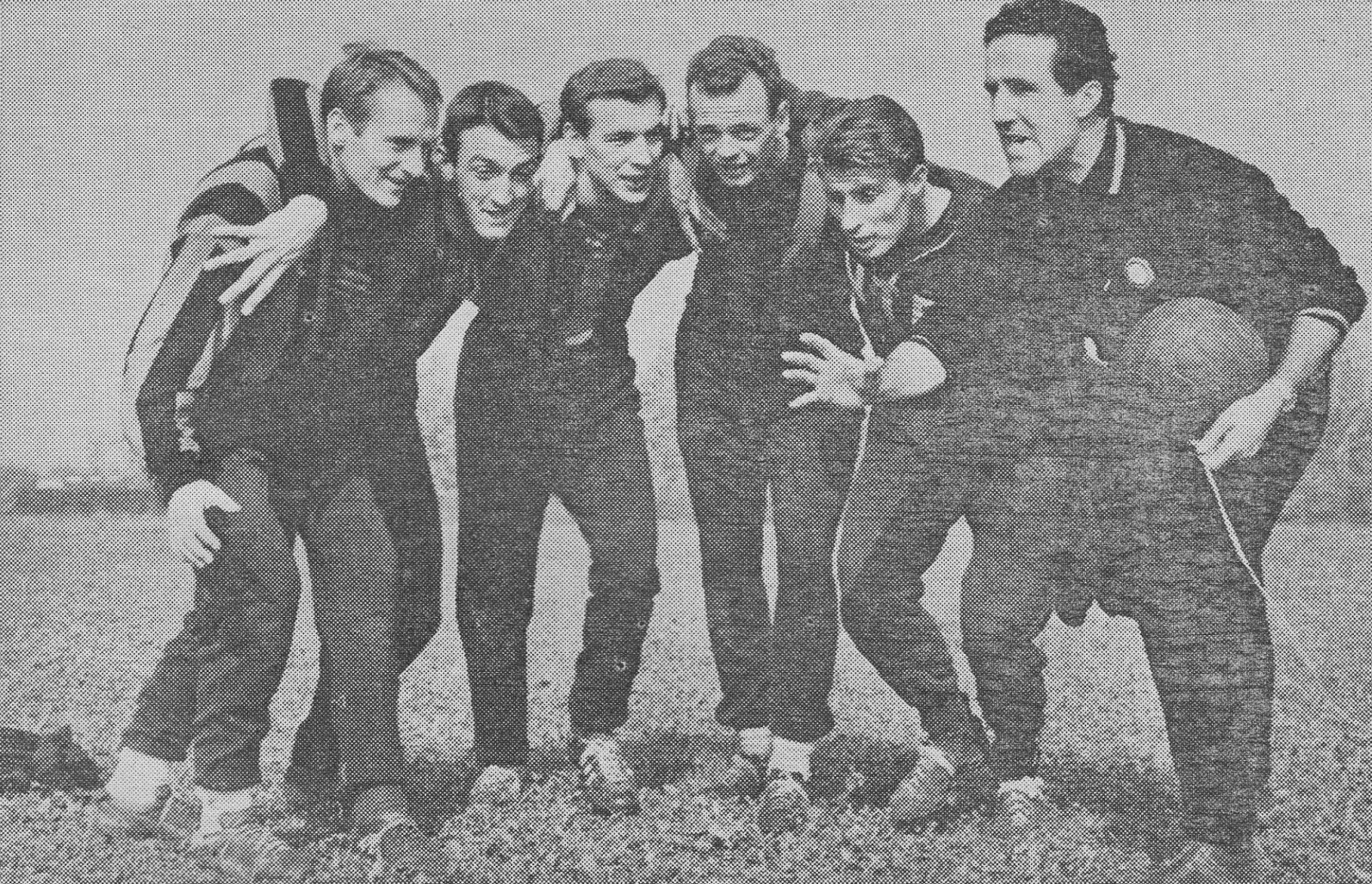
هلنیو هررا (نفر اول از سمت راست) ملقب به "جادوگر" به همراه بازیکنان اینتر در سال ۱۹۶۱.

در طول تابستان، آنجلو موراتی رئیس باشگاه، ایتالو آلودی را به عنوان اولین مدیر ورزشی در تاریخ باشگاه منصوب کرد. همچنین، بازیکنان جدیدی از جمله دروازه بان لورنزو بوفون و هافبک آرماندو پیکی به منظور تقویت ترکیب تیم جذب شدند. در اولین فصل حضور هررا بر روی نیمکت اینتر و در طول فصل ۶۱-۱۹۶۰، نراتزوری سعی کرد به کمک تفکرات این مربی آرژانتینی، مدافع عنوان قهرمانی یعنی یوونتوس را پشت سر گذاشته و فاتح اسکودتو شود؛ هرچند که اینتر در زمین مسابقه نتایج بسیار خوبی کسب کرد و شایسته عنوان قهرمانی بود، اما اتفاقات خارج از زمین مسابقه مانع از وقوع این امر شد و سرنوشت اسکودتو را تغییر داد. در نیم فصل اول، نراتزوری نتایج خیره کننده ای کسب کرد و در اکثر بازی‌ها با اختلاف گل فراوان به پیروزی می‌رسید و در فاز دفاعی نیز عملکرد بسیار خوبی از خود برجای گذاشت؛ این عوامل باعث شدند تا اینتر در پایان نیم فصل اول با کسب ۳۰ امتیاز و با اختلاف ۸ و ۷ امتیازی نسبت به یووه و میلان در جایگاه نخست قرار بگیرد. در نیم فصل دوم نیز نراتزوری عملکرد خوبی از خود بر جای گذاشت و امید زیادی برای کسب عنوان قهرمانی داشت  اما اتفاقات خارج از زمین مسابقه، اسکودتو را از چنگ شاگردان هررا ربود. در ۵ آوریل ۱۹۶۱ و در مرحله یک چهارم نهایی کوپا ایتالیا، اینتر با نتیجه ۱-۰ از لاتزیو شکست خورد و از دور رقابت‌ها کنار رفت، این در حالی بود که نراتزوری‌ها توانسته بودند این تیم را در هفته ۲۲ سری آ با نتیجه سنگین ۷-۰ شکست دهند. در ۲۱ مه ۱۹۶۱ و در هفته سی و دوم رقابت‌های سری آ، اینتر با نتیجه ۲-۰ در زمین آ.اس. رم به برتری دست یافت؛ نکته قابل توجه در مورد این دیدار، اولین حضور جاچینتو فاکتی ۱۸ ساله با پیراهن اینتر بود.

"انتظار چنین دستوری را نداشتم، مادرم نیز به من اصرار کرد که دَرسَت مهم تر از فوتبالت است. به کمک معلمم صبح زود توانستم در امتحان شرکت کنم و خودم را به اتوبوس باشگاه برسانم. در تورین، از دیدن آن همه ستاره ترسیده بودم."

—صحبت‌های ساندرو ماتزولا درباره مسابقه ۱۰ ژوئن ۱۹۶۱ اینتر برابر یوونتوس.
اما یکی از جنجالی‌ترین اتفاقات تاریخ فوتبال ایتالیا در ۱۶ آوریل ۱۹۶۱ و در هفته بیست و هشتم رقابت‌های سری آ رقم خورد. دو تیم اینتر و یووه در جریان رقابت شانه به شانه برای قهرمانی در بازی فینال گونه فصل، رو در روی هم قرار می‌گیرند. در دقیقه ۳۱ و درحالی که بازی با نتیجه تساوی ۰-۰ در جریان بود، شورش تماشاگران به درون زمین بازی باعث شد تا کارلو گامباروتا داور این دیدار بازی را متوقف کند؛ در نتیجه این دیدار نیمه کاره باقی ماند. مسئولان بازی‌ها در ابتدا یوونتوس را مقصر می‌دانند و در ۲۴ آوریل ۱۹۶۱، اینتر را با نتیجه ۲-۰ پیروز این بازی اعلام می‌کنند. در ۳ ژوئیه ۱۹۶۱، درست یک روز قبل از آخرین هفته مسابقات و زمانی که فصل به مقطع حساس خود می‌رسد، رای قبلی به واسطه اعتراض باشگاه یوونتوس باطل و دستور به تکرار بازی در ۱۰ ژوئن (دقیقا شش روز پس از آخرین هفته رقابت‌های سری آ که با شکست ۲-۰ اینتر برابر کاتانیا همراه شد) داده شد. آنجلو موراتی عنوان می‌کند که نفوذ خانواده آنیلی باعث این تغییر ناگهانی در رای شده است، در آن سال اومبرتو آنیلی ریاست باشگاه یوونتوس و فدراسیون فوتبال ایتالیا را برعهده داشت، اگرچه این رقابت از سال ۱۹۴۶ توسط لگا کالچو اداره می‌شد. موراتی در واکنش و اعتراض به این موضوع، به هلنیو هررا دستور می‌دهد که تیم جوانان باشگاه را به مصاف یوونتوس بفرستد. نتیجه را می‌توان پیش‌بینی کرد. یوونتوس تمام ستارگانش را برای این بازی آورده بود و ترس بر اندام جوانان اینتر انداخت. ۱۰ ژوئن ۱۹۶۱ و در بازی تکراری، یوونتوس با نتیجه ۹-۱ تیم جوانان اینتر را شکست می‌دهد و ضمن رقم زدن پرگل‌ترین دربی تاریخ دو باشگاه، از عنوان قهرمانی اش دفاع می‌کند. تک گل اینتر را نیز ساندرو ماتزولای هجده ساله (پسر والنتینو) که اولین بازی خود را در سری آ انجام می‌داد به ثمر رساند. به این ترتیب، آتش دشمنی و نفرت بین اینتر و یوونتوس شعله‌ور شد. در نهایت، اولین فصل حضور هررا بر روی نیمکت اینتر با کسب ۴۴ امتیاز و قرارگیری در رتبه سوم جدول پس از یووه ۴۹ امتیازی و میلان ۴۵ امتیازی پایان پذیرفت.
در فصل ۶۲-۱۹۶۱، نراتزوری نایب قهرمان سری آ شد. هررا در سومین سال حضور خود در فصل ۶۳-۱۹۶۲، هشتمین اسکودتو را برای اینتر به ارمغان آورد.

"من مقابل پدرت بازی کردم. تو او را سربلند کردی و من می‌خواهم پیراهنم را به تو بدهم."

—صحبت‌های فرانس پوشکاش اسطوره رئال مادرید با ساندرو ماتزولا پس از پیروزی اینتر برابر رئال مادرید در فینال جام باشگاه‌های اروپا ۱۹۶۴.

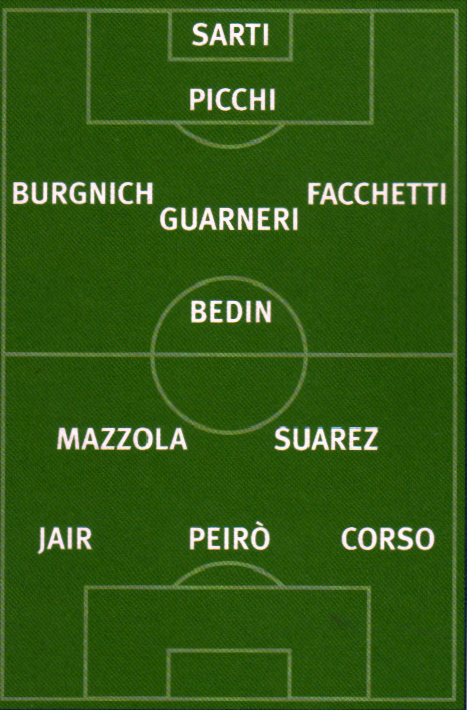
ترکیب تیم اینتر قهرمان فصل ۶۵-۱۹۶۴ سری آ

در فصل ۶۴-۱۹۶۳، اینتر با شکست پارتیزان در یک چهارم نهایی و دورتموند در نیمه نهایی به فینال جام باشگاه‌های اروپا رسید. در فینال اینتر باید در برابر رئال مادرید قرار می‌گرفت، تیمی که تا آن زمان از ۹ فینال به ۷ فینال راه پیدا کرده بود. اینتر با دو گل ماتزولا با نتیجه ۳-۱ بر رئال مادرید غلبه کرد، سپس تیم با غلبه بر ایندپندینته قهرمان جام بین قاره‌ای فوتبال شد.
در سال ۱۹۶۵، نراتزوری نهمین اسکودتو خود را به دست آورد. همچنین به مقام نایب قهرمانی کوپا ایتالیا نیز رسید. در همین سال، اینتر در فینال جام باشگاه‌های اروپا با تک گل جایر بر بنفیکا غلبه کرد و برای دومین بار به صورت متوالی قهرمان این رقابت‌ها شد. پس از اینکه نراتزوری در سال‌های ۱۹۶۴ و ۱۹۶۵ دوبار به صورت متوالی قهرمان جام باشگاه‌های اروپا شد، مطبوعات ایتالیا به هلنیو هررا لقب «ایل ماگو» (il Mago) به معنی «جادوگر» دادند؛ هرچند که هررا از این لقب زیاد خوشش نیامد و در این باره می‌گوید: 
| "کلمه جادوگر در فوتبال معنا ندارد. قدرت و شور کلماتی فوتبالی هستند. بزرگترین تعریفی که از من شد این بود که کسی به من گفت در روز ۳۰ ساعت کار می‌کنم." |

هسته اصلی تیم هررا از بازیکنانی نظیر بورنیک و فاکتی در نقش مدافع کناری، آرماندو پیکی در نقش سوئیپر یا لیبرو، لوئیز سوارز و ساندرو ماتزولا در نقش بازیساز، جایر و کورسو در نقش بال‌های کناری تشکیل شده بود.
در فصل ۶۶-۱۹۶۵، اینتر با هررا به دهمین اسکودتو خود رسید. در کشور ایتالیا هر تیمی ۱۰ بار قهرمان لیگ داخلی کشور شود یک ستاره به پیراهن خود اضافه می‌کند.
در فصل ۶۷-۱۹۶۶، نراتزوری به فینال جام باشگاه‌های اروپا راه یافت. حریف دور اولتورپدو مسکو بود. اینتر بازی رفت را به لطف گل به خودی والری ورونین، ۱-۰ پیروز شد. دو تیم در بازی برگشت و در روسیه به تساوی ۰-۰ دست یافتند. حریف دور دوم واشاش از مجارستان بود؛ اینتر در بازی رفت و در خانه به لطف گل‌های کارلو سولدو و ماریو کورسو، در حالی که لایوش پوشکاش برای مهمان گلزنی کرده بود، ۲-۱ پیروز شد. دو گل ساندرو ماتزولا باعث پیروزی نراتزوری در بازی برگشت شد. شاگردان هررا در مرحله یک چهارم نهایی، رئال مادرید را که شش بار قهرمان این رقابت‌ها شده بود و مدافع عنوان قهرمانی به حساب می‌آمد از پیش رو برداشت. اینتر در خانه با گل رناتو کاپلینی ۱-۰ پیروز شد. نراتزوری در بازی برگشت و در مادرید اسپانیا نیز به لطف گل دیگری از کاپلینی و گل به خودی ایگناسیو زوکو با نتیجه ۲-۰ پیروز شد. در نیمه نهایی، اینتر با تیم بلغارستانی زسکا رد فلگ(زسکا صوفیه کنونی) روبرو شد. با گل‌های جاچینتو فاکتی برای اینتر و نیکولا تسانف برای مهمان، دو تیم در میلان به تساوی ۱-۱ رسیدند. در بلغارستان فاکتی دوباره گلزنی کرد، اما گل او به وسیله نیکولای رادلف پاسخ داده شد. تساوی ۲-۲ در مجموع به این معنی بود که برای تعیین تیم صعود کننده به فینال باید یک بازی پلی آف برگزار می‌شد. این بازی  قرار بود در ابتدا در گراتس اتریش برگزار شود، اما زسکا متقاعد شد که این دیدار به بولونیا در ایتالیا منتقل شود زیرا سهم بیشتری از درآمد مسابقه به آن‌ها پیشنهاد شد. در نهایت اینتر در دیدار پلی آف به لطف گل کاپلینی با نتیجه ۱-۰ به پیروزی رسید و حضور خود را در فینال قطعی کرد.

"ما نمی‌توانیم شکایتی داشته باشیم. سلتیک شایسته پیروزی بود. ما به زور سلتیک شکست خوردیم. اگرچه ما شکست خوردیم، اما این مسابقه یک پیروزی برای ورزش بود."

—صحبت‌های هلنیو هررا پس از شکست اینتر برابر سلتیک در فینال جام باشگاه‌های اروپا ۱۹۶۷.

"قابل پیش بینی بود. دیر یا زود، اینتر هررا، اینتر کاتناچیو، اینتر پیروزی‌های کم اختلاف، باید مجازات ایستادن مقابل بازی زیبا را می‌داد."

—صحبت‌های ساندرو ماتزولا پس از شکست اینتر برابر سلتیک در فینال جام باشگاه‌های اروپا ۱۹۶۷.
در ۲۵ مه ۱۹۶۷، آبی و مشکی پوشان در فینال جام باشگاه‌های اروپا و در ورزشگاه ناسیونال شهر لیسبون باید به مصاف سلتیک اسکاتلند می‌رفتند. اینتر در سه فصل گذشته موفق شده بود دو بار فاتح این رقابت‌ها شود (۱۹۶۴ و ۱۹۶۵) و به دنبال سومین قهرمانی خود در جام باشگاه‌های اروپا بود. نراتزوری به دلیل استفاده از تاکتیک دفاعی کاتناچیو بسیار شناخته شده بود، به این معنی که آن‌ها در بسیاری از مسابقات با تعداد گل‌های اندک پیروز می‌شدند و به ندرت گل می‌خوردند. هلنیو هررا که پردرآمدترین مربی در اروپا بود به عنوان عامل موفقیت نراتزوری در نظر گرفته می‌شد. در مقابل سلتیک تیمی با سبک هجومی بود. هر دو تیم در طول فصل عملکرد خوبی در رقابت‌های داخلی داشتند. تنها چند روز قبل از فینال، افعی‌ها در آستانه فتح یک سه‌گانه تاریخی قرار داشتند، اما باخت در دو بازی آخر آن‌ها را از نیمه نهایی کوپا ایتالیا حذف کرد و به قیمت از دست رفتن اسکودتو تمام شد. مهم‌ترین بازیکن اینتر، ملی پوش اسپانیایی و برنده توپ طلا، لوئیز سوارز، این دیدار را به دلیل مصدومیت از دست داد. او جای خود را به مائورو بیسیکلی کهنه‌کار داد، بازیکنی که در این فصل حضور بسیار کمی داشت. جولیانو سارتی، آرماندو پیکی، تارچیسیو بورنیک، آریستیده گوارنری، جاچینتو فاکتی، جانفرانکو بدین، ساندرو ماتزولا، مائورو بیسیکلی، آنجلو دومنگینی، رناتو کاپلینی و ماریو کورسو یازده بازیکن اینتر در ترکیب ابتدایی را تشکیل می‌دادند. اینتر اولین حمله بازی را انجام داد؛ رناتو کاپلینی یک سانتر برای ساندرو ماتزولا ارسال کرد که ضربه سر او به زانوهای رونی سیمپسون دروازه‌بان سلتیک برخورد کرد. گل اول این دیدار خیلی زود و در هفتمین دقیقه این مسابقه به ثمر رسید. کورت شنشر داور این دیدار تشخیص داد که در محوطه جریمه سلتیک روی رناتو کاپلینی خطا صورت گرفته است و یک ضربه پنالتی به سود اینتر اعلام کرد. ساندرو ماتزولا پشت توپ ایستاد و گل اول مسابقه را به ثمر رساند. زمانی که نراتزوری پیش افتاد، به سبک دفاعی خود بازگشت و به سلتیک اجازه حمله داد. با این حال، آن‌ها برای عبور از دیوار دفاعی اینتر تلاش کردند و عمدتاً به شوت‌های راه دور از بیرون محوطه جریمه محدود شدند. علیرغم ناتوانی سلتیک در شکستن دفاع اینتر، آن‌ها کنترل کامل مسابقه را در اختیار داشتند و نراتزوری پس از گل خود فرصت دیگری نداشت، در حالی که سلتیک بارها و بارها حملاتی را روی دروازه اینتر ترتیب داده بود که جولیانو سارتی با عملکرد فوق‌العاده خود مانع از فروپاشی دروازه شد. اما سرانجام پس از گذشت بیش از یک ساعت از زمان بازی و در دقیقه ۶۳، تامی گمل موفق شد با یک شوت قدرتمند از فاصله ۲۵ یاردی دروازه سارتی را بگشاید و کار را به تساوی کشاند. در حالی که حدود پنج دقیقه تا پایان بازی باقی مانده بود، سلتیک به وسیله استیوی چالمرز به گل دوم خود دست یافت. در نهایت، این دیدار با نتیجه ۲-۱ به سود سلتیک پایان یافت و شاگردان هررا نتوانستند برای سومین بار فاتح این رقابت‌ها شوند. بعضی‌ها، تمرینات طاقت فرسای هررا را دلیل شکست تیم می‌دانستند. قبل بازی، اینتر در هتلی نزدیک سواحل لیسبون اردو زد. هیچ‌کس جز بازیکنان حضور نداشتند. بازیکنان می‌گفتند از زمانی که آنها سوار اتوبوس شدند تا سه روز بعد که وارد ورزشگاه شدند، حتی یک انسان هم ندیدند. هر انسان عادی، از این شرایط به دیوانگی می‌رسید. بازیکنان می‌گفتند ما عادت کرده بودیم اما آن شرایط حتی برای پوست کلفت ما هم زیادی بود. جدای این موضوعات، مصدومیت لوئیز سوارز که یکی از ستارگان تیم بود، در کسب این نتیجه تأثیر بسزایی گذاشت. به هر حال، شکست برابر سلتیک را می‌توان به نوعی پایان دوران طلایی گرنده اینتر تلقی کرد چرا که ساندرو ماتزولا هم به این موضوع اذعان کرده بود. همچنین در این سال، نام باشگاه نیز به «اینترناتزیوناله میلانو» (Internazionale Milano) تغییر یافت.
فصل ۶۸-۱۹۶۷، آخرین فصل حضور ایل ماگو بر روی نیمکت اینتر بود. در پنجره نقل و انتقالات، هررا به پیکی اجازه خروج داد و این بازیکن راهی وارزه شد. همچنین بازیکنانی چون بنیتز، نیلسن و فروچیو ماتزولا (برادر کوچکتر ساندرو) به اینتر پیوستند. یکی از مسابقات قابل توجه در این فصل، دربی رفت شهر میلان بود که در ۲۲ اکتبر ۱۹۶۷ برگزار شد و با نتیجه تساوی ۱-۱ پایان یافت. این نتیجه در حالی رقم خورد که اینتر با گل دقیقه ۵۸ بنیتز از حریف خود پیش بود اما گل دقیقه ۷۸ ریورا کار را به تساوی کشاند؛ این گل در حالی  تأیید شد که توپ پس از برخورد به تیر افقی و بدون عبور از خط دروازه به زمین مسابقه بازگشت، اما داور مسابقه به اشتباه این صحنه را گل اعلام کرد. در نهایت، نتایج ضعیف اینتر در مسابقات پایانی فصل باعث شد این تیم با ۱۳ امتیاز اختلاف نسبت به میلان قهرمان، در جایگاه پنجم جدول رده‌بندی سری آ قرار بگیرد. پس از پایان فصل و در ماه مه ۱۹۶۸، ایوانوئه فرایتزولی که یک کارآفرین در صعنت نساجی و یکی از طرفداران معروف نراتزوری بود، جانشین آنجلو موراتی شد و ریاست باشگاه را به دست گرفت. به این ترتیب، دوران طلایی هررا نیز در سال ۱۹۶۸ و با جدایی آنجلو موراتی پایان پذیرفت. اینتر در دهه شصت میلادی بر بام فوتبال ایتالیا و اروپا قرار گرفت و این دهه به عنوان بهترین دوران باشگاه ثبت شد. نراتزوری در آن سال‌ها ۳ اسکودتو و ۴ جام بین‌المللی را بدست آورد و به اینتر هررا، لقب «گرنده اینتر» (Grande Inter) به معنی «اینتر کبیر» داده شد. هشت سال دستاورد او همراه با نراتزوری و کسب افتخارات متعدد، نام او را نه تنها در باشگاه اینتر بلکه در دنیا جاودانه کرد. مفسران فوتبال نیز همواره از اینتر دهه ۶۰ به عنوان یکی از خطرناک‌ترین تیم‌های تاریخ فوتبال یاد می‌کنند. هررا در اینتر احتیاط را سر لوحه کار خود قرار داده بود و آنچه کار این تئوریسین فوتبال در باشگاه را راحت تر کرده بود، این بود که اینتر تقریباً سیستم کاتناچیو را در دهه ۵۰ هم دنبال می‌کرد، اما نه به این شکل و شمایل سختگیرانه و پیگیر. شاید سبک دفاعی کاتناچیو ابتدا به وسیله کارل راپان اتریشی در سال ۱۹۳۰ ابداع شده باشد و به وسیله نرئو روکو در تیم پادووا با رویکرد دفاع تیمی محض در دهه ۵۰ صیقل داده شده باشد؛ اما کاتناچیویی که هررا به‌طور منظم و کار آمد شکل داد، سیستمی بسیار سازمان یافته و مؤثر، متمرکز بر خنثی کردن حملات و جلوگیری از ایجاد موقعیت‌های حریف با کمک نفرات دفاعی بود که توانست از آن بهترین استفاده را ببرد؛ موضوعی که باعث شد این سیستم در دنیا معرفی شود.

## پاتزا اینتر (۱۹۷۷–۱۹۶۸)
در سال ۱۹۶۸، آلفردو فونی برای بار دوم هدایت باشگاه اینتر را برعهده گرفت، کسی که دو قهرمانی سری آ را در دهه پنجاه برای اینتر به ارمغان آورده بود. دوران طلایی گرنده اینتر اکنون به پایان رسیده است. اولین فصل حضور ایوانوئه فرایتزولی در رأس باشگاه با خریدهای اندک و جاه طلبی‌های کم در فصل نقل و انتقالات آغاز شد. اینتر، ماریو برتینی هافبک را از فیورنتینا به خدمت گرفت که در پایان فصل با یازده گل، بهترین گلزن نراتزوری لقب گرفت، همچنین چزاره پولی از ویچنزا، دینو اسپادتو مهاجم جوان از مونتبلونا و وینگر جیووانی واستولا از وارزه راهی اینتر شدند. در این فصل اولین شکل از حمایت سازمان یافته به نام «پسران سن سیرو» (Boys San) ایجاد شد که منشأ آن به ژانویه ۱۹۶۹ بازمی‌گردد. در دور پنجم مقدماتی جام حذفی فوتبال ایتالیا، اینتر با کسب سه تساوی برابر تیم‌های لکو، کومو و آتالانتا، از این مسابقات حذف شد. در پایان فصل ۶۹–۱۹۶۸، اینتر با کسب ۳۶ امتیاز از ۳۰ بازی در جایگاه نه چندان خوب چهارم قرار گرفت. دوره دوم حضور فونی در باشگاه اینتر که تنها یک فصل به طول انجامید، با جایگزینی هریبرتو هررا پایان پذیرفت.
در فصل ۷۰–۱۹۶۹، هدایت باشگاه به هریبرتو هررا پاراگوئه ای سپرده شد؛ مربی که توانسته بود در سال ۱۹۶۷ با یووه فاتح اسکودتو شود. در تابستان ۱۹۶۹، باشگاه مهاجم مرکزی یعنی روبرتو بونینسنیا را از کالیاری خریداری کرد. در ازای بونینسنیا و به عنوان بخشی از قرارداد، سرجو گوری، چزاره پولی و آنجلو دومنگینی در مجموع به مبلغ ۳۰۰ میلیون لیره ایتالیا راهی کالیاری شدند. به لطف مقایسه ای که بین بونینسنیا و کورسو به وسیله همسر رئیس باشگاه یعنی رناتا فرایتزولی صورت گرفته بود، جنجالی جزئی ایجاد شد. نراتزوری در یک چهارم نهایی جام حذفی فوتبال ایتالیا به وسیله تیم تورینو حذف شد. اینتر که در رقابت‌های اروپایی نیز حاضر بود، در مسابقات فیرز کاپ، پس از پشت سر گذاشتن حریفانی چون بارسلونا و هرتابرلین، در نیمه‌نهایی به مصاف اندرلشت رفت که پس از شکست برابر این تیم از دور مسابقات کنار رفت. در پایان فصل، اینتر با کسب ۴۱ امتیاز و با اختلاف ۴ امتیاز نسبت به کالیاری دوم شد و به مقام نایب قهرمانی سری آ دست یافت.

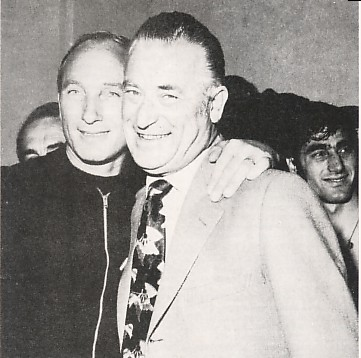
جووانی اینورنیتزی (چپ) در کنار ایوانوئه فرایتزولی (راست)

پس از دوران طلایی دهه ۶۰ میلادی، اینتر موفق شد یازدهمین اسکودتوی خود را در سال ۱۹۷۱ کسب کند. فصل دوم مربیگری هریبرتو هررا در اینتر با انتقال گوارنی به کرمونزه و لوییز سوارز به سمپدوریا آغاز شد؛ به این ترتیب، سوارز پس از ۹ سال و انجام ۳۳۳ بازی و به ثمر رساندن ۵۵ گل، باشگاه را ترک کرد. همین موضوع باعث به هم خوردن رابطه هررا با هواداران شد. اینتر از رقابت‌های کوپا ایتالیا در فصل ۷۱–۱۹۷۰ حذف شد و در مسابقات فیرز کاپ نیز در مجموع دو بازی رفت و برگشت با نتیجه ۳–۱ از نیوکاسل شکست خورد و از گردونه این مسابقات نیز کنار رفت.

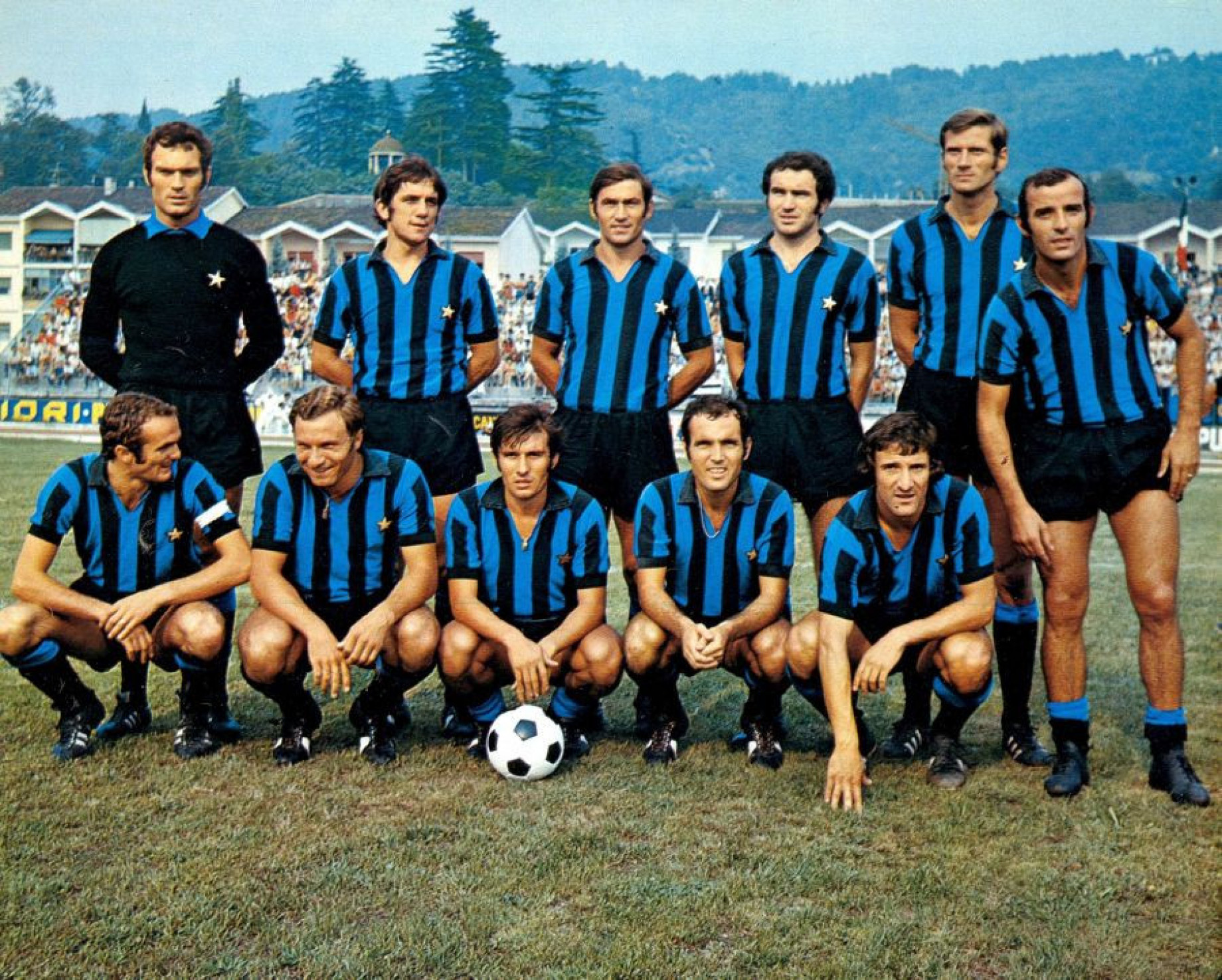
تیم اینتر قهرمان فصل ۷۱–۱۹۷۰ سری آ

فصل جدید سری آ نیز برای اینتر وحشتناک آغاز شد. شکست‌های پیاپی ابتدای فصل و بازی‌های کابوس وار اینتر باعث شد هواداران نگران سقوط تیم به دسته پایین‌تر باشند. رئیس وقت باشگاه یعنی ایوانوئه فرایتزولی نیز در آن زمان به صراحت اعلام کرده بود که در صورت ارائه پیشنهاد مالی مناسب، حاضر است باشگاه را به فروش برساند. در ۸ نوامبر ۱۹۷۰، اینتر با نتیجه ۳–۰ برابر رقیب همشهری یعنی میلان شکست خورد. فرایتزولی شش روز پس از این شکست، هریبرتو هررا را از هدایت باشگاه برکنار کرد؛ درنتیجه، جووانی اینورنیتزی که سابقه پوشیدن پیراهن باشگاه را بین سال‌های ۱۹۴۹ تا ۱۹۶۰ در کارنامه داشت و هدایت تیم جوانان اینتر میلان را عهده‌دار بود، جایگزین هررا شد. او که در ابتدا به صورت موقت هدایت باشگاه را بر عهده گرفته بود، با ثبت یک شگفتی بزرگ که در تاریخ باشگاه بی‌سابقه بود، فصل را به پایان رساند.
اینورنیتزی به تیمی که از نظر تاکتیکی به بن‌بست خورده بود، جانی دوباره بخشید. او از سیستم کاتناچیو بهره برد و در همین راستا، پست تارچیسیو بورنیک را به بازیکن آزاد یا سوئیپر تغییر داد، از مائورو بلوجی جوان در دفاع راست استفاده کرد، جایر را دوباره احیا کرد، از ماریو برتینی به جای ماریو فروستالوپی که با پایان یافتن قرارداد قرضی اش با سمپدوریا به اینتر برگشته بود، استفاده کرد و از بازیکنان مهم و تأثیر گذار تیم مانند جاچینتو فاکتی، ساندرو ماتزولا، ماریو کورسو و روبرتو بونینسنیا خواست تا وظیفه خود در زمین را به نحو احسن انجام دهند. اولین تجربه مربیگری اینورنیتزی بر روی نیمکت اینتر، در ۱۵ نوامبر ۱۹۷۰ و در هفته ششم سری آ با پیروزی ۲–۱ خانگی برابر تورینو همراه شد. اما اولین شکست مربی جدید، خیلی زود از راه رسید. در هفته هفتم رقابت‌های سری آ، اینتر در سن پائولو با نتیجه ۲–۱ از ناپولی شکست خورد. اما این نتیجه نقطه عطف فصل باشگاه بود. در پرواز بازگشت از ناپل به خانه، اینورنیتزی و برخی از اعضای با تجربه‌تر تیم، با در دست داشتن فهرست برنامه مسابقات، کنار یکدیگر نشستند تا درباره مسیر رسیدن به قهرمانی که بسیار دور از انتظار بود با هم مشورت کنند که در نهایت باعث به وجود آمدن یک باور عامیانه و یکی از القاب باشگاه در میان هواداران اینتر نیز شد. پس از شکست در سن پائولو، نراتزوری‌ها یک روند بدون شکست را در پیش گرفتند و از ۲۴ امتیاز ممکن، موفق به کسب ۲۱ امتیاز شدند. نراتزوری در دربی برگشت با دو گل کورسو و ماتزولا به برتری دست یافت و در ادامه نیز توانست فاصله امتیازی قابل توجهی که قهرمان نیم فصل یعنی میلان به دست آورده بود را جبران کند و دو هفته مانده به پایان مسابقات به مقام قهرمانی سری آ برسد و یازدهمین اسکودتوی تاریخ باشگاه کسب شد. هرگز نه قبل و نه بعد از این اتفاق، سابقه نداشته تیمی که در اواسط فصل مربی خود را تغییر داده، بتواند در پایان فصل به مقام قهرمانی دست یابد. اینورنیتزی نه تنها به یک قهرمان تأثیر گذار تبدیل شد بلکه نام خود را نیز در تاریخ باشگاه جاودانه کرد. در پی کسب این نتایج عجیب و قریب، لقب «پاتزا اینتر» (Pazza Inter) به معنی «اینتر دیوانه» به تیم داده شد. روبرتو بونینسنیا نیز توانست با به ثمر رساندن ۲۴ گل در سری آ، موفق به کسب جایزه کاپوکانونیره شود.
پس از کسب اسکودتوی یازدهم، نراتزوری به عنوان مدافع عنوان قهرمانی دچار یک تغییر نسل غریب الوقوع شد. کهنه سربازان گرنده اینتر یکی یکی جای خود را به بازیکنان جوان تر دادند. ترکیب اینتر در این فصل از بازیکنانی همچون اوریالی، بوردون و گراتزیانو بینی ۱۶ ساله به کاپیتانی ساندرو ماتزولا تشکیل شده بود. نراتزوری در فصل ۷۲-۱۹۷۱ سری آ و در بازی‌های خانگی تنها موفق به کسب ۸ پیروزی شد که از این نظر آمار بسیار بدی را از خود بر جای گذاشت. در نهایت آبی و مشکی پوشان با کسب ۳۶ امتیاز از ۳۰ بازی و هم امتیاز با فیورنتینا اما به دلیل تفاضل گل بهتر، کار خود را در رده پنجم سری آ به پایان رساندند. این در حالی بود که بونینسنیا با به ثمر رساندن ۲۲ گل توانست برای دومین فصل متوالی به عنوان آقای گلی سری آ دست یابد، اما این عملکرد درخشان باعث نشد تا نراتزوری بتواند از عنوان قهرمانی خود دفاع کند. در جام حذفی فوتبال ایتالیا، اینتر کار خود را با پیروزی ۶-۰ برابر رجینا – که تا سال ۲۰۱۹ بی بدیل بود – آغاز کرد و در ادامه توانست به مرحله بعد این رقابت‌ها راه یابد اما در مرحله دوم رقابت‌های کوپا ایتالیا نتایج ضعیفی کسب کرد و در نهایت از این مسابقات کنار رفت.

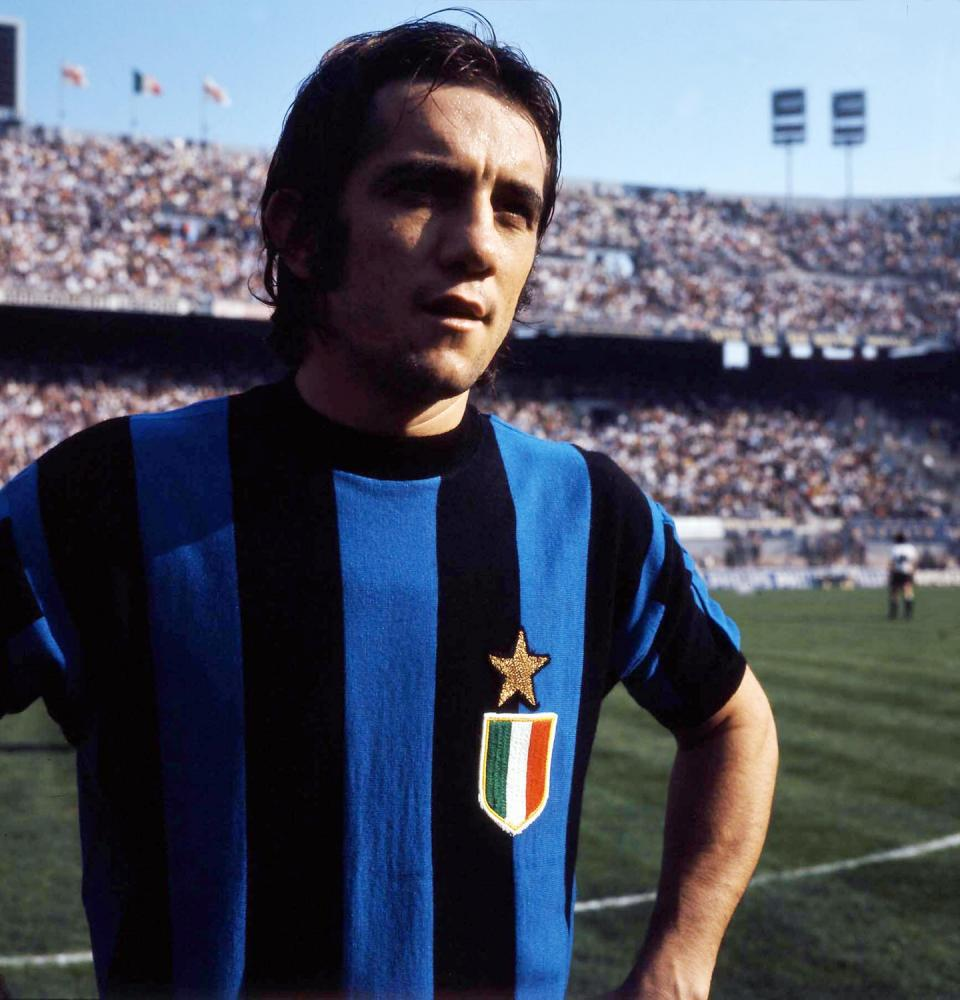
روبرتو بونینسنیا ملقب به بونیمبا که موفق شد به صورت پی در پی و در فصل‌های ۷۱-۱۹۷۰ و ۷۲-۱۹۷۱ و با به ثمر رساندن ۲۴ و ۲۲ گل، برنده جایزه کاپوکانونیره شود.

اما اوضاع در رقابت‌های اروپایی به‌طور متفاوتی پیش رفت. نراتزوری‌ها در رقابت‌های جام باشگاه‌های اروپا ۷۲–۱۹۷۱ و در گام اول موفق شدند در خانه و با نتیجه ۴-۱ آ.ا.ک آتن را شکست دهند؛ هرچند که در بازی برگشت ۳-۲ شکست خوردند اما در مجموع و با نتیجه ۶-۴ راهی مرحله بعد شدند. در مرحله یک‌هشتم اینتر باید به مصاف بروسیا مونشن گلادباخ از آلمان می‌رفت. به دلیل اتفاقات جنجالی که در دیدار رفت دو تیم رخ داد، از این تقابل با عنوان «مسابقه قوطی» نیز در تاریخ یاد می‌شود. در ۲۰ اکتبر ۱۹۷۱، دو تیم بروسیا مونشن‌گلادباخ و اینتر در بوکلبرگ اشتادیون به مصاف یکدیگر رفتند. بازی تا دقیقه ۲۹ با نتیجه تساوی ۱-۱ دنبال می‌شد. اما پرتاب یک بطری نوشابه خالی کوکا کولا از طرف هواداران مونشن‌گلادباخ به درون زمین مسابقه و اصابت آن به سر روبرتو بونینسنیا مهاجم ایتالیایی اینتر باعث جراحت این بازیکن و در نتیجه بونینسنیا مجبور به ترک بازی شد. این اتفاقات بر عملکرد تیم تأثیر بسزایی گذاشت و نراتزوری با دریافت ۶ گل در ادامه مسابقه، با نتیجه ۷-۱ شکست خورد. همین موضوع باعث شد تا جوزپه پریسکو نایب رئیس و وکیل باشگاه با ارائه دفاعیه ای به کمیته انظباطی یوفا، خواستار لغو این مسابقه شود:
| "پس از بیرون آمدن بونینسنیا با ضربه قوطی به سر، این مسابقه به‌طور منظم انجام نشد. آسیب می‌توانست بسیار جدی تر از آنچه که بود باشد. در آن لحظه نتیجه ۱-۱ بود اما اینتر چنان شوکه شده بود که در نهایت ۷-۱ شکست خورد. بنابراین دلیلی برای لغو این مسابقه وجود دارد." |

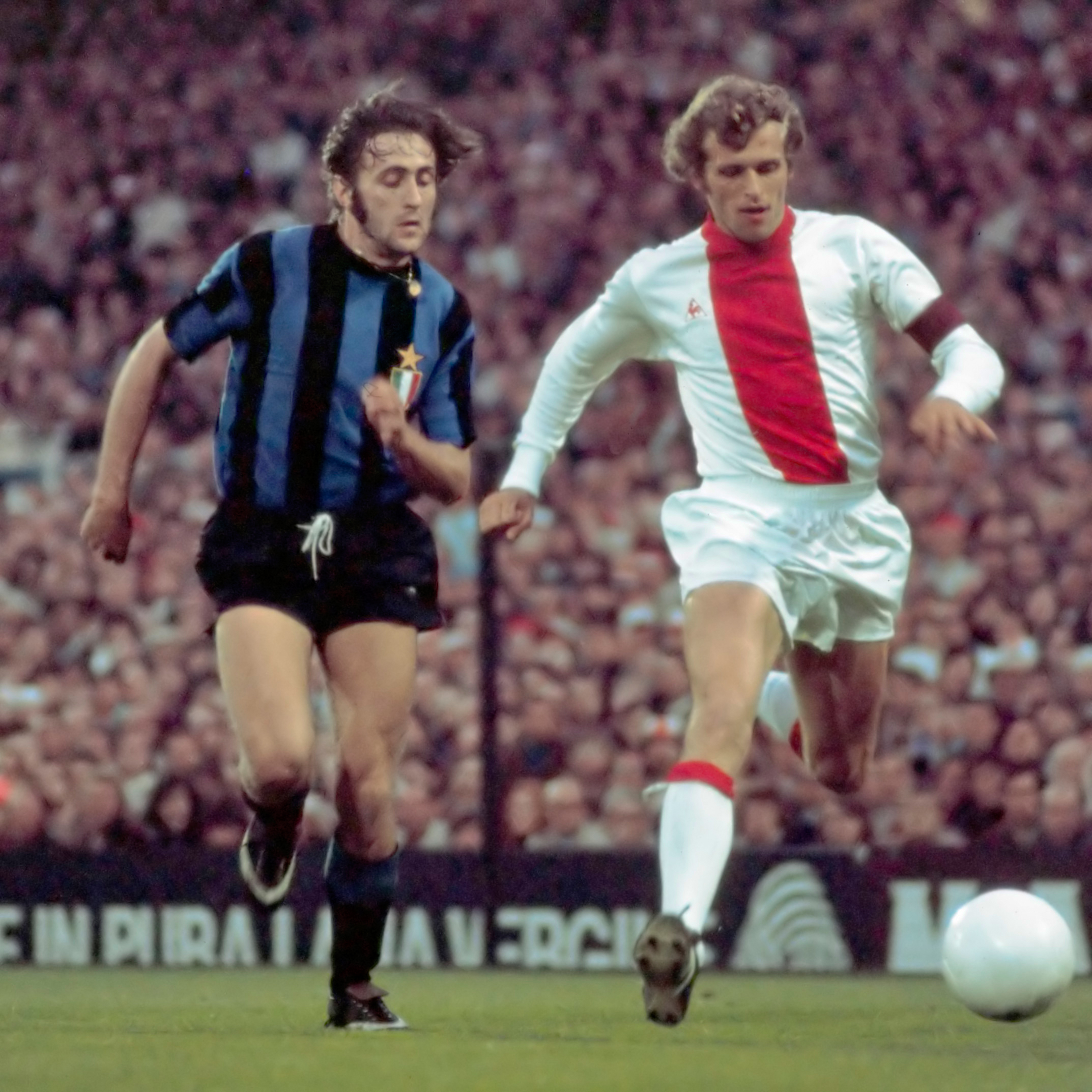
مائورو بلوجی (چپ) در تقابل با پیت کیزر (راست) در فینال جام باشگاه‌های اروپا ۱۹۷۲

در نهایت یوفا نیز تصمیم به لغو این دیدار و برگزاری مجدد آن گرفت. در ۳ نوامبر ۱۹۷۱، نراتزوری موفق شد در خانه و با نتیجه ۴-۲ از سد حریف عبور کند. در بازی برگشت که در ۱ دسامبر و در ورزشگاه المپیک برلین برگزار شد، دو تیم به تساوی بدون گل دست یافتند. در این بازی، ایوانو بوردون سنگربان جوان اینتر موفق شد ضربه پنالتی زیلوف را مهار کند. به این ترتیب، اینتر در مجموع و با نتیجه ۴-۲ راهی مرحله یک چهارم نهایی این مسابقات شد. در این مرحله، اینتر در خانه و با نتیجه ۱-۰ از سد استاندارد لیژ گذشت اما در دیدار برگشت ۲-۱ شکست خورد. دو تیم در مجموع به تساوی ۲-۲ دست یافتند اما اینتر به دلیل قانون گل زده در خانه حریف که به وسیله ماتزولا و در دقیقه ۸۰ به ثمر رسید راهی مرحله نیمه نهایی شد. در مرحله نیمه نهایی اینتر و سلتیک به مصاف هم رفتند که در مجوع دو بازی رفت و برگشت هیچ توپی از خط دروازه‌ها عبور نکرد و در نتیجه کار به ضربات پنالتی کشید. ماتزولا، فاکتی، فروستالوپی، پلیتزارو و جایر هر پنج ضربه خود را تبدیل به گل کردند اما در طرف مقابل دیکسی دینز ضربه خود را از دست داد و به این ترتیب اینتر با نتیجه ۵-۴ در ضربات پنالتی بر سلتیک غلبه کرد و راهی فینال جام باشگاه‌های اروپا شد. با راهیابی به فینال جام باشگاه‌های اروپا، اینورنیتزی تبدیل به اولین مربی ایتالیایی تاریخ باشگاه شد که توانسته با نراتزوری به دیدار نهایی این مسابقات راه یابد. در ۳۱ مه ۱۹۷۲، دو تیم آژاکس و اینتر میلان در ورزشگاه دکویپ به مصاف هم رفتند. آژاکسی‌ها دومین حضور متوالی خود را در فینال تجربه می‌کردند و آبی و مشکی‌های میلان نیز به دنبال سومین قهرمانی خود در این مسابقات بودند. اینتر با بوردون، بلوجی، فاکتی، اوریالی، گیبرتونی، بورنیک، جایر، بدین، بونینسنیا، ماتزولا و فروستالوپی پا به این دیدار گذاشت. نکته جالب درباره ترکیب تیم این بود که فروستالوپی جایگزین ماریو کورسو که بازیکن مهم و تأثیر گذار تیم بود شده بود. این دیدار همچنین تقابل توتال فوتبال در برابر کاتناچیو به حساب می‌آمد که دو سبک فوتبالی کاملاً متفاوت بودند. در طول مسابقه، آژاکس بیشتر دقایق بازی را تحت سلطه خود داشت و اینتر به شدت سعی داشت با سیستم کاتناچیو خود دفاع کند. در پایان این قرمز و سفیدهای آژاکس بودند که توانستند به لطف گل‌های یوهان کرایف در دقایق ۴۷ و ۷۸ و با نتیجه ۲-۰ از سد اینتر عبور کنند.
برای فصل ۷۳-۱۹۷۲، اینورنیتزی به کار خود بر روی نیمکت نایب قهرمان اروپا ادامه داد. نراتزوری که در جام یوفا حاضر بود در گام اول از سد والتا عبور کرد. در مرحله یک‌هشتم از سد نورشوپینگ گذشت اما با پذیرش شکست ۲-۱ در مجموع دو دیدار رفت و برگشت برابر ویتوریا ستوبال از گردونه این رقابت‌ها کنار رفت. هرچند اینتر خیلی زود از این رقابت‌ها کنار رفت اما بونیمبا با به ثمر رساندن ۶ گل در این رقابت‌ها، برای چندمین بار شایستگی‌های خود را به اثبات رساند. در نیم فصل اول رقابت‌های سری آ، افعی‌ها با هدایت اینورنیتزی نتایج خوبی را کسب کردند اما با آغاز نیم فصل دوم عملکرد تیم به شکل قابل ملاحظه ای افت کرد. در نهایت همین موضوع سبب شد تا اینورنیتزی پس از شکست سنگین خارج از خانه ۴-۰ برابر تورینو در هفته بیست و سوم از هدایت باشگاه برکنار شود. این مربی ایتالیایی که خود در سال ۱۹۷۰ و به دنبال نتایج ضعیف هریبرتو هررا هدایت باشگاه را برعهده گرفته بود توانست در مدت زمان کوتاه خود در سمت مربیگری باشگاه، عملکردی درخشان از خود بر جای بگذارد؛ از جمله کسب یک اسکودتوی شگفت‌انگیز در فصل ۷۱-۱۹۷۰ و حضور در فینال مسابقات جام باشگاه‌های اروپا در فصل ۷۲-۱۹۷۱. همه این عوامل باعث شدند که نام اینورنیتزی در تاریخ باشگاه اینتر جاودانه شود. هدایت باشگاه در ادامه فصل به انه آ ماسیه رو سپرده شد. ورود ماسیه رو نیز تغییر آنچنانی در عملکرد تیم به وجود نیاورد و آبی و مشکی پوشان فصل را در جایگاه چهارم به پایان رساندند. از نکات قابل توجه در این فصل می‌توان به دیدار ۶ مه ۱۹۷۳ اینتر برابر پالرمو که با برتری ۳-۱ افعی‌ها به پایان رسید اشاره کرد. در این دیدار، سیلوانو مارتینا دروازه‌بان جوان و ۲۰ ساله، اولین حضور خود را با پیراهن نراتزوری به ثبت رساند. همچنین در دربی ایتالیا که در مرحله دوم رقابت‌های جام حذفی و در ۱۷ ژوئن ۱۹۷۳ برگزار شد و با نتیجه تساوی ۱-۱ به پایان رسید، ماریو کورسو آخرین بازی خود را با پیراهن اینتر به ثبت رساند. بونیمبا نیز با به ثمر رساندن ۲۴ گل در همه رقابت‌ها، بهترین گلزن فصل اینتر لقب گرفت.

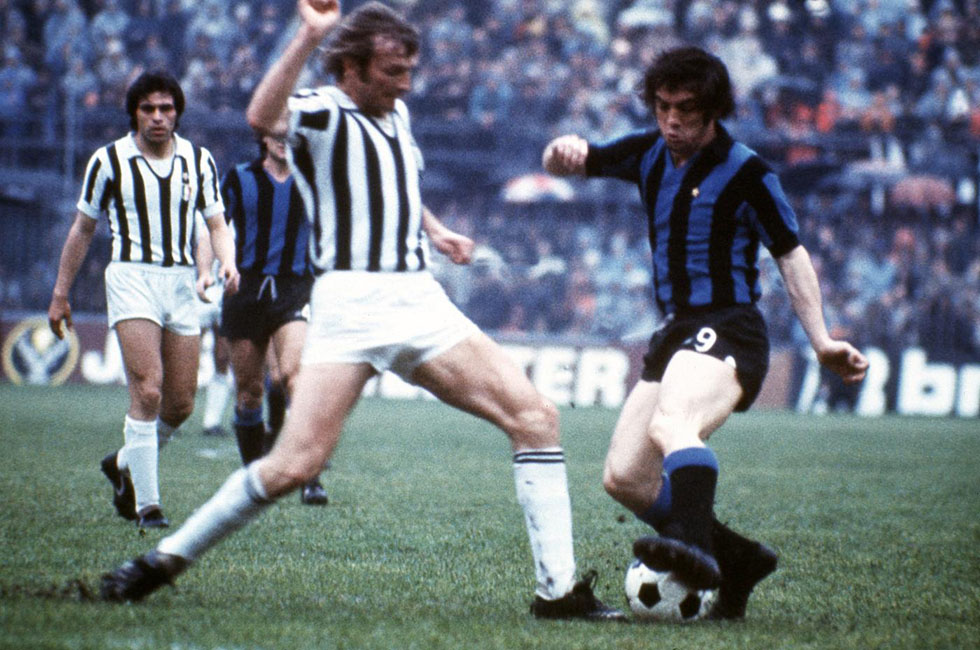
روبرتو بونینسنیا از اینتر در تقابل با فرانچسکو مورینی از یووه در دربی ایتالیا در ۲۸ آوریل ۱۹۷۴

در تابستان ۱۹۷۳، هلنیو هررا برای بار دوم و پس از پنج سال به نیمکت نراتزوری برگشت تا شاید بتواند خاطرات خوش دهه ۶۰ و گرنده اینتر را زنده کند. ترکیب تیم برای حضوری قدرتمند در فصل ۷۴-۱۹۷۳ با ورود آدریانو فدله از بولونیا تقویت شد. همچنین کارلو مورارو نیز برای اولین بار به تیم اصلی راه یافت و برای نراتزوری به میدان رفت.

"بازیکنی همانند بونینسنیا غیرقابل فروش و قیمت گذاری است و اگر چه در نهایت آمادگی نباشد اما فراموش نکنید که او همان مهاجم مرکزی بزرگ تیم فینالیست جام جهانی است و می‌تواند بسیار سریع به همان مهاجمی تبدیل شود که همگان انتظار دارند."

—سخنان هلنیو هررا در باب روبرتو بونینسنیا
در ۲ دسامبر ۱۹۷۳ و هفته هفتم رقابت‌های سری آ، افعی‌ها با نتیجه ۲-۱ در دربی دلامادونینا به برتری دست یافتند. گل اول این دیدار در ثانیه ۱۴ و به وسیله فوق ستاره آتزوری و نراتزوری یعنی بونینسنیا به ثمر رسید. در ادامه بنتی از میلان کار را به تساوی کشاند اما در دقیقه ۷۰، فاکتی برای بار دوم دروازه روسونری را گشود و به این ترتیب اینتر پیروز این دیدار لقب گرفت. دوره دوم حضور هررا در اینتر خیلی زود و ناگهانی به پایان رسید. در فوریه ۱۹۷۴ و به دلیل حمله قلبی که برای این مربی آرژانتینی رخ داد، ایل ماگو به ناچار از هدایت باشگاه کنار رفت و همانند فصل گذشته، ماسیه رو جایگزین او شد. در ادامه مسابقات و در ۲۴ مارس ۱۹۷۴ و در هفته بیست و دوم رقابت‌های سری آ، نراتزوری توانست با اختلاف ۴ گل و با نتیجه ۵-۱ آ. ث. میلان را در هم بکوبد. پیروزی نراتزوری با اختلاف ۴ گل در دربی دلامادونینا تا ۳۵ سال بعد پابرجا بود تا اینکه افعی‌ها موفق شدند در ۲۹ اوت ۲۰۰۹، این تیم را ۴-۰ شکست دهند. در پایان رقابت‌های سری آ، آبی و مشکی پوشان همانند فصل گذشته در جایگاه چهارم قرار گرفته و موفق به کسب سهمیه رقابت‌های جام یوفا شدند. بونیمبا در این فصل نیز بسیار درخشان ظاهر شد؛ هرچند او موفق شد ۲۳ گل در سری آ به ثمر برساند با این حال به دلیل تنها یک گل کمتر نسبت به جورجو کینالیا از لاتزیو قهرمان این فصل سری آ، نتوانست جایزه کاپوکانونیره را تصاحب کند. بونیمبا در مجوع با به ثمر رساندن ۳۳ گل در تمامی رقابت‌ها، بهترین گلزن فصل اینتر لقب گرفت.
فصل ۷۵-۱۹۷۴، فصلی ناامید کننده برای اینتر بود. باشگاه پس از مدت‌ها تلاش برای به خدمت گرفتن اشتفان کوواچ، مربی که موفق شده بود همراه با آژاکس در سال‌های ۱۹۷۲ و ۱۹۷۳ فاتح جام باشگاه‌های اروپا شود، در نهایت سمت مربیگری را به لوئیز سوارز که بازیکن سابق اینتر بود سپرد. این مربی اسپانیایی تنها به خرید فرانکو سریلی از ماسسه اکتفا کرد و اجازه داد بلوجی به بولونیا، بدین به سمپدوریا، بورنیک و ماسا نیز به ناپولی بروند. در پایان فصل، آبی و مشکی پوشان از ۳۰ بازی ۳۰ امتیاز کسب کردند و در جایگاه نهم قرار گرفتند. یوونتوس با ۴۳ امتیاز بالاتر از ناپولی با ۴۱ امتیاز و آ.اس. رم با ۳۹ امتیاز اسکودتو را به دست آورد. در سایر رقابت‌ها هم نراتزوری عملکرد ضعیفی از خود برجای گذاشت. در کوپا ایتالیا، اینتر در ماه سپتامبر به عنوان صدرنشین از گروه یک مقدماتی به مرحله بعد صعود کرد، اما سپس در مرحله گروهی پایانی که در ژوئن برگزار شد، پس از میلان و یووه در جایگاه سوم قرار گرفت و از راهیابی به فینال بازماند. در جام یوفا نیز، اینتر در دور اول از سد اتار بلغارستان عبور کرد، اما سپس با شکست در دور دوم برابر تیم هلندی آمستردام از این رقابت‌ها کنار رفت. روبرتو بونینسنیا با به ثمر رساندن ۹ گل در سری آ، ۶ گل در کوپا ایتالیا و ۳ گل در جام یوفا و در مجموع ۱۸ گل، بهترین گلزن نراتزوری در این فصل لقب گرفت.
با توجه به اینکه باشگاه در فصل گذشته نتوانسته بود از طریق رقابت‌های سری آ و کوپا ایتالیا موفق به کسب سهمیه هیچ‌یک از رقابت‌های اروپایی شود، در فصل ۷۶-۱۹۷۵ فقط در رقابت‌های داخلی حضور داشت. با انتصاب جوزپه کیاپلا به عنوان مربی جدید باشگاه، نراتزوری در پایان فصل با اختلافی یک امتیازی نسبت به میلان رده سومی، در جایگاه چهارم جدول رده‌بندی قرار گرفت و فقط موفق شد جواز حضور در جام یوفای فصل بعد را کسب کند. در این فصل و در بازار نقل و انتقالات نیز بین دو تیم یک تقابل شکل گرفت؛ جایی که هردو باشگاه به دنبال جذب جاکومو لیبرا جوان از وارزه بودند که در نهایت این اینتر بود که توانست در این دربی نقل و انتقالاتی پیروز شود و با این بازیکن قرارداد امضا کند. هرچند این مهاجم در طول فصل به دلیل آسیب جدی به رباط‌های زانو و همچنین سبک زندگی شخصی، نتوانست فرصت بازی آنچنانی پیدا کند و توانایی‌های خود را به‌طور کامل به نمایش بگذارد؛ در نهایت برخلاف میل خود، نیمکت نشین بونینسنیا شد. در رقابت‌های کوپا ایتالیا، شاگردان کیاپلا عملکرد خوبی از خود نشان دادند، اما دستشان از جام کوتاه ماند. در گروه اول دور مقدماتی، اینتر در جایگاه نخست قرار گرفت و به دور بعد صعود کرد. در دور دوم، نراتزوری تنها به دلیل تفاضل گل کمتر نسبت به ورونا در جایگاه دوم گروه آ قرار گرفت و از صعود به فینال بازماند. بونیمبا در این فصل نیز به عنوان بهترین گلزن باشگاه شناخته شد.

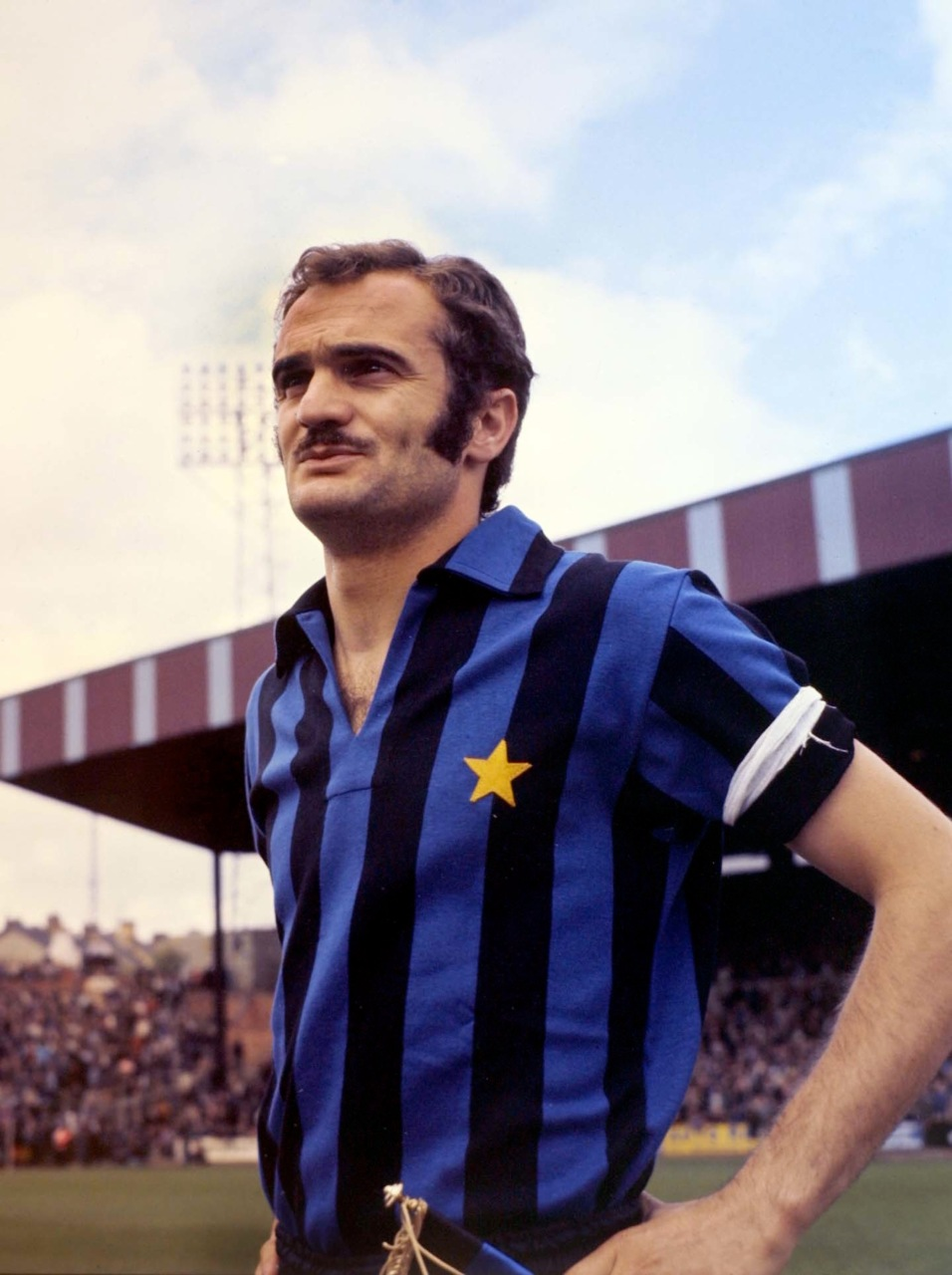
ساندرو ماتزولا پس از انجام ۵۶۵ بازی و به ثمر رساندن ۱۶۱ گل، در پایان فصل ۷۷-۱۹۷۶ از فوتبال خداحافظی کرد.

در بازار نقل و انتقالات تابستانی فصل ۷۷-۱۹۷۶، یک اتفاق ویژه و کم سابقه رخ داد. این اتفاق کم سابقه، معاوضه مستقیم دو بازیکن بین دو دشمن قدیمی یعنی اینتر و یووه بود. طی این معاوضه، روبرتو بونینسنیا که یکی از با سابقه‌ترین بازیکنان اینتر بود با پیترو آناستاسی جابه‌جا شد. نکته عجیب تر در مورد این انتقال این بود که بونینسنیا تا آخرین لحظه از این جا به جایی خبر نداشت و در حالی که در تعطیلات به سر می‌برد، از طریق تماس تلفنی که رئیس وقت باشگاه یعنی ایوانوئه فرایتزولی با او برقرار کرد، متوجه شد که باید راهی یوونتوس شود. کارلو مورارو نیز پس از اینکه یک فصل را به صورت قرضی در وارزه گذرانده بود به اینتر بازگشت. این بازیکن در پایان فصل با ۹ گل زده، بهترین گلزن فصل اینتر لقب گرفت. در ۱۶ ژانویه ۱۹۷۷، نراتزوری با نتیجه ۲-۰ برابر یووه شکست خورد. نکته جالب درباره این بازی این بود که هر دو گل یووه را روبرتو بونینسنیا به ثمر رساند تا بدین شکل تیم سابق خود را تنبیه کرده باشد.
باشگاه در فصل ۷۷-۱۹۷۶، توانایی لازم برای از بین بردن دو قطبی که تیم‌های شهر تورین یعنی یووه و تورینو در سری آ ایجاد کرده بودند را نداشت و سری آ تحت سیطره این دو تیم بود، در نتیجه اینتر شانس چندانی را برای کسب اسکودتو برای خود قائل نبود. به همین دلیل کسب پیروزی در دربی دلامادونینا از اهمیت ویژه ای برخوردار شده بود. دربی رفت با گل مارینی برای اینتر در دقیقه ۴۳ و سیلوا برای میلان در دقیقه ۸۱، با نتیجه تساوی به پایان رسید. دربی برگشت که یک بازی کسل کننده و بی‌روح بود با نتیجه بدون گل پایان یافت. در نهایت، اینتر با مربیگری جوزپه کیاپلا و پس از اینکه در هفته‌های پایانی مسابقات سری آ از فیورنتینا شکست خورد، حتی جایگاه سوم را نیز به این تیم واگذار کرد. در دومین و آخرین فصل حضور کیاپلا بر روی نیمکت باشگاه، افعی‌ها همانند فصل گذشته با قرار گرفتن در رده چهارم جدول به حداقل خواسته خود که کسب سهمیه رقابت‌های جام یوفا بود دست یافتند. در طول مسیر رقابت‌های کوپا ایتالیا، دو تیم اینتر و میلان پس از کنار زدن رقبا در فینال به یکدیگر برخورد کردند. این اولین تقابل تاریخ دو تیم در یک فینال و برای کسب جام بود که با شکست ۲-۰ نراتزوری همراه شد. این مسابقه که در ۳ ژوئیه ۱۹۷۷ برگزار شد، آخرین بازی ساندرو ماتزولا با پیراهن اینتر بود. ماتزولا در هنگام خروج از زمین مسابقه و در آخرین مصاحبه اش به عنوان فوتبالیست، قطعه معروفی از کمدی الهی را نقل کرد. او از سال ۱۹۷۰ تا زمان بازنشستگی، بازوبند کاپیتانی باشگاه را بر بازو بست. ماتزولا تا پایان دوران حرفه‌ای خود چهار عنوان قهرمانی سری آ (۱۹۶۳، ۱۹۶۵، ۱۹۶۶ و ۱۹۷۱)، دو جام باشگاه‌های اروپا (۱۹۶۴ و ۱۹۶۵)، دو جام بین قاره‌ای (۱۹۶۴ و ۱۹۶۵)، یک قهرمانی اروپا (۱۹۶۸) را به دست آورده بود. همچنین عنوان بهترین گلزن فصل ۶۵–۱۹۶۴ سری آ را نیز کسب کرد.

## بازگشت به مسیر قهرمانی (۱۹۹۰–۱۹۷۷)
در سال ۱۹۷۷، ائوجنیو برسلینی به عنوان سرمربی باشگاه انتخاب شد. برسلینی در اولین فصل حضور خود بر روی نیمکت اینتر، قهرمانی کوپا ایتالیا را در فصل ۷۸–۱۹۷۷ به دست آورد.
ساندرو ماتزولا دو سال پس از اینکه کفش‌های خود را آویخت، در سال ۱۹۷۹، به عنوان مدیر عامل باشگاه انتخاب شد. ماتزولا به همراه جانفرانکو بلترامی مدیر ورزشی اینتر، به دنبال راهی بودند تا بتوانند نوار ناکامی‌های اینتر در کسب عناوین قهرمانی به خصوص اسکودتو را در سالیان اخیر پاره کنند. به همین منظور در فصل نقل و انتقالات، روبرو موتزینی (مدافع وسط) را از تورینو و دومنیکو کاسو (وینگر راست) را از ناپولی به خدمت گرفتند. علاوه بر این دو بازیکن، ترکیب اینتر از نفراتی همچون ایوانو بوردون (دروازه‌بان)، جوزپه بارسی و جانکارلو پاسیناتو (مدافع راست و چپ)، گراتزیانو بینی (سوئیپر و کاپیتان)، گابریله اوریالی (هافبک)، جانپیرو مارینی (هافبک)، اواریستو بکالوسی (بازیساز)، کارلو مورارو (وینگر چپ) و آلساندرو آلتوبلی (مهاجم مرکزی) تشکیل شده بود.
نراتزوری در هفته اول سری آ در فصل ۸۰–۱۹۷۹، با نتیجه ۲–۰ برابر پسکارا به پیروزی رسید. اینتر تا هفته دوازدهم مسابقات سری آ، هیچ شکستی را متحمل نشده بود، اما در ۱۶ دسامبر ۱۹۷۹، اولین شکست در هفته سیزدهم و برابر آ.اس. رم رقم خورد. در ادامه نیز افعی‌ها در دو بازی پایانی نیم فصل اول، برابر تیم‌های فیورنتینا و آسکولی متوقف شد و چند امتیاز مهم را از دست داد. با این حال، اینتر در پایان نیم فصل اول با کسب ۲۱ امتیاز و ۲ امتیاز بیشتر نسبت به قهرمان فصل گذشته یعنی آ.ث. میلان، قهرمان نیم فصل شد. از مهم‌ترین نتایج نیم فصل اول می‌توان به پیروزی ۲–۰ برابر میلان (با دو گل بکالوسی) و پیروزی ۴–۰ برابر یووه (با هتریک آلتوبلی و تک گل مورارو) اشاره کرد. اینتر در نیم فصل دوم، رقبا را یکی پس از دیگری کنار زد و ۲۰ امتیاز دیگر نیز کسب کرد. در ۳۰ ژانویه ۱۹۸۰، اولین بازی رسمی جوزپه برگومی جوان با پیراهن اینتر در کوپا ایتالیا و برابر یوونتوس رقم خورد. نکته جالب و قابل ذکر درباره برگومی این بود که از او به خاطر ابروهای پرپشت و سبیل‌های چشمگیری که در سنین جوانی داشت با لقب "Lo zio" یا "عمو" یاد می‌کردند. در واقع این لقب از سوی هم تیمی او جانپیرو مارینی  به وی اعطا شد زیرا برگومی او را به یاد ظاهر عموی خودش می‌انداخت. دربی ۲ مارس ۱۹۸۰ بین اینتر و میلان که با تک گل اوریالی به نفع نراتزوری پایان یافت یک تقابل منحصر به فرد بود؛ زیرا در این تاریخ، با دستور شهرداری میلان، ورزشگاه سن سیرو به افتخار اسطوره باشگاه اینتر یعنی جوزپه مئاتزا (که در اوت ۱۹۷۹ درگذشت) به ورزشگاه جوزپه مه آتزا تغییر نام یافت.
در ۲۷ آوریل ۱۹۸۰، اینتر پس از کسب تساوی ۲–۲ مقابل آ.اس. رم، توانست دو هفته زودتر از پایان رقابت‌ها، به مقام قهرمانی سری آ دست یابد و به این ترتیب دوازدهمین اسکودتوی باشگاه به دست آمد. در پایان فصل، اینتر با کسب ۱۴ پیروزی، ۱۳ تساوی و تنها ۳ شکست، موفق به کسب ۴۱ امتیاز شد و بالاتر از یووه ۳۸ امتیازی و میلان ۳۶ امتیازی قرار گرفت؛ هرچند که میلان به دلیل ماجرای توتونرو به دسته پایین‌تر سقوط کرد. برسلینی سرمربی تیم و آرماندو اونستی کمک مربی تیم، به منظور جشن گرفتن این قهرمانی، مصافتی ۱۱۱ کیلومتری را با پای پیاده از میلان تا فونتانلاتو (شهری واقع در استان پارما) طی کردند. در طول فصل، اینتر ۴۴ گل وارد دروازه حریفان کرد که این تعداد گل به وسیله ۱۱ بازیکن مختلف به ثمر رسید. (به ترتیب: اوریالی، آلتوبلی، بکالوسی، مارینی، بینی، مورارو، پاسیناتو، بارسی، کاسو، آمبو و موتزینی) آلساندرو آلتوبلی نیز با به ثمر رساندن ۱۵ گل در سری آ و ۲۲ گل در مجموع رقابت‌ها، بهترین گلزن اینتر در فصل ۸۰–۱۹۷۹ نام گرفت؛ این در حالی بود که روبرتو بتگا از یوونتوس با اختلاف یک گل توانست آقای گل سری آ شود.
فصل ۸۲-۱۹۸۱ که آخرین فصل حضور برسلینی بر روی نیمکت اینتر بود با قهرمانی در کوپا ایتالیا به پایان رسید. در این فصل، چهره‌های جدیدی مانند سالواتوره بانیی، جانکارلو سنتی، کلاوس باکلشنر و ریکاردو فری جوان اولین بازی‌های خود را با پیراهن نراتزوری انجام دادند. آلدو سرنا نیز پس از دو فصل حضور قرضی در تیم‌های کومو و باری در سری بی به اینتر برگشت. نراتزوری اولین بازی خود را در گروه سوم مقدماتی کوپا ایتالیا با پیروزی ۴-۰ برابر پسکارا پشت سر گذاشت. سپس از سد ورونا گذشت و برابر اسپال متوقف شد. در همین رقابت‌ها و در ۶ سپتامبر ۱۹۸۱ و در دربی میلان، گل دقیقه ۸۹ برگومی که اولین گل او با پیراهن اینتر بود باعث شد تا تیم از شکست فرار کند و این دیدار برابر همشهریان تازه صعود کرده (که در پایان فصل به سری بی سقوط کردند) با نتیجه ۲-۲ به پایان رسید. به این ترتیب نراتزوری با کسب ۶ امتیاز و بالاتر از تیم‌های ورونا و میلان به مرحله بعد صعود کرد. در دور رفت مرحله یک چهارم، آبی و مشکی پوشان با نتیجه سنگین ۴-۱ از آ.اس. رم شکست خوردند اما در بازی برگشت ۳-۰ پیروز و به دلیل قانون گل زده در خانه حریف راهی نیمه نهایی شدند. در دیدار رفت مرحله نیمه نهایی، افعی‌ها با نتیجه ۲-۱ برابر کاتانزارو پیروز شدند اما در بازی برگشت با همین نتیجه شکست خوردند تا کار به وقت‌های اضافه کشیده شود. سهم هر دو تیم در وقت‌های اضافه یک گل بود تا این دیدار پس از ۱۲۰ دقیقه با نتیجه ۳-۲ به نفع کاتانزارو پایان یابد؛ اما در مجموع دو تیم به تساوی ۴-۴ دست یافتند و این نراتزوری بود که توانست باز هم به لطف قانون گل زده در خانه حریف راهی فینال شود. حریف اینتر در فینال تورینو بود. در دیدار رفت فینال کوپا ایتالیا در ۵ مه ۱۹۸۲، افعی‌ها با تک گل دقیقه ۴۰ آلدو سرنا به پیروزی رسیدند. در دیدار برگشت و در۲۰ مه ۱۹۸۲ در تورین، میزبان با گل دقیقه ۱۳ آگاتینو کاتون پیش افتاد اما گل دقیقه ۲۳ آلساندرو آلتوبلی کار را به تساوی کشاند. به این ترتیب اینتر در مجموع و با نتیجه ۲-۱ بر تورینو غلبه کرد و فاتح رقابت‌های کوپا ایتالیا در فصل ۸۲-۱۹۸۱ شد و توانست برای دومین بار در چهار سال گذشته و سومین بار در مجوع فاتح این رقابت‌ها شود و جواز حضور در مسابقات جام برندگان جام اروپا را کسب کند. آلتوبلی نیز با ۹ گل زده بهترین گلزن این رقابت‌ها نام گرفت. در مسابقات سری آ، نراتزوری در نیم فصل اول عملکرد قابل قبولی داشت اما در نیم فصل دوم نتایج ضعیفی گرفت و در نهایت با کسب ۳۵ امتیاز در جایگاه پنجم ایستاد. از لحاظ آماری باید به ۱۲ پنالتی گرفته شده (که ۸ پنالتی به گل تبدیل شد) اشاره کرد که این رقم برای مسابقات با ۱۶ شرکت کننده یک رکورد محسوب می‌شود. در ۲۵ اکتبر ۱۹۸۱ و در دربی دلامادونینا، نراتزوری با تک گل دقیقه ۶۹ گابریله اوریالی بر میلان غلبه کرد. اما اتفاقی جنجالی نیز در این دیدار رخ داد و آن هم خطای بسیار شدید مائورو تاسوتی مدافع میلان بر روی گلزن اینتر یعنی اوریالی بود. تاسوتی پای خود را بیش از حد بالا آورده و با کف پا به صورت اوریالی لگد زد؛ همین امر موجب مصدومیت شدید اوریالی از ناحیه ابرو شد که به سی بخیه نیاز پیدا کرد. اینتر همچنین پس از عبور از سد آدانااسپور به مرحله یک‌هشتم نهایی جام یوفا رسید که در وقت‌های اضافه مقابل دینامو بخارست شکست خورد و از دور رقابت‌ها کنار رفت.
در ۱ ژوئیه ۱۹۸۶، جووانی تراپاتونی هدایت باشگاه را بر عهده گرفت. تراپاتونی در اولین فصل حضور خود اینتر را به جایگاه سوم رساند، فصل بعد نیز به جایگاهی بهتر از پنجمی دست نیافت.
پس از یک فصل ناامید کننده دیگر، جووانی تراپاتونی برای فصل سوم به کار خود بر روی نیمکت اینتر ادامه داد. ابقای تراپاتونی با خروج یکی از بهترین مهاجمان نراتزوری یعنی آلساندرو آلتوبلی همراه بود زیرا این دو دچار تنش‌هایی با یکدیگر شده بودند. به این ترتیب، آلتوبلی پس از ۱۱ سال و به ثمر رساندن ۲۰۹ گل با پیراهن اینتر، راهی یووه شد. پس از این انتقال، بازوبند کاپیتانی به جوزپه بارسی رسید. در فصل نقل و انتقلات، افعی‌ها موفق به جذب دو بازیکن شاخص آلمانی شدند. آن‌ها توانستند آندریاس برمه که یک مدافع کناری بود را به همراه لوتار ماتئوس که یکی از بهترین بازیکنان جهان در پست خودش بود را از بایرن مونیخ به خدمت بگیرند. با اضافه شدن این دو بازیکن، دانیل پاسارلا و انزو شیفو مجبور به ترک باشگاه شدند. برای پست مهاجم مرکزی اولین انتخاب رابح ماجر بود؛ با این حال مشکلات فیزیکی به وجود آمده برای این بازیکن الجزایری مانع از حضور او در اینتر شد و باشگاه به سراغ رامون دیاز آرژانتینی رفت و با این بازیکن قرارداد امضا کرد. دیاز به همراه آلدو سرنا یک زوج هجومی قوی تشکیل دادند که در امر گلزنی نیز بسیار موفق عمل کردند. با اضافه شدن نیکولا برتی و آلساندرو بیانکی، خط هافبک نیز تکمیل شد. در این فصل وظیفه حفاظت از چارچوب دروازه همانند فصول گذشته به عهده والتر زنگا بود. جوزپه برگومی ملقب به «زیو» (Lo zio) یا «عمو» در نقش مدافع راست، برمه به عنوان مدافع چپ، فری و کاپیتان بارسی به عنوان مدافعین وسط و ماندورلینی نیز به عنوان لیبرو ایفای نقش می‌کردند. برتی به همراه ماتئولی و ماتئوس نیز خط هافبک قدرتمندی را تشکیل داده بودند. این در حالی بود که بیانکی از زوج خط حمله که از دیاز و سرنا تشکیل شده بود حمایت می‌کرد. علاوه بر بازیکنان اصلی، نفرات دیگری همچون فانا، ریولتا، وردلی، مالجویو و مورلو نیز به عنوان بازیکنان ذخیره به تیم کمک می‌کردند.

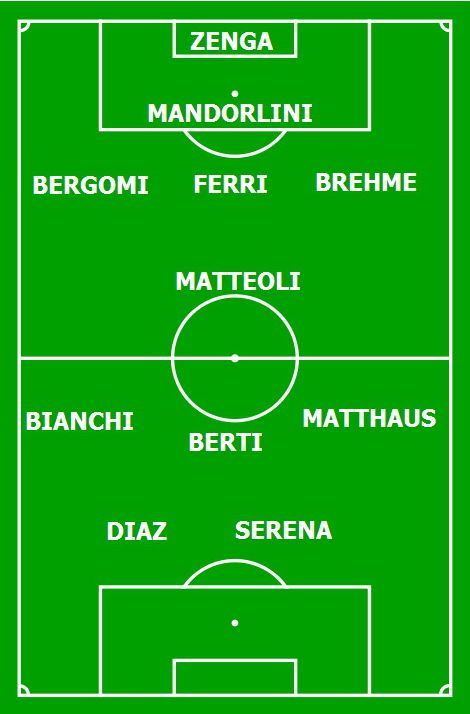
ترکیب تیم اینتر قهرمان فصل ۸۹–۱۹۸۸ سری آ

نراتزوری فصل را با حضور در رقابت‌های کوپا ایتالیا آغاز کرد. هرچند باشگاه توانست از دور اول این مسابقات صعود کند، اما در دور دوم و پس از شکست برابر فیورنتینا، خیلی زود حذف شد. به این ترتیب نراتزوری که فصل را با این نتایج ناامید کننده آغاز کرده بود پا به رقابت‌های سری آ گذاشت اما بر خلاف کوپا ایتالیا، شاگردان تراپاتونی نتایج خیره کننده ای کسب کردند. فصل جدید در ۱۹ اکتبر ۱۹۸۸ و با پیروزی ۳-۱ اینتر در خانه آسکولی آغاز شد؛ هرچند که این دیدار تحت تأثیر مرگ غم‌انگیز ناتزارنو فیلیپینی که از هواداران آسکولی بود قرار گرفت. در رقابت‌های جام یوفا نیز، نراتزوری پس از عبور از سد تیم‌های سوئدی براگ و مالمو، در یک‌هشتم نهایی به بایرن مونیخ برخورد کرد. افعی‌ها در دیدار رفت در ۲۳ نوامبر ۱۹۸۸ موفق به کسب پیروزی ۲-۰ خارج از خانه برابر بایرن شدند. در ۲۷ نوامبر ۱۹۸۸ و هفته هفتم سری آ، نراتزوری با گل ثانیه ۹ ماتئولی توانست با نتیجه ۱-۰ از سد چزنا عبور کند. در هفته ی هشتم نیز اینتر ۲-۰ در خانه پسکارا پیروز شد. نراتزوری در بازی برگشت جام یوفا و در ۷ دسامبر ۱۹۸۸، در خانه و ۳-۱ مغلوب بایرن مونیخ شد. دو تیم در مجموع به تساوی ۳-۳ دست یافتند اما به دلیل قانون گل زده در خانه حریف، این اینتر بود که از دور رقابت‌ها کنار رفت. در ادامه مسابقات سری آ، شاگردان تراپاتونی با کسب پیروزی‌های متعدد خود را از سایرین جدا کرده و به صدر جدول تکیه زدند به طوری که تا هفته شانزدهم رقابت‌ها متحمل هیچ شکستی نشدند. اولین شکست فصل اینتر در آخرین بازی نیم فصل اول رقابت‌های سری آ در ۱۲ فوریه ۱۹۸۹ و برابر فیورنتینا رقم خورد. در پایان نیم فصل اول، آبی و مشکی پوشان با اختلاف یک امتیاز نسبت به ناپولی مارادونا، موفق شدند قهرمان نیم فصل لقب بگیرند. با آغاز نیم فصل دوم، نراتزوری‌ها موفق به کسب  هشت پیروزی متوالی شدند که از این لحاظ، اینتر تراپاتونی با رکوردهای دو سرمربی سابق باشگاه یعنی تونی کارگنلی در فصل ۴۰-۱۹۳۹ و هلنیو هررا در فصل ۶۵-۱۹۶۴ برابری می‌کرد. در ۲۸ مه ۱۹۸۹ و در هفته سی ام رقابت‌های سری آ دو تیم اینتر و ناپولی که رقابت شانه به شانه ای برای کسب اسکودتو در طول فصل داشتند باید در ورزشگاه جوزپه مه آتزا به مصاف یکدیگر می‌رفتند. اینتر در صورت پیروزی در این دیدار می‌توانست چهار هفته مانده به پایان مسابقات قهرمانی خود را مسجل کند. در نهایت این دیدار با برتری ۲-۱ نراتزوری به پایان رسید و در فاصله چهار هفته تا پایان مسابقات، قهرمانی اینتر مسجل شد. در چهار دیدار باقی مانده نیز تیم موفق به کسب سه پیروزی و دومین شکست فصل خود را نیز برابر تورینو متحمل شد. در نهایت اینتر با ۲۶ پیروزی، ۶ تساوی و تنها دو شکست موفق به کسب ۵۸ امتیاز (در آن دوران هر پیروزی ۲ امتیاز داشت) و با اختلافی ۱۱ امتیازی نسبت به ناپولی قهرمان فصل ۸۹-۱۹۸۸ رقابت‌های سری آ شد و سیزدهمین اسکودتو باشگاه به دست آمد؛ قهرمانی که تا سال ۲۰۰۷، بهترین قهرمانی ادوار سری آ محسوب می‌شد. همچنین اینتر تراپاتونی از نظر گل‌های زده (۶۷) و خورده (۱۹) رکورددار بود، آلدو سرنا نیز با به ثمر رساندن ۲۲ گل در رقابت‌های سری آ به عنوان آقای گل مسابقات دست یافت و جایزه کاپوکانونیره را از آن خود کرد.
فصل ۹۰–۱۹۸۹ با جایگاه سومی در سری آ و قهرمانی در سوپر جام فوتبال ایتالیا به پایان رسید. این اولین قهرمانی باشگاه در سوپر جام فوتبال ایتالیا بود. در همان سال تیم ملی فوتبال آلمان با بازیکنان اینتری خود یعنی لوتار ماتئوس، یورگن کلینزمن و آندریاس برمه توانست یاران دیگو مارادونا را فینال جام جهانی شکست دهد و قهرمان جهان شود. در آن بازی‌ها لوتار ماتئوس کاپیتان و مؤثرترین بازیکن تیم ملی فوتبال آلمان در جام جهانی بود. همان سال فیفا تصمیم گرفت هر سال بازیکن سال فوتبال جهان را انتخاب کند. لوتار ماتئوس اولین کسی بود که جایزه بهترین بازیکن سال جهان را از آن خود کرد.

## دهه نود و جام یوفا (۲۰۰۰–۱۹۹۰)
دهه ۹۰ دوره ناامید کننده ای در تاریخ باشگاه بود. در حالی که رقبای اصلی اینتر یعنی یوونتوس و میلان به افتخاراتی در فوتبال ایتالیا و اروپا دست پیدا کرده بودند، نراتزوری با نتایج متوسط خود از آن‌ها عقب افتاده بود. هرچند باشگاه در سال‌های ۱۹۹۱، ۱۹۹۴ و ۱۹۹۸ موفق شد سه بار جام یوفا را بدست آورد، ولی کسب این جام نمی‌توانست هواداران را راضی نگه دارد. اینتر در این دهه دو بار رکورد نقل و انتقالات فوتبال جهان را شکست؛ اولین بار در سال ۱۹۹۷ با پرداخت ۱۹٫۵ میلیون پوند برای رونالدو از بارسلونا و دومین بار در سال ۱۹۹۹ با پرداخت ۳۱ میلیون پوند برای کریستین ویری از لاتزیو  با این حال، دهه ۹۰ یادآور تنها دوره در تاریخ باشگاه است که حتی یک قهرمانی هم در سری آ به دست نیامد. برای هواداران دشوار بود که بفهمند چه کسی مقصر این اوضاع است، همین موضوع باعث سرد شدن رابطه هواداران با ریاست، مربیان و حتی بعضی از بازیکنان نیز شد.
در آخرین فصل حضور تراپاتونی بر روی نیمکت باشگاه، تصور بر این بود که اینتر مدعی اصلی برای کسب عنوان قهرمانی سری آ در فصل ۹۱-۱۹۹۰ باشد زیرا در ترکیب خود از سه قهرمان جهان یعنی لوتار ماتئوس، یورگن کلینزمن و آندریاس برمه برخوردار بود؛ ماتئوسی که توانست به دلیل نمایش‌های درخشان خود در پیراهن تیم ملی فوتبال آلمان و اینتر، فاتح توپ طلا در سال ۱۹۹۰ شود و اولین بازیکن تاریخ باشگاه لقب بگیرد که برنده این جایزه معتبر شده است. اما با همه این اوصاف و خلاف تمام تصورات و پیش‌بینی‌ها، نراتزوری پس از شکست ۳-۰ برابر جنوا در ۱۲ مه ۱۹۹۱، عملاً امیدهای خود را برای کسب اسکودتو از دست رفته دید و در پایان فصل نیز به جایگاهی بهتر از سومی دست نیافت. ناکامی در کسب اسکودتو باعث ناامیدی هواداران شد اما قهرمانی در جام یوفا ۱۹۹۱، فصل باشگاه را تا حدود زیادی نجات داد. نراتزوری پس از دو بازگشت به یاد ماندنی مقابل تیم‌های راپید وین و استون ویلا موفق به صعود به مرحله یک چهارم نهایی این مسابقات شد. شاگردان تراپاتونی در مراحل بعد توانستند با شکست پارتیزان بلگراد، آتالانتا و اسپورتینگ لیسبون به فینال جام یوفا راه پیدا کنند. فینال این مسابقات یک نبرد تمام ایتالیایی بین اینتر و آ.اس. رم بود. در نهایت این نراتزوری بود که توانست با پیروزی ۲-۱ در مجموع دو دیدار رفت و برگشت (پیروزی ۲-۰ در میلان  و شکست ۱-۰ در رم)، برای اولین بار در تاریخ خود فاتح رقابت‌های جام یوفا شود. در پایان فصل، جووانی تراپاتونی پس از پنج سال و کسب یک اسکودتو و یک جام یوفا از باشگاه جدا شد.
افعی‌ها فصل ۹۲-۱۹۹۱ سری آ را در جایگاه هشتم به پایان رساندند. در فصل ۹۳-۱۹۹۲ و با هدایت اوسوالدو بانیولی، اینتر پس از رقیب همشهری خود یعنی آ.ث. میلان در جایگاه دوم قرار گرفت و به مقام نایب قهرمانی دست یافت.

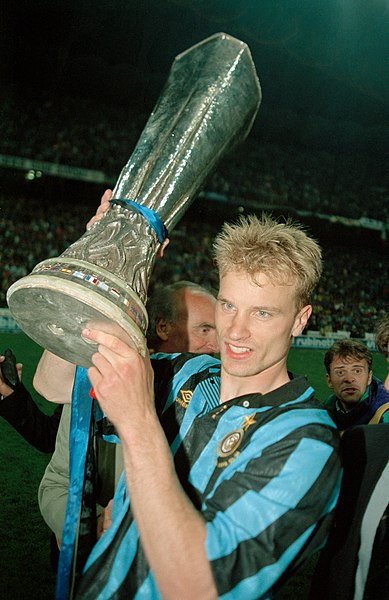
دنیس برکمپ آقای گل جام یوفا ۱۹۹۴ با ۸ گل به همراه جام قهرمانی در ورزشگاه سن سیرو

یکی از بدترین دوران تاریخ باشگاه در سری آ طی فصل ۹۴-۱۹۹۳ رقم خورد به طوری که آبی و مشکی پوشان در این فصل با کسب عنوان سیزدهم، بدترین رتبه تاریخ خود را بدست آوردند و فقط ۱ امتیاز تا سقوط به دسته پایین‌تر فاصله داشتند. با این حال اوضاع افعی‌ها در رقابت‌های اروپایی و جام یوفای این فصل بسیار متفاوت از رقابت‌های داخلی و سری آ بود؛ که در نهایت نیز با دومین قهرمانی تاریخ باشگاه در این رقابت‌ها پایان یافت.
در تابستان ۱۹۹۳، اینتر مردان هلندی دنیس برکمپ و ویم یونک را از آژاکس به خدمت گرفت. جیانلوکا فستا، ماسیمو پاگانین و فرانچسکو دل آنو نیز دیگر خریدهای باشگاه در فصل نقل و انتقالات بودند. وقتی لیگ برای تعطیلات کریسمس متوقف شد، فاصله با آث میلان هنوز قابل جبران بود؛ ۲۰ امتیاز به ۲۴. با این حال در اوایل فوریه و پس از شکست ۱-۲ مقابل لاتزیو، باشگاه اوسوالدو بانیولی را اخراج و جامپیرو مارینی را جایگزین او کرد. هافبک سابق به همراه نراتزوری موفق شد با شکست دادن بروسیا دورتموند و کالیاری - بین مارس و آوریل - به فینال جام یوفا برسد. فینال این رقابت‌ها به صورت دو دیدار رفت و برگشت انجام شد. نراتزوری در بازی رفت، باشگاه اتریشی کازینو سالزبورگ را با تک گل نیکولا برتی شکست داد. بازی برگشت نیز با پیروزی ۱-۰ اینتر که با گلزنی ویم یونک همراه بود به پایان رسید و به این ترتیب، نراتزوری موفق به کسب عنوان قهرمانی رقابت‌های جام یوفا ۱۹۹۴ شد. اینتر لیگ را با تنها ۳۱ امتیاز به پایان رساند و فقط از سقوط اجتناب کرد؛ رتبه سیزدهم بدترین نتیجه تاریخ باشگاه در سری آ بود. روبن سوسا یک بار دیگر و با به ثمر رساندن ۱۶ گل از جمله ثبت هت تریک در پیروزی ۳–۲ مقابل پارما نقشی حیاتی برای باشگاه در سری آ ایفا کرد.
در سال ۱۹۹۵، ماسیمو موراتی با پایان دادن به دوران یازده ساله ارنستو پلگرینی، ریاست باشگاه را به دست گرفت. موراتی بعدها هدف هواداران قرار گرفت، به خصوص زمانی که سرمربی محبوب، لوئیجی سیمونی را پس از گذشت تنها چند بازی از فصل ۹۹-۱۹۹۸ اخراج کرد، کسی که به عنوان بهترین مربی ایتالیایی در سال ۱۹۹۸ انتخاب شده بود. در آن فصل، نراتزوری با به پایان رساندن لیگ در جایگاه هشتم، سهمیه هیچ‌یک از رقابت‌های اروپایی را کسب نکرد.
فصل بعد، موراتی هدایت باشگاه را به مارچلو لیپی سرمربی سابق یوونتوس سپرد و بازیکنانی همچون آنجلو پروتزی، لوران بلان، کریستین ویری و ولادیمیر جوگوویچ را به خدمت گرفت. اینتر با رسیدن به فینال کوپا ایتالیا در فصل ۲۰۰۰-۱۹۹۹ به اولین جام داخلی خود از سال ۱۹۸۹ نزدیک شده بود اما با شکست در برابر لاتزیو، به مقام نایب قهرمانی رسید. افعی‌ها در پایان فصل در جایگاه چهارم سری آ قرار گرفتند و برای کسب سهمیه رقابت‌های لیگ قهرمانان اروپا باید در مسابقات پلی آف شرکت می‌کردند.

## سالهای سیاه اینتر (۲۰۰۴–۲۰۰۰)
اینتر امیدوار بود نسبت به فصول گذشته عملکرد بهتری داشته باشد، اما بدشانسی‌های اینتر در این فصل نیز ادامه پیدا کرد. در فصل نقل و انتقالات، دروازه‌بان آنجلو پروتزی با سباستین فری ۲۰ ساله معاوضه شد، همچنین یک مدافع به نام فابیو ماسلاری از کالیاری جذب شد. هاکان شوکور از گالاتاسارای و رابی کین از کاونتری سیتی راهی اینتر شدند. در نتیجه، بار گلزنی تیم بر دوش هاکان شوکور و رابی کین قرار گرفت و باشگاه منتظر بهبود ویری و بازگشت رونالدو از مصدومیت شد. پانوچی و باجو که با مربی تیم یعنی لیپی به مشکل خورده بودند، تیم را ترک کردند. همچنین، گریگوریوس جورگاتوس راهی المپیاکوس یونان شد.
فصل جدید با شکست ۱–۰ در مجموع دو بازی رفت و برگشت برابر تیم سوئدی هلسینگبورگس (شکست ۱–۰ در هلسینگبورگس و تساوی ۰–۰ در میلان) در مرحله سوم پلی آف صعود به مسابقات لیگ قهرمانان اروپا آغاز شد. در بازی برگشت، آلوارو رکوبا این فرصت را داشت تا با پنالتی که در دقیقه ۸۹ به نفع اینتر اعلام شده بود، کار را در مجموع به تساوی بکشاند، اما اسون اندرسون دروازه‌بان هلسینگبورگس، توپ را مهار کرد. در نتیجه اینتر نتوانست جواز حضور در مرحله گروهی این مسابقات در فصل ۰۱–۲۰۰۰ را کسب کند. در ۸ سپتامبر ۲۰۰۰ و درحالی که اینتر با گل خرید جدید خود رابی کین در دیدار سوپر جام فوتبال ایتالیا از لاتزیو پیش افتاده بود، در نهایت با نتیجه ۴–۳ مغلوب حریف خود شد و به مقام نایب قهرمانی رسید. لیپی در اولین بازی فصل ۰۱–۲۰۰۰ در رجو کالابریا برابر رجینا شکست خورد که این اولین شکست تاریخ باشگاه برابر این تیم بود. پس از این نتیجه، لیپی به تندی نسبت به بازیکنانش صحبت کرد و آنها را به عدم تعهد و مسئولیت پذیری متهم کرد؛ در نهایت رئیس باشگاه یعنی موراتی او را از هدایت باشگاه برکنار کرد. در تاریخ ۳ اکتبر ۲۰۰۰، مارکو تاردلی به عنوان جانشین لیپی انتخاب شد. اما تاردلی هم در ادامه فصل نتوانست نتایج خوبی را کسب کند و متحمل شکست‌های سنگینی شد. در جام حذفی و در دور رفت مرحله یک چهارم نهایی این مسابقات، نراتزوری یک شکست سنگین و تلخ را تجربه کرد. اینتر در این بازی ۶–۱ از پارما شکست خورد. بازی برگشت دو تیم نیز با نتیجه تساوی بدون گل پایان یافت تا به این ترتیب، اینتر از رقابت‌های کوپا ایتالیا کنار برود.
اینتر که راهی رقابت‌های جام یوفا شده بود، پس از پیروزی برابر تیم‌های روخ خوژوف، ویتس‌آرنهم و هرتا برلین به مرحله یک‌هشتم نهایی این مسابقات راه یافت. اما در این مرحله با قبول شکست ۵–۳ در مجموع دو بازی رفت و برگشت برابر آلاوز (تساوی ۳–۳ در بیتوریا و شکست ۲–۰ در میلان)، از دور این رقابت‌ها نیز کنار رفت. نراتزوری در رقابت‌های سری آ و در بازی ۶ مه ۲۰۰۱ با نتیجه ۳–۰ آتالانتا را در خانه شکست داد. اما این پیروزی تحت تأثیر یک اتفاق حیرت‌انگیز و بی‌سابقه قرار گرفت. هواداران باشگاه با آوردن یک اسکوتر به ورزشگاه، آن را از طبقه دوم به پایین پرتاب کردند تا اینگونه اعتراض خود را نسبت به کسب نتایج ضعیف تیم ابراز کنند. کمتر از یک هفته بعد و در ۱۱ مه ۲۰۰۱، اینتر در مقابل رقیب همشهری قرار گرفت و با نتیجه سنگین و تحقیر آمیز ۶–۰ شکست خورد. این سنگین‌ترین شکست تاریخ باشگاه در تقابل‌های خود با میلان بود. پس از این شکست سنگین برابر روسونری، هواداران خشمگین باشگاه، رستوران‌های دو بازیکن تیم یعنی کریستین ویری و فابیو کاناوارو را در میلان تخریب کردند. نراتزوری‌ها در نهایت فصل را با ۵۱ امتیاز و دو امتیاز بیشتر نسبت به میلان در رده پنجم به پایان رساندند.
در ۲۲ ژوئن ۲۰۰۱، هکتور کوپر سرمربی سابق والنسیا هدایت باشگاه را بر عهده گرفت، مربی که توانسته بود در دو فصل گذشته والنسیا را به فینال مسابقات لیگ قهرمانان اروپا برساند، اما هر دو بار دستش از جام کوتاه ماند. کوپر در فصل نقل و انتقالات یک خانه تکانی اساسی به راه انداخت و ترکیب تیم را زیر و رو کرد. او بازیکنانی را که خارج از برنامه‌های تاکتیکی خود بودند از تیم کنار گذاشت. در نتیجه فری، بالوتا، بلان، فراری، ماسلاری، بروکی، جوگوویچ و موتو تیم را ترک کردند. همچنین آندره‌آ پیرلو راهی رقیب همشهری یعنی آث میلان شد که این انتقال بدون شک یکی از بزرگ‌ترین اشتباهات تاریخ باشگاه بود. برای پر کردن جای خالی خروجی‌ها، بازیکنانی همچون تولدو، فونتانا، ماتراتزی، کونسیسائو، ویواس، گولی، پادالینو، بروک و بلوز اوغلو راهی اینتر شدند.
اینتر با هدایت کوپر، شروعی قدرتمندانه داشت و صدرنشین جدول مسابقات سری آ شد. سال ۲۰۰۱ با مرگ جوزپه پریسکو، که از سال ۱۹۶۲ نایب رئیس باشگاه بود، پایان یافت. در ژانویه و فصل نقل و انتقالات زمستانی، اینتر بازیکنی جذب نکرد اما هاکان شوکور به دلیل حضور رونالدو و کریستین ویری در خط حمله تیم، فرصت بازی پیدا نمی‌کرد و به همین علت پس از یک فصل و نیم حضور در اینتر، راهی پارما شد.
در رقابت‌های جام یوفا در فصل ۰۲–۲۰۰۱، اینتر پس از اینکه رقبا را یکی پس از دیگری پشت سر گذاشت به مرحله نیمه نهایی راه یافت. در ۴ آوریل ۲۰۰۲ و در مرحله رفت این رقابت‌ها، اینتر در خانه و با نتیجه ۱–۰ مغلوب فاینورد شد. سه روز بعد و اینبار در مسابقات سری آ، اینتر برابر آتالانتا متحمل یک شکست خانگی دیگر شد. بازی برگشت مرحله نیمه نهایی جام یوفا که در ورزشگاه دکویپ برگزار شد، با نتیجه تساوی ۲–۲ پایان یافت و به این ترتیب اینتر با قبول شکست ۳–۲ در مجموع دو بازی رفت و برگشت، از صعود به فینال بازماند.
قبل از آخرین بازی لیگ مقابل لاتزیو، اینتر با یک امتیاز اختلاف نسبت به یوونتوس و دو امتیاز نسبت به آ.اس. رم در صدر جدول قرار داشت. در ۵ مه ۲۰۰۲ و در روز پایانی فصل ۰۲–۲۰۰۱ سری آ، زمانی که اینتر نیاز مبرم به کسب پیروزی برابر لاتزیو داشت تا اولین اسکودتو خود را پس از سال ۱۹۸۹ کسب کند، به مصاف این تیم رفت. در نیمه اول، اینتر با گل‌های ویری و دی بیاجو دو بار از حریف خود پیش افتاد اما هر دو گل به وسیله بازیکن لاتزیو یعنی پوبورسکی پاسخ داده شد. در نیمه دوم بازی، لاتزیو – که برای کسب سهمیه رقابت‌های جام یوفا رقابت می‌کرد – دو گل دیگر به ثمر رساند و در نهایت با نتیجه ۴–۲ به پیروزی رسید. یکی از نکات قابل توجه این بازی این بود که برخی از هواداران لاتزیو در طول مسابقه علناً از اینتر حمایت می‌کردند، زیرا پیروزی اینتر مانع از قهرمانی احتمالی رقیب همشهری لاتزیو یعنی آ.اس. رم می‌شد. با توجه به پیروزی ۰–۲ خارج از خانه یوونتوس مقابل اودینزه، اینتر جام قهرمانی را در آخرین گام از دست داد و یوونتوس فاتح اسکودتو شد. علاوه بر این، آ.اس. رم هم پس از کسب برتری برابر تورینو، فصل را بالاتر از اینتر و در جایگاه دوم به پایان رساند. همچنین این بازی، آخرین حضور رونالدو با پیراهن اینتر بود. با قرار گرفتن در رده سوم جدول، اینتر برای کسب سهمیه رقابت‌های لیگ قهرمانان اروپای فصل بعد باید در مسابقات پلی آف شرکت می‌کرد.
برای شروع فصل جدید، هکتور کوپر در سمت خود ابقا شد، هرچند که فصل پیش اسکودتو را در آخرین روز مسابقات از دست داده بود. ابقای این مربی آرژانتینی بر روی نیمکت اینتر با نارضایتی رونالدو همراه بود، هرچند که مریخی قبلاً هم بارها اعلام کرده بود که با کوپر اختلاف نظر دارد. رونالدو که به شدت با کوپر به مشکل خورده بود از موراتی خواسته بود یا کوپر را کنار بگذارد یا او باشگاه را ترک می‌کند. در نهایت، رونالدو پس از پنج سال و کسب یک جام یوفا با اینتر، راهی رئال مادرید شد. مبلغ این انتقال ۴۵ میلیون یورو بود که در آن زمان یک رکورد در بازار نقل و انتقالات به حساب می‌آمد. یکی دیگر از خروجی‌های اینتر، کلارنس سیدورف بود که با فیلیپ کوکو از میلان معاوضه شد. این‌جا به جایی نیز همچون انتقال پیرلو به میلان، یکی دیگر از اشتباهات نقل و انتقالاتی ماسیمو موراتی بود. از ورودی‌های باشگاه می‌توان به کاناوارو و آلمیدا از پارما، آدانی و مورفئو از فیورنتینا اشاره کرد. هرچند که اینتر با نستا مدافع ایتالیایی و مستحکم لاتزیو به توافق رسیده بود اما در نهایت گامارا مدافع برزیلی فلامینگو به اینتر پیوست و نستا راهی میلان شد.
فصل جدید با دیدار برابر اسپورتینگ در مرحله سوم پلی آف صعود به لیگ قهرمانان اروپا آغاز شد. دیدار رفت در ۱۴ اوت و به میزبانی اسپورتینگ با نتیجه تساوی ۰–۰ به پایان رسید اما در دیدار برگشت که در ۲۷ اوت برگزار شد، اینتر در خانه و با گل‌های دی بیاجو و رکوبا با کسب برتری ۲–۰ برابر حریف، جواز حضور در مرحله گروهی لیگ قهرمانان اروپا در فصل ۰۳–۲۰۰۲ را به دست آورد. در اولین مرحله گروهی لیگ قهرمانان اروپا، اینتر با تیم‌های روزنبورگ، آژاکس و لیون همگروه شد. برای پر کردن جای خالی رونالدو، اینتر به سراغ مهاجم آرژانتینی لاتزیو یعنی کرسپو رفت و در ۳۱ اوت ۲۰۰۲ او را با مبلغ ۴۰ میلیون یورو به خدمت گرفت. کرسپو به همراه بوبو ویری زوج خط حمله اینتر را تشکیل دادند. فصل جدید سری آ برای اینتر بسیار خوب آغاز شد. در ۱۹ اکتبر ۲۰۰۲، اینتر در خانه به یک تساوی جنجالی برابر یووه دست پیدا کرد. اینتر که با پنالتی دقیقه ۸۹ دل‌پیرو از حریف عقب افتاده بود، در دقیقه ۹۵ و روی کرنر ارسالی، این تولدو دروازه‌بان پیش تاخته اینتر بود که توانست دروازه بوفون و یووه را بازکند و کار را به تساوی کشاند. در این صحنه بازیکنان یووه اعتقاد داشتند که تولدو بر روی بوفون مرتکب خطا شده است.
در اولین مرحله گروهی مسابقات لیگ قهرمانان اروپا، اینتر بالاتر از آژاکس راهی مرحله بعد شد. در دومین مرحله گروهی این مسابقات، نراتزوری با بارسا، نیوکاسل و لورکوزن همگروه شد. زوج خط حمله اینتر متشکل از کرسپو و ویری بسیار خوب عمل می‌کرد به طوری که کرسپو بیشتر در مسابقات لیگ قهرمانان اروپا و ویری بیشتر در مسابقات داخلی گلزنی می‌کرد.
در ۱۲ ژانویه ۲۰۰۳ و در شروع مجدد مسابقات پس از تعطیلات کریسمس، اینتر در مئاتزا با نتیجه ۲–۰ مودنا را شکست داد اما این پیروزی تحت تأثیر مصدومیت هرنان کرسپو که گل دوم را نیز به ثمر رسانده بود قرار گرفت و به این ترتیب او را چند هفته از میادین دور کرد. با مصدومیت کرسپو، اینتر در خط حمله به مشکل برخورد؛ در نتیجه، اینتر مهاجم ۳۴ ساله آ.اس. رم یعنی گابریل باتیستوتا را در یک انتقال قرضی به خدمت گرفت. در پایان نیم فصل اول، اینتر جایگاه دوم سری آ را تصاحب کرد. هرچند باتیستوتا جایگزین کرسپوی مصدوم در اینتر شد، اما نراتزوری در برخی از بازی‌های کلیدی خود از جمله تقابل ۲ مارس ۲۰۰۳ برابر یووه شکست خورد. در ۱۹ مارس ۲۰۰۳ و پس از کسب پیروزی ۲–۰ خارج از خانه برابر لورکوزن در آخرین بازی دومین مرحله گروهی رقابت‌های لیگ قهرمانان اروپا، اینتر با کسب ۱۱ امتیاز و پس از بارسا در جایگاه دوم قرار گرفت و به مرحله یک چهارم نهایی مسابقات راه یافت. اینتر در بازی رفت مرحله یک چهارم نهایی برابر والنسیا، با تک گل ویری به پیروزی رسید. با بازگشت کرسپو از مصدومیت، همگان منتظر تشکیل مجدد زوج کرسپو-ویری بودند، اما اینبار ویری مصدوم شد. در بازی برگشت که در ۲۲ آوریل ۲۰۰۳ برگزار شد، اینتر در ورزشگاه مستایا با نتیجه ۲–۱ شکست خورد. همانند دیدار رفت، تک گل اینتر در این بازی را ویری به ثمر رساند، هرچند که با مصدومیت در این مسابقه، بخش پایانی فصل را از دست داد. در نهایت دو تیم در مجموع دو بازی رفت و برگشت به تساوی ۲–۲ رسیدند اما به دلیل قانون گل زده در خانه حریف، این اینتر بود که به مرحله نیمه‌هایی مسابقات راه یافت. اینتر در این مرحله باید در برابر همشهری خود، میلان قرار می‌گرفت. دیدار رفت دو تیم با نتیجه ۰–۰ پایان یافت. در دیدار برگشت، ابتدا شوچنکو حریف را پیش انداخت اما مارتینس در ۸۴ دقیقه کار را به تساوی کشاند. دو تیم در مجموع دو بازی رفت و برگشت به تساوی ۱–۱ رضایت دادند، اما به دلیل قانون گل زده در خانه حریف، اینتر از صعود به فینال بازماند. اینتر که بیشتر تمرکز خود را بر روی رقابت‌های اروپایی گذاشته بود، دو تساوی متوالی در سری آ کسب کرد. اینتر در پایان فصل و با کسب ۶۵ امتیاز و ۷ امتیاز کمتر از یووه و ۴ امتیاز بیشتر از میلان، در جایگاه دوم سری آ قرار گرفت و به مقام نایب قهرمانی دست یافت. به این ترتیب، اینتر سهمیه مستقیم صعود به لیگ قهرمانان اروپای فصل بعد را کسب کرد. با اینکه ویری بخش پایانی مسابقات سری آ را از دست داده بود، در نهایت توانست با به ثمر رساندن ۲۴ گل در ۲۳ بازی، آقای گل رقابت‌های سری آ در فصل ۰۳–۲۰۰۲ شود و موفق به کسب جایزه کاپوکانونیره شد. همچنین ویری که به همراه کرسپو زوج خط حمله اینتر را تشکیل داده بودند، توانستند در مجموع ۴۳ گل از ۹۳ گل باشگاه در این فصل را به نام خود ثبت کنند.
با وجود شک و تردیدهای موجود نسبت به ادامه کار هکتور کوپر بر روی نیمکت اینتر، ماسیمو موراتی به کوپر رای تأیید داد تا این مربی آرژانتینی برای یک فصل دیگر نیز هدایت باشگاه را عهده‌دار باشد. با ابقای کوپر، دی بیاجو و کرسپو به دلیل اینکه روابطشان با این مربی به مشکل خورده بود، راهی برشا و چلسی شدند. اتفاق مشابهی که فصل گذشته برای رونالدو نیز رخ داه بود و باعث جدایی این بازیکن شد. در بازار ورودی، باشگاه بازیکنانی همچون خولیو کروز، اندی فن در میده، صبری لاموشی، خلیلو فادیگا، توماس هلوگ، کیلی گونزالز، جورجوس کاراگونیس، ژرمی برشه و لوسیانو را به خدمت گرفت.
فصل ۰۴-۲۰۰۳ با مشکلات زیادی آغاز شد. کوپر با اینکه ترکیب گرانقیمتی را در اختیار داشت، در مسابقات داخلی نتایج ضعیفی کسب کرد. در نهایت و در ۱۸ اکتبر ۲۰۰۳، کوپر بعد از گذشت شش بازی از فصل جدید سری آ و کسب دو پیروزی، سه تساوی و شکست در دربی میلان و زمانی که تیم در جایگاه هشتم بود، به دلیل کسب نتایج ضعیف اخراج شد. تنها عملکرد مثبت کوپر طی این مدت، کسب پیروزی تاریخی ۳-۰ برابر آرسنال در ورزشگاه هایبری و در هفته اول رقابت‌های لیگ قهرمانان اروپا بود. کورادو وردلی که به صورت موقت هدایت باشگاه را بر عهده گرفته بود، در هفته سوم این رقابت‌ها، در مسکو و با نتیجه ۳-۰ برابر لوکوموتیو شکست خورد تا شانس اینتر برای صعود از گروه کمرنگ تر شود. برای ادامه فصل، آلبرتو زاکرونی به عنوان سرمربی جدید باشگاه انتخاب شد که استقبال کم هواداران را در پی داشت زیرا این مربی سابقه هدایت روسونری و قهرمانی با این تیم در سری آ را در کارنامه داشت. هرچند با روی کار آمدن زاکرونی، نراتزوری در رقابت‌های داخلی نتایج بهتری کسب کرد اما در رقابت‌های اروپایی نتایج ضعیفی به دست آورد و با کسب دو تساوی و یک شکست، پس از آرسنال و لوکوموتیو و بالاتر از دینامو کی‌یف در جایگاه سوم گروه B رقابت‌های لیگ قهرمانان اروپا قرار گرفت و راهی جام یوفا شد. شکست خانگی ۵-۱ برابر آرسنال در هفته پنجم این رقابت‌ها، سنگین‌ترین شکست تاریخ باشگاه در مسابقات اروپایی را به ثبت رساند.
در آخرین بازی سال و در ۲۱ دسامبر ۲۰۰۳، اینتر در پایتخت ایتالیا با نتیجه ۲-۱ برابر لاتزیو شکست خورد؛ این نتیجه در حالی رقم خورد که ماتیاس آلمیدا در کمتر از دو دقیقه و طی دقایق ۶۸ و ۶۹ با دریافت دو کارت زرد از زمین مسابقه اخراج شده بود. تیم با کسب نتایج ضعیف عملاً وارد بحران شده بود. از طرف دیگر، روابط بین کریستین ویری و مدیران باشگاه به هم خورده بود و ماسیمو موراتی نیز از ریاست باشگاه کنار کشید. در نهایت و در ۱۹ ژانویه ۲۰۰۴، جاچینتو فاکتی مدافع اسطوره ای باشگاه به عنوان رئیس جدید اینتر انتخاب و به نوزدهمین رئیس تاریخ باشگاه تبدیل شد. در بازار نقل و انتقالات زمستانی، ترکیب تیم با ورود دو بازیکن تقویت شد. در آن روزها، لاتزیو با مشکلات مالی مواجه و مجبور به فروش ستاره‌هایش شد. در ژانویه ۲۰۰۴، یوونتوس بیشتر به خرید دژان استانکوویچ نزدیک بود اما اینتر با ۴ میلیون پیشنهاد بیشتر و دادن نیمی از مالکیت گوران پاندف به لاتزیو و همچنین تمایل شخصی استانکوویچ برای حضور در اینتر، او را به خدمت گرفت. دیگر ورودی اینتر، آدریانو بود که پس از حضور در پارما به اینتر بازگشت. در ۱ فوریه ۲۰۰۴ و بعد از بازی مقابل سیه‌نا که با برتری ۴-۰ نراتزوری همراه شد، هنگامی که بازیکنان دو تیم، زمین مسابقه را به سمت رختکن ترک می‌کردند، در تونل منتهی به رختکن، مارکو ماتراتزی با برونو سیریلو بازیکن تیم سیه‌نا درگیر شد و مشتی به سمت سیریلو پرتاب کرد و منجر به پارگی لب این بازیکن شد. تصاویر تلویزیونی هم این صحنه را به خوبی به تصویر کشاند. ماتراتزی به دنبال بروز این رفتار زشت و خشن که به سبب پخش شدن آن از تلویزیون بازتاب منفی در افکار عمومی داشت، از سیریلو رسماً عذرخواهی کرد و یادآور شد که در فوتبال بروز چنین اتفاقاتی اجتناب ناپذیر است. در نتیجه، کمیسیون انضباطی فدراسیون فوتبال ایتالیا این بازیکن را تاریخ ۲۹ مارس از شرکت در مسابقات محروم کرد. اين محروميت ماتراتزی را از ۸ ديدار آينده‌ی اينتر محروم كرد. ماتراتزی از سوی یوفا نیز جریمه و دو بازی از جام یوفا محروم شد. همچنین باشگاه نیز جریمه ای ۵۰۰۰ یورویی برای این بازیکن در نظر گرفت.
علیرغم تقویت تیم در ژانویه، اینتر بین ۴ فوریه تا ۱۴ مارس، در ۱۱ بازی متوالی در تمامی رقابت‌ها نتوانست موفق به کسب پیروزی شود. نراتزوری که تا مرحله نیمه نهایی جام حذفی بالا رفته بود، پس از کسب تساوی ۴-۴ در مجموع دو بازی رفت و برگشت برابر یووه (تساوی ۲-۲ در تورین و تساوی ۲-۲ در میلان) در ضربات پنالتی از این تیم شکست خورد و از صعود به فینال بازماند. در رقابت‌های جام یوفا نیز پس از پیروزی برابر تیم‌های سوشو و بنفیکا، نراتزوری در مرحله یک چهارم نهایی به مصاف مارسی رفت که با شکست تیم در هر دو بازی رفت و برگشت و در نتیجه حذف از گردونه این رقابت‌ها همراه شد. در پایان فصل، اینتر با کسب ۵۹ امتیاز و یک امتیاز بیشتر از پارما در جایگاه چهارم قرار گرفت و برای کسب سهمیه رقابت‌های لیگ قهرمانان اروپای فصل بعد باید در مسابقات پلی آف شرکت می‌کرد. در ژوئن ۲۰۰۴، زاکرونی از سمت خود اخراج شد؛ این مربی اظهار داشت که از حمایت باشگاه برخوردار نیست.

## شروعی دوباره (۲۰۰۶–۲۰۰۴)
در ۷ ژوئیه ۲۰۰۴، باشگاه اینتر از طریق وبسایت رسمی خود اعلام کرد که روبرتو مانچینی سرمربی سابق لاتزیو هدایت باشگاه را برعهده گرفته است. اینتر، فصل ۰۵-۲۰۰۴ را با هدایت مانچینی و با تقابل در برابر بازل سوئیس برای صعود به مرحله گروهی لیگ قهرمانان اروپا آغاز کرد. در ۱۱ اوت ۲۰۰۴، تقابل دو تیم در ورزشگاه سنت یاکوب پارک سوئیس با نتیجه ۱-۱ به پایان رسید. تک گل اینتر در این مسابقه را آدریانو وارد دروازه حریف کرد. در بازی برگشت و در تاریخ ۲۴ اوت ۲۰۰۴، اینتر در ورزشگاه خانگی خود، مقتدرانه و با نتیجه ۴-۱ پیروز شد. در این بازی، آدریانو دوبار و استانکوویچ و رکوبا هر کدام یک بار موفق به گلزنی شدند. به این ترتیب اینتر در مجموع با نتیجه ۵-۲ بر حریف سوئیسی خود غلبه کرد و جواز حضور در مرحله گروهی لیگ قهرمانان اروپا در فصل ۰۵-۲۰۰۴ را کسب کرد. اینتر در مرحله گروهی مسابقات در گروه G، همراه با تیم‌های وردر برمن، والنسیا و اندرلشت قرار گرفت که با کسب ۱۴ امتیاز به عنوان صدر نشین از گروه خود صعود کرد. اینتر در مرحله یک هشتم نهایی باید در برابر مدافع عنوان قهرمانی مسابقات یعنی پورتو، قرار می‌گرفت. در ۲۳ فوریه ۲۰۰۵، دیدار رفت دو تیم در ورزشگاه دودراگائو با نتیجه ۱-۱ به پایان رسید. تک گل اینتر در این دیدار را اوبافمی مارتینس به ثمر رساند. در ۱۵ مارس ۲۰۰۵ و در دیدار برگشت، اینتر در جوزپه مه آتزا و با هتریک آدریانو با نتیجه ۳-۱ و در مجموع ۴-۲ مدافع عنوان قهرمانی را شکست داد و به مرحله یک چهارم نهایی مسابقات راه یافت. در این مرحله اینتر باید به مصاف رقیب همشهری خود یعنی آ.ث. میلان می‌رفت. ماسیمو موراتی، مالک و رئیس وقت باشگاه قبل از این بازی گفته بود: "بگذارید بگوییم که نیمه نهایی ۲۰۰۳ در یاد ما باقی مانده است. حالا ما به طور خلاصه این شانس را داریم تا آن اتفاق آزاردهنده را هضم کنیم. همه چیز خیلی خوب است. می‌دانیم دربی دیداری است که بیش از دیگر بازی‌ها اشتیاق می‌آفریند اما فکر می‌کنم این بازی برای فوتبال جذاب خواهد بود." بازی رفت در ۶ آوریل ۲۰۰۵ و با نتیجه ۲-۰ به سود آث میلان خاتمه یافت. یاپ استام و آندری شوچنکو گل‌های میلان را به ثمر رساندند. نتیجه بازی رفت باعث شده بود میلان با اعتماد به نفس زیادی پا به بازی برگشت در ۱۲ آوریل ۲۰۰۵ بگذارد. برای روبرتو مانچینی و ترکیب نفراتش در بازی برگشت هیچ چیز طبق نقشه پیش نرفت و پس از گذشت ۳۰ دقیقه، اینتر ۱-۰ از حریف عقب افتاد. ضربه دقیق شوچنکو باعث شد ماموریت نراتزوری برای صعود بسیار سخت تر شود. در دقیقه ۷۱ روی یک ضربه کرنر، استبان کامبیاسو توانست با ضربه سر گل مساوی را وارد دروازه میلان کند اما مارکوس مرک، داور بازی به دلیل برخورد خولیو کروز با دیدا، گل را مردود اعلام کرد. این لحظه باعث شد تنش در جوزپه مئاتزا بسیار بیشتر از قبل شود. هواداران نراتزوری از این تصمیم مارکوس مرک بسیار خشمگین بودند و تعداد زیادی از آنها در منطقه کوروا نورد زمین شروع به پرتاب اشیای مختلف و مواد محترقه به درون زمین کردند. یکی از آنها یک فشفشه قرمز روشن بود که به شانه راست دیدا، دروازه‌بان آ.ث. میلان برخورد کرد. این برخورد باعث شد دیدار از آن قسمت از زمین دور شود و مارکوس مرک بازی را متوقف کرد و از تیم‌ها خواست موقتا به رختکن بروند تا شرایط آرام شود. ۲۶ دقیقه بعد، دو تیم به زمین بازگشتند اما خیلی زود مشخص شد که امکان شروع مجدد بازی وجود ندارد. بنابراین به دلایل امنیتی، بازی در همان لحظه به اتمام رسید. در نهایت یوفا، بازی را ۳-۰ به نفع آ.ث. میلان اعلام و تیم اینتر را به انجام چهار بازی خانگی بدون تماشاگر در رقابت‌های اروپایی، محکوم کرد.
مانچینی در اولین فصل حضورش بر روی نیمکت اینتر، نتایج قابل قبولی را در مسابقات سری آ به دست آورد. او با کسب ۱۸ پیروزی، ۱۸ تساوی و تنها دو شکست، ۷۲ امتیاز کسب کرد و در پایان فصل، همراه با اینتر در جایگاه سوم سری آ قرار گرفت. در ۱۵ ژوئن ۲۰۰۵، اینتر باید در فینال رقابت‌های جام حذفی فوتبال ایتالیا در مقابل آ.اس. رم صف آرایی می‌کرد. در نهایت این دیدار با پیروزی ۳-۰ در مجموع دو بازی رفت و برگشت (پیروزی ۲-۰ در رم و پیروزی ۱-۰ در میلان)، به سود اینتر خاتمه یافت. به این ترتیب، اینتر قهرمانی رقابت‌های جام حذفی فوتبال ایتالیا در فصل ۰۵-۲۰۰۴ را به دست آورد.

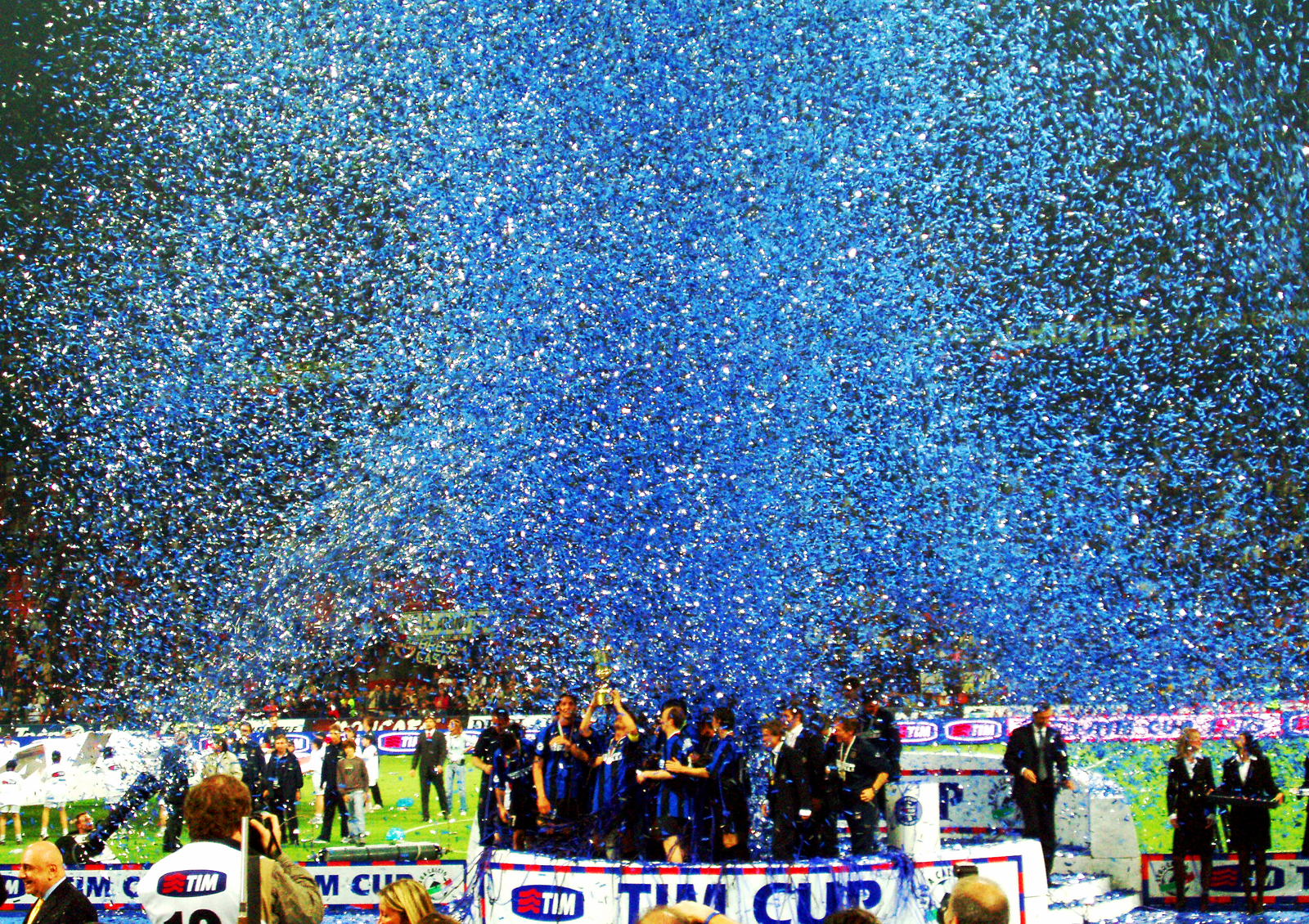
در ۱۱ مه ۲۰۰۶، اینتر پس از شکست دادن آ.اس. رم، قهرمان جام حذفی فوتبال ایتالیا در فصل ۰۶-۲۰۰۵ شد.

در ۲۰ اوت ۲۰۰۵، اینتر با تک گل خوان سباستین ورون در دقیقه ۹۶ وقت‌های اضافه، با نتیجه ۱-۰ در برابر یوونتوس به پیروزی رسید و به مقام قهرمانی سوپرجام فوتبال ایتالیا دست یافت. این اولین قهرمانی اینتر در سوپرجام فوتبال ایتالیا پس از سال ۱۹۸۹ بود. اینتر که فصل قبل در جایگاه سوم سری آ قرار گرفته بود، نتوانست سهمیه مستقیم لیگ قهرمانان اروپا را برای فصل ۰۶-۲۰۰۵ به دست آورد. به همین دلیل برای صعود به دور گروهی مسابقات، باید در برابر تیم شاختار دونتسک اوکراین قرار می‌گرفت. چهار روز پس از قهرمانی در سوپرجام فوتبال ایتالیا، اینتر با کسب پیروزی ۳-۱ برابر شاختار دونتسک در مجموع دو بازی رفت و برگشت (پیروزی ۲-۰ در دونتسک و تساوی ۱-۱ در میلان)، توانست جواز حضور در مرحله گروهی مسابقات لیگ قهرمانان اروپا را به دست آورد. اینتر به عنوان تیم صدرنشین از گروه خود در مسابقات لیگ قهرمانان اروپا صعود کرد و باید در مرحله یک هشتم نهایی، برابر آژاکس قرار می‌گرفت. در ۲۲ فوریه ۲۰۰۶، تقابل دو تیم در ورزشگاه یوهان کرایف آرنا با نتیجه تساوی ۲-۲ به پایان رسید. در بازی برگشت و در تاریخ ۱۴ مارس ۲۰۰۶، اینتر در ورزشگاه خانگی خود، با تک گل استانکوویچ به برتری رسید و در مجموع با نتیجه ۳-۲ راهی مرحله یک چهارم نهایی مسابقات شد. در مرحله یک چهارم نهایی مسابقات، اینتر به تیم ویارئال برخورد کرد. اینتر در رقابت‌های جام حذفی فوتبال ایتالیا در فصل ۰۶-۲۰۰۵ با کسب برتری در برابر تیم‌های پارما و لاتزیو به نیمه نهایی مسابقات رسید، که در این مرحله باید در دو بازی رفت و برگشت با تیم اودینزه دیدار می‌کرد. در ۲۲ مارس ۲۰۰۶، اینتر در بازی رفت با نتیجه ۱-۰ بر اودینزه غلبه کرد. در ۲۹ مارس ۲۰۰۶، اینتر در بازی رفت مرحله یک چهارم نهایی مسابقات لیگ قهرمانان اروپا در ورزشگاه جوزپه مه آتزا، با نتیجه ۲-۱ ویارئال را شکست داد. در ۴ آوریل ۲۰۰۶، و در بازی برگشت، اینتر با نتیجه ۱-۰ از ویارئال شکست خورد. در نتیجه دو تیم در مجموع دو بازی رفت و برگشت به تساوی ۲-۲ رسیدند اما به دلیل قانون گل زده در خانه حریف، این ویارئال بود که به مرحله نیمه‌هایی مسابقات راه یافت و اینتر از گردونه رقابت‌های لیگ قهرمانان اروپا در فصل ۰۶-۲۰۰۵ کنار رفت. یک هفته بعد و در ۱۱ آوریل ۲۰۰۶، بازی برگشت دو تیم اودینزه و اینتر در مرحله نیمه نهایی  جام حذفی فوتبال ایتالیا با نتیجه ۲-۲ تمام شد. به این ترتیب، اینتر در مجموع دو بازی رفت و برگشت با نتیجه ۳-۲ بر اودینزه غلبه کرده و توانست به فینال مسابقات راه یابد. در ۱۱ مه ۲۰۰۶، اینتر برای دومین فصل متوالی باید در برابر آ.اس. رم قرار می‌گرفت. در نهایت این بازی با نتیجه ۴-۲ در مجموع دو بازی رفت و برگشت (تساوی ۱-۱ در رم و پیروزی ۳-۱ در میلان) به پایان رسید و اینتر، قهرمان جام حذفی فوتبال ایتالیا در فصل ۰۶-۲۰۰۵ نیز شد. اینتر فصل ۰۶-۲۰۰۵ سری آ را با کسب ۷۶ امتیاز و پس از یووه ۹۱ امتیازی و میلان ۸۸ امتیازی، همچون فصل پیش، در جایگاه سوم به پایان رساند. در تابستان سال ۲۰۰۶ و پس از مسابقات جام جهانی که با قهرمانی تیم ملی فوتبال ایتالیا همراه شد، دادگاه ایتالیا که دو سال به صورت مخفی مکالمات سران باشگاه‌های سری آ را ضبط می‌کرد به تحقیق در مورد فساد و تبانی در فوتبال ایتالیا پرداخت. مکالمات لوچانو موجی مدیر باشگاه یوونتوس با رئیس کمیته داوران و مدارک به دست آمده از بعضی باشگاه‌های ایتالیایی، آن‌ها را به دردسر انداخت. در نهایت یوونتوس به جرم تبانی با داوران موسوم به کالچو پولی به سری بی سقوط کرد و ۲ قهرمانی آخر این تیم پس گرفته شد. باشگاه‌های میلان، لاتزیو و فیورنتینا هم هرکدام با کسر ۳۰ امتیاز روبرو شدند. جدول سری آ در فصل ۰۶-۲۰۰۵ تغییر کرد و یوونتوس به انتهای جدول سقوط کرد. مدتی بعد یوفا از فدراسیون فوتبال ایتالیا خواست برای شرکت تیم‌های ایتالیایی در مسابقات فصل آینده لیگ قهرمانان اروپا، برای فصل ۰۶-۲۰۰۵ قهرمان جدیدی تعیین کند و فدراسیون فوتبال ایتالیا بر اساس جدول جدید بعد از اعمال مجازات‌ها، اینتر را به عنوان قهرمان سری آ در فصل ۰۶-۲۰۰۵ معرفی کرد. به این ترتیب اینتر توانست چهاردهمین اسکودتوی خود را کسب کند.

## پرواز نراتزوری (۲۰۰۸–۲۰۰۶)

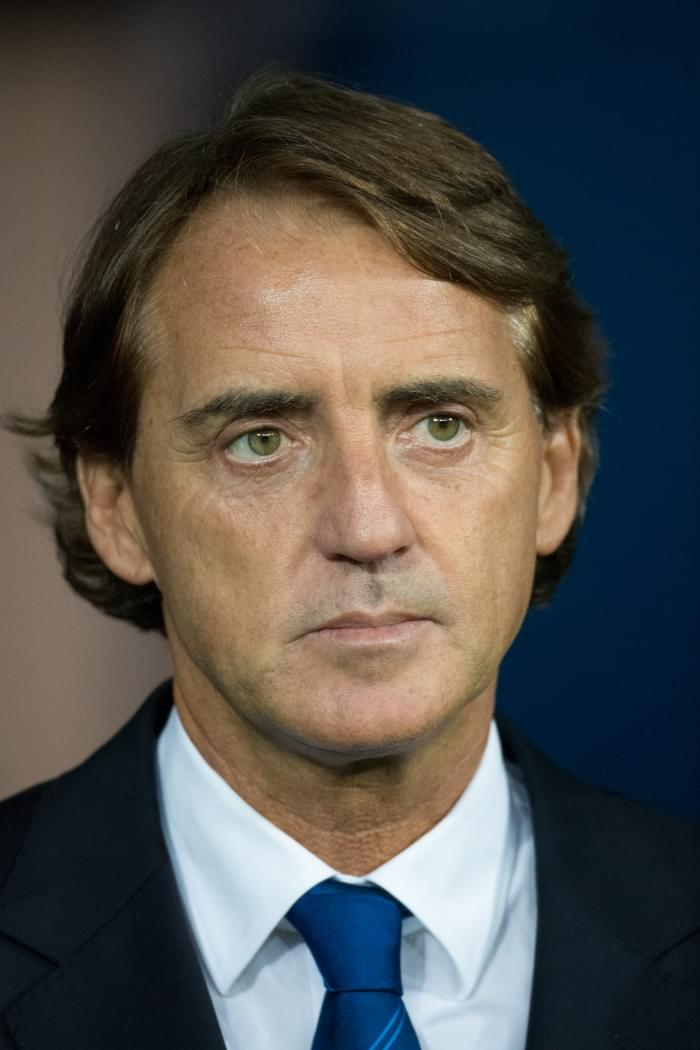
روبرتو مانچینی در کسب عناوین داخلی همراه با اینتر موفق عمل کرد اما نتوانست در رقابت‌های اروپایی عملکرد خوبی داشته باشد.

پس از پاک شدن نسبی فوتبال ایتالیا، ماسیمو موراتی که می‌خواست جا پای پدر بگذارد با کمک جاچینتو فاکتی و با مربیگری روبرتو مانچینی بار دیگر بسیاری از فوق ستاره‌های دنیای فوتبال را جمع‌آوری کرد. فاکتی همان سال درگذشت، ولی حاصل تلاش‌های او و ماسیمو موراتی قهرمانی‌های اینتر بود. در ۲۶ اوت ۲۰۰۶، اینتر در سوپرجام فوتبال ایتالیا باید به مصاف تیم آ. اس. رم می‌رفت. با توجه به قهرمانی اینتر در هر دو مسابقات سری آ و کوپا ایتالیا، آ. اس. رم به عنوان نایب قهرمان کوپا ایتالیا، در سوپر جام فوتبال ایتالیا حضور داشت. این دیدار با نتیجه ۴-۳ و در وقت‌های اضافه به سود نراتزوری پایان یافت و به این ترتیب، اینتر به سومین سوپرجام خود دست یافت. نراتزوری در مرحله گروهی مسابقات لیگ قهرمانان اروپا فصل ۰۷-۲۰۰۶، پس از بایرن مونیخ در جایگاه دوم گروه B مسابقات قرار گرفت و به مرحله بعد صعود کرد. اینتر در مرحله یک‌هشتم نهایی باید به مصاف والنسیا می‌رفت. اینتر با نتیجه ۲-۲ در مجموع دو بازی رفت و برگشت (تساوی ۲-۲ در میلان و تساوی ۰-۰ در والنسیا) در برابر والنسیا متوقف شد اما به دلیل قانون گل زده در خانه حریف، این والنسیا بود که به مرحله یک چهارم نهایی مسابقات راه یافت و اینتر خیلی زود از گردونه رقابت‌ها کنار رفت. اینتر در فصل ۰۷-۲۰۰۶ باید برای سومین فصل متوالی در فینال رقابت‌های کوپا ایتالیا به مصاف تیم آ.اس. رم می‌رفت. در نهایت و در مجموع دو بازی رفت و برگشت، اینتر با نتیجه سنگین ۷-۴ شکست خورد (شکست ۶-۲ در رم و پیروزی ۲-۱ در میلان) و به مقام نایب قهرمانی بسنده کرد. بر خلاف مسابقات لیگ قهرمانان اروپا، اینتر با هدایت مانچینی نتایج فوق‌العاده ای را در سری آ کسب کرد. ثبت رکورد ۱۷ پیروزی پیاپی و کسب ۹۷ امتیاز (در ۲۵ سپتامبر ۲۰۰۶ با پیروزی چهار بر یک خانگی برابر لیورنو آغاز و در ۲۸ فوریه ۲۰۰۷ با تساوی خانگی یک بر یک برابر اودینزه پایان یافت) در فصل ۰۷-۲۰۰۶، دو رکورد ارزشمند را برای اینتر به ارمغان آورد. در ۲۲ آوریل ۲۰۰۷، نراتزوری‌ها با پیروزی ۲-۱ خارج از خانه برابر سیه‌نا با دو گل مارکو ماتراتسی توانستند با ۲۲ امتیاز اختلاف نسبت به تیم دوم یعنی آ.اس. رم، دومین اسکودتوی متوالی خود – و اولین بار در زمین از سال ۱۹۸۹ – را به دست آورند و پانزدهمین اسکودتوی خود را جشن گرفتند.
در ۱۹ اوت ۲۰۰۷، اینتر در دیدار سوپرجام فوتبال ایتالیا در جوزپه مئاتزا، باید در برابر آ. اس. رم قرار می‌گرفت، این بازی تا دقیقه ۷۸ با نتیجه بدون گل دنبال می‌شد اما خطای درون محوطه جریمه از سوی نیکلاس بوردیسو مدافع اینتر بر روی فرانچسکو توتی، یک پنالتی را برای رقیب به ارمغان آورد. دنیله د روسی پشت ضربه پنالتی قرار گرفت و توپ را به گل تبدیل کرد. این نتیجه تا پایان بازی باقی ماند و اینتر با این شکست، اولین جام فصل را از دست داد.

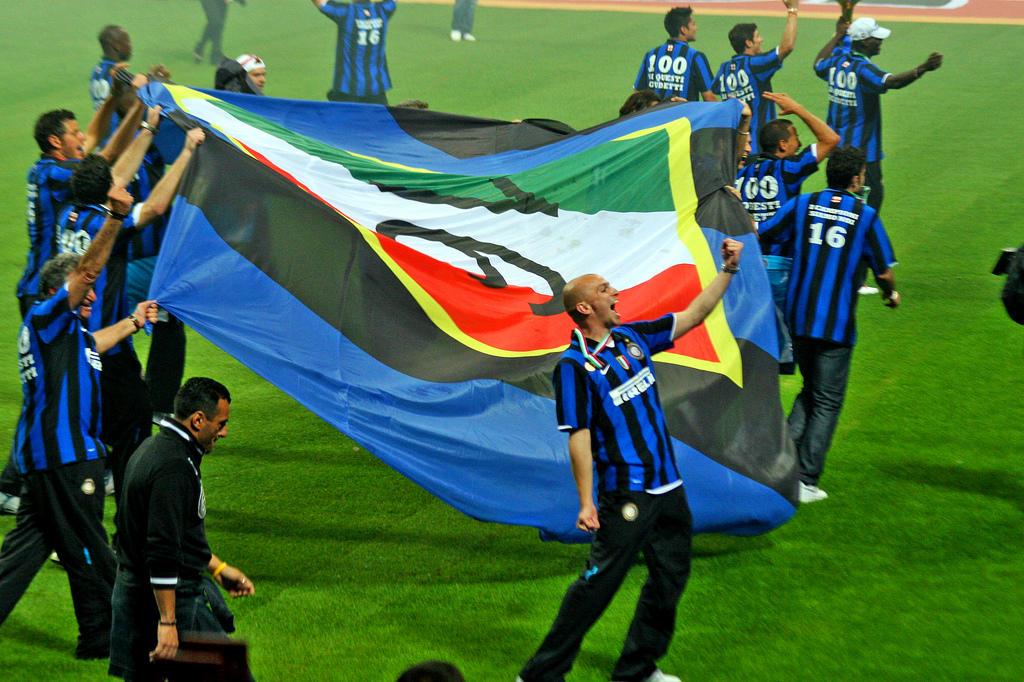
خوشحالی بازیکنان در جوزپه مئاتزا با در دست داشتن پرچمی منقش به لوگو اسکودتو و عدد شانزده در داخل آن به نشانه شانزدهمین قهرمانی باشگاه.

اینتر، فصل ۰۸-۲۰۰۷ را با هدف قهرمانی در سری آ و لیگ قهرمانان اروپا آغاز کرد. تیم فصل جدید را خیلی خوب شروع کرد و در صدر جدول قرار گرفت؛ همچنین توانست به عنوان تیم اول از گروه خود صعود کرده و به مرحله حذفی لیگ قهرمانان اروپا راه پیدا کند. در ۱۹ فوریه و در مرحله یک‌هشتم نهایی لیگ قهرمانان اروپا در آنفیلد، اینتر که از دقیقه ۳۰ مسابقه با اخراج مارکو ماتراتسی کار را ده نفره دنبال می‌کرد، با دریافت دو گل در دقایق ۸۵ و ۹۰، بازی را ۲-۰ در برابر لیورپول واگذار کرد؛ به این ترتیب اینتر باز هم نتوانست در رقابت‌های لیگ قهرمانان اروپا عملکرد خوبی داشته باشد. همین موضوع آینده روبرتو مانچینی سرمربی اینتر را زیر سؤال برد، این درحالی بود که پس از شکست خارج از خانه برابر لیورپول، اینتر نتوانسته بود سه بازی پیاپی در سری آ نیز به پیروزی برسد. (تساوی برابر سمپدوریا و آ.اس. رم و شکست ۱-۰ خارج از خانه برابر ناپولی که اولین شکست فصل اینتر را در مسابقات سری آ رقم زد) در ۸ مارس ۲۰۰۸ و در آستانه صدمین سالگرد تأسیس باشگاه، اینتر در خانه موفق به شکست ۲-۰ رجینا شد. در ۱۱ مارس ۲۰۰۸ و دور برگشت مرحله یک‌هشتم نهایی لیگ قهرمانان اروپا، نراتزوری در جوزپه مئاتزا به مصاف لیورپول رفت. اینتر با هدف جبران شکست دور رفت پا به این دیدار گذاشت اما ذهنیت ضعیف بازیکنان مانع از این اتفاق شد. همانند بازی دور رفت، نراتزوری در این دیدار نیز ده نفره شد؛ در دقیقه ۵۶، نیکولاس بوردیسو از زمین مسابقه اخراج شد و ۸ دقیقه بعد، فرناندو تورس دروازه اینتر را گشود. در نهایت، بازی با تک گل تورس به نفع لیورپول پایان یافت و اینتر با نتیجه ۳-۰ در مجموع دو بازی رفت و برگشت از این تیم شکست خورد و از دور رقابت‌ها کنار رفت. در کنفرانس خبری پس از این بازی، مانچینی اعلام کرد که قصد دارد از هدایت باشگاه کناره‌گیری کند؛ هرچند که دقیقاً یک روز بعد از تصمیم خود منصرف شد و اظهار داشت که در گرماگرم مسابقه و احساسات ناشی از حذف از این رقابت‌ها، چنین سخنانی را بر زبان آورده است. در بازی پایانی فصل ۰۸-۲۰۰۷ سری آ، اینتر با برتری ۲-۰ در خانه پارما که با گل‌های زلاتان ابراهیموویچ همراه بود، توانست سومین اسکودتوی پیاپی و در مجموع شانزدهمین اسکودتوی خود را کسب کند. پیروزی برابر پارما باعث شد تا این تیم پس از ۱۸ فصل حضور متوالی در بالاترین سطح فوتبال ایتالیا، به سری بی سقوط کند. در ۲۴ مه ۲۰۰۸، دو تیم آ.اس. رم و اینتر برای چهارمین فصل متوالی فینالیست رقابت‌های کوپا ایتالیا شدند. اینتر در پایان این مسابقه با نتیجه ۲-۱ از رقیب خود شکست خورد و به مقام نایب قهرمانی رسید.
هرچند مانچینی در کسب عناوین داخلی همراه با اینتر موفق ظاهر شد اما نتوانست در رقابت‌های اروپایی عملکرد خوبی داشته باشد و در ۲۹ مه ۲۰۰۸ از هدایت باشگاه برکنار شد که همین موضوع یکی از عوامل مهم برکناری او بود. باشگاه اینتر طی بیانیه ای از برکناری این مربی خبر داد:
| "مانچینی به ویژه به خاطر ابراز تمایل برای ترک اینتر بعد از دیدار با لیورپول در روز ۱۱ مارس (لیگ قهرمانان اروپا) از وظایفش خلع می‌شود." |

## دوران طلایی آقای خاص (۲۰۱۰–۲۰۰۸)

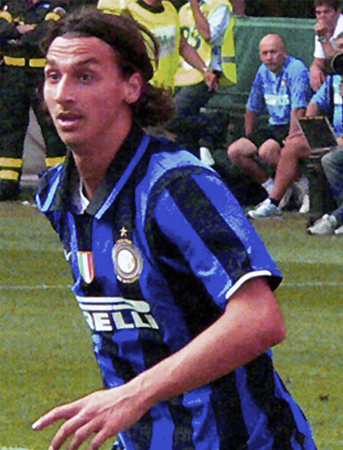
زلاتان ابراهیموویچ با به ثمر رساندن ۲۵ گل در فصل ۰۹-۲۰۰۸، موفق به کسب جایزه کاپوکانونیره شد.

در ۲ ژوئن ۲۰۰۸، ماسیمو موراتی رئیس وقت باشگاه، ژوزه مورینیو سرمربی سابق تیم‌های پورتو و چلسی که در آن زمان گران‌قیمت‌ترین مربی فوتبال جهان به حساب می‌آمد را با عقد قراردادی سه ساله به اینتر آورد تا شاید این مربی سرشناس، یک بار دیگر قهرمانی اروپا را برای اینتر به ارمغان بیاورد. مورینیو، اکثر دستیاران خود در چلسی و پورتو را نیز با خود به اینتر آورد؛ علاوه بر آن، از جوزپه بارسی، بازیکن سابق باشگاه و سرمربی سابق تیم جوانان باشگاه، به عنوان دستیار در تیم استفاده کرد. مورینیو در نخستین کنفرانس مطبوعاتیش، به زبان ایتالیایی صحبت کرد که خودش می‌گفت آن را تنها در سه هفته آموخته است. همچنین در همان کنفرانس، مورینیو اعلام کرد که تنها چند خرید انجام خواهد داد و همانند چلسی، خرج چندانی نخواهد کرد. آمانتینو مانسینی با ۱۳ میلیون یورو از آ. اس. رم، مونتاری با ۱۴ میلیون یورو از پورتسموث و ریکاردو کوارشما با ۱۸ میلیون یورو از 	پورتو (به علاوه یکی از بازیکنان جوان اینتر)، راهی تیم مورینیو شدند.
به دلیل قهرمانی در فصل گذشته سری آ همراه با مانچینی، اینتر باید در سوپرجام فوتبال ایتالیا به مصاف آ. اس. رم قهرمان فصل گذشته کوپا ایتالیا می‌رفت. این اولین دیدار رسمی مورینیو به عنوان سرمربی باشگاه بود. در ۲۴ اوت ۲۰۰۸، دو تیم در ورزشگاه جوزپه مه آتزا به مصاف یکدیگر رفتند. نراتزوری‌ها تا دقیقه ۸۵ و با گل‌های مونتاری و بالوتلی و با نتیجه ۲-۱ از حریف خود پیش افتاده بودند؛ اما گل دقیقه ۹۰ ووچینیچ کار را به تساوی و وقت‌های اضافه کشاند. پس از این که در وقت‌های اضافه نیز توپی از خط دروازه‌ها عبور نکرد، بازی به ضربات پنالتی کشیده شد. در نهایت این اینتر بود که توانست با نتیجه ۶-۵ در ضربات پنالتی بر رم غلبه کند و فاتح سوپر جام فوتبال ایتالیا شود. این پنجمین قهرمانی باشگاه در سوپر جام فوتبال ایتالیا و اولین جام آقای خاص همراه با اینتر بود. در هفته پنجم سری آ و در دربی دلامادونینا ۲۸ سپتامبر ۲۰۰۸، نراتزوری با تک گل رونالدینیو در دقیقه ۳۶ از حریف شکست خورد. این در حالی بود که با اخراج بوردیسو و ماتراتزی در دقایق ۷۷ و ۸۳، اینتر عملاً شانسی برای به تساوی کشاندن این دیدار نداشت. مورینیو در ابتدای کار خود از سیستم ۳-۳-۴ استفاده کرد و از مانسینی و کوارشما به عنوان وینگر در کنار زلاتان ابراهیموویچ به عنوان مهاجم نوک در ترکیب خود بهره برد. اما پس از گذشت ۱۶ بازی و با علم به اینکه این سیستم از کارایی لازم برخوردار نیست، دست به تغییر آن زد. مورینیو در ایده‌های خود بازنگری کرد و تصمیم به استفاده از سیستم ۲-۱-۳-۴ گرفت. او در سیستم جدید خود از دژان استانکوویچ به عنوان بازیساز در پشت مهاجم نوک یعنی زلاتان ابراهیموویچ و زوج او در خط حمله (آدریانو، به ندرت کروز یا کرسپو، سپس بالوتلی) استفاده کرد. در نتیجه این تغییر، عملکرد تیم بلافاصله بهبود پیدا کرد. از ۱ نوامبر یعنی هفته دهم تا ۲۰ دسامبر ۲۰۰۸ یعنی هفته هفدهم، نراتزوری موفق به کسب هشت پیروزی متوالی از جمله برد ۱-۰ خانگی با تک گل مونتاری در دربی ایتالیا شد. با پایان یافتن نیم فصل اول، اینتر با کسب ۴۳ امتیاز و اختلافی ۳ امتیازی نسبت به یووه در صدر جدول قرار گرفت. در رقابت‌های لیگ قهرمانان اروپا در فصل ۰۹–۲۰۰۸، نراتزوری با تیم‌های پاناتینایکوس، وردربرمن و آنورتوسیس همگروه شد. اینتر در اولین مسابقه خود در این رقابت‌ها، برابر پاناتیناکوس در یونان با نتیجه ۲-۰ پیروز شد و در ادامه نیز در خانه، برابر وردربرمن آلمان به تساوی ۱-۱ دست یافت. اما در دیدارهای برگشت مقابل پاناتیناکوس و وردربرمن شکست خورد و در نهایت  به عنوان تیم دوم از گروه خود صعود کرد. در مرحله یک‌هشتم نهایی اینتر باید به مصاف منچستریونایتد می‌رفت.
نیم فصل دوم سری آ با پیروزی ۱-۰ خانگی برابر سمپدوریا آغاز شد. با توجه به اینکه یوفا شروع به تشویق باشگاه‌های بزرگ‌تر لیگ‌های معتبر اروپایی برای بازی دادن به بازیکنان بومی کرد، مورینیو در این فصل از ماریو بالوتلی مهاجم ۱۸ ساله ایتالیایی به صورت متوالی در ترکیب اصلی استفاده کردو همچنین داویده سانتون مدافع آکادمی باشگاه را به تیم اصلی فراخواند. در رقابت‌های کوپا ایتالیا، شاگردان مورینیو کار خود را از مرحله یک‌هشتم نهایی و پا پیروزی ۳-۱ در وقت‌های اضافه برابر جنوا آغاز کردند. در یک چهارم نهایی هم با عبور از سد رم به دیدار نیمه نهایی راه یافتند. در ۲۴ فوریه ۲۰۰۹ و در دور رفت مرحله یک‌هشتم نهایی مسابقات لیگ قهرمانان اروپا، دو تیم اینتر و منچستریونایتد در ورزشگاه جوزپه مه آتزا به تساوی بدون گل دست یافتند تا تکلیف تیم صعود کننده به بازی برگشت بکشد. مورینیو که به دلیل رفتارها و اظهار نظرهای جنجالی اش شناخته می‌شد و به همین دلیل به او لقب «آقای خاص» اعطا شده بود، در کنفرانس‌های مطبوعاتی خود که ناشی از جو پرتنش فوتبال ایتالیا بود، با برخی از مربیان بزرگ این کشور درگیری لفظی داشت. مربیانی چون کارلو آنچلوتی سرمربی آ.ث میلان، لوچانو اسپالتی سرمربی  آ.اس. رم و کلودیو رانیری سرمربی یوونتوس کسانی بودند که با مورینیو درگیری لفظی داشتند. یکی از معروف‌ترین این اتفاقات و جنجال‌ها، در ۳ مارس ۲۰۰۹ و در کنفرانس مطبوعاتی پیش از دیدار رفت مرحله نیمه نهایی کوپا ایتالیا برابر سمپدوریا رخ داد که مورینیو سایر تیم‌ها را که مدت‌ها زیر سایه اینتر بودند را کم توفیق خطاب کرد و گفت که این تیم‌ها آخر هر فصل بدون جام می‌مانند. اصطلاح «بی‌جام‌ها» بعدها بسیار بین هواداران اینتر و خبرنگاران ایتالیایی رواج پیدا کرد. یک روز بعد و در ۴ مارس ۲۰۰۹، دو تیم اینتر و سمپدوریا در دیدار رفت مرحله نیمه نهایی کوپا ایتالیا در ورزشگاه لوئیجی فراریس به مصاف هم رفتند. در پایان این مسابقه، شاگردان مورینیو با نتیجه دور از انتظار ۳-۰ از حریف خود شکست خوردند تا شانس آن‌ها برای صعود به فینال تا حد زیادی کاهش یابد. پس از پیروزی ۲-۰ خارج از خانه در هفته بیست و هفتم سری آ برابر جنوا، نراتزوری در ۱۱ مارس و دیدار برگشت مرحله یک‌هشتم نهایی رقابت‌های لیگ قهرمانان اروپا در ورزشگاه الد ترافورد و با نتیجه ۲-۰ مغلوب منچستر یونایتد شد. از نکات قابل ذکر در این دیدار می‌توان به درگیری بالوتلی جوان با کریستیانو رونالدو فوق ستاره آن روزهای منچستر یونایتد در جریان بازی اشاره کرد. پس از ناکامی با مانچینی در رقابت‌های اروپایی، مورینیو نیز نتوانست انتظارات را برآورده کند و تیمش خیلی زود از این رقابت‌ها حذف شد. منچستر یونایتد در آن سال به فینال رقابت‌ها راه یافت. در ۲۳ آوریل ۲۰۰۹، اینتر و سمپدوریا در دیدار برگشت مرحله نیمه نهایی کوپا ایتالیا در جوزپه مه آتزا به مصاف یکدیگر رفتند. نراتزوری‌ها که به امید جبران شکست دور رفت پا به این دیدار گذاشته بودند هرچند توانستند با نتیجه ۱-۰ بر این تیم غلبه کنند، اما این نتیجه برای صعود به فینال کافی نبود و موجب حذف تیم از این رقابت‌ها نیز شد. به این ترتیب نراتزوری که با هدایت مانچینی توانسته بود در چهار فصل  گذشته به صورت متوالی به فینال رقابت‌های کوپا ایتالیا برسد، در فصل ۰۹-۲۰۰۸ با هدایت مورینیو در مرحله نیمه نهایی با پذیرش شکست برابر سمپدوریا از صعود برای پنجمین فصل متوالی به فینال این رقابت‌ها بازماند. در ۱۳ مه ۲۰۰۹ و بعد از فینال کوپا ایتالیا که با قهرمانی لاتزیو به پایان رسیده بود، هواداران پایتخت‌نشین ایتالیا، در حالی به جشن و پایکوبی می‌پرداختند که لباسی با شعار «من قهرمان شدم، اما تو بی جامی» (Io campione, tu zero titoli) را به تن داشتند که کنایه‌ای به حرف‌های مورینیو بود.

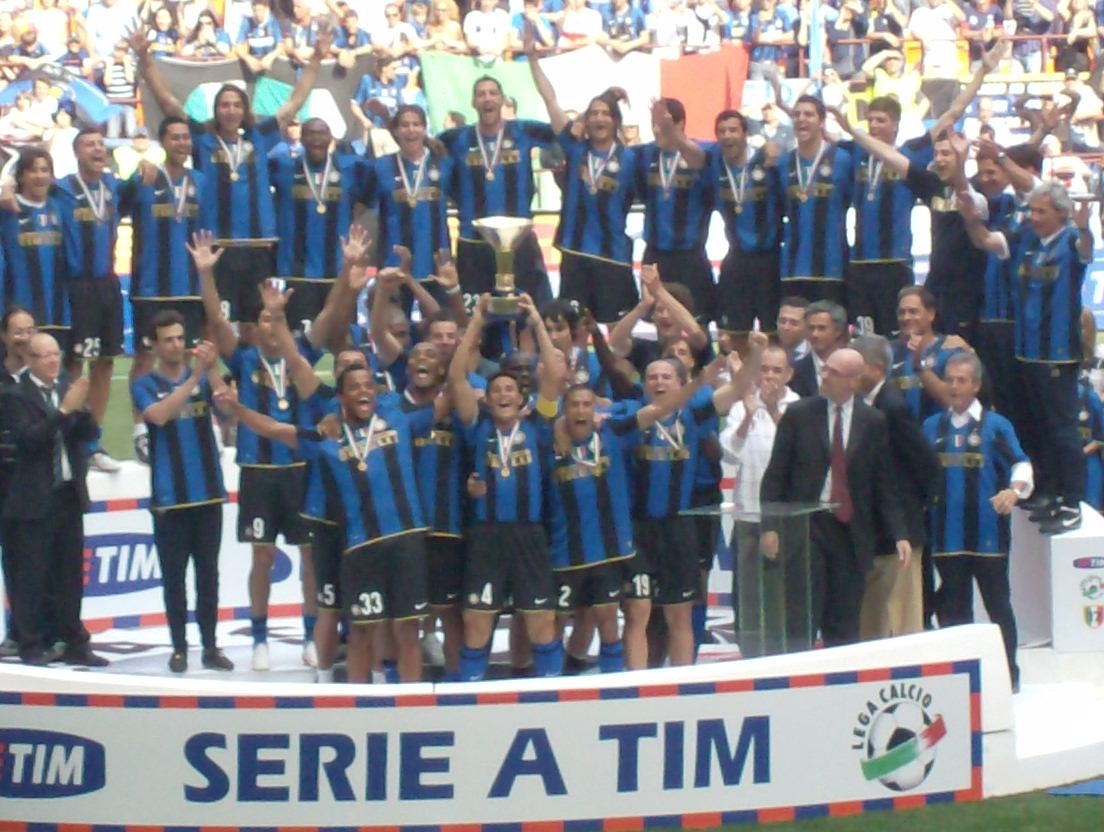
بازیکنان اینتر هفدهمین اسکودتوی باشگاه را جشن گرفتند.

در ۱۶ مه ۲۰۰۹ و پس از شکست میلان برابر اودینزه و در فاصله دو هفته مانده به پایان مسابقات، قهرمانی اینتر در رقابت‌های سری آ در فصل ۰۹-۲۰۰۸ مسجل شد. در پایان فصل، اینتر با هدایت مورینیو توانست ۸۴ امتیاز کسب کند و با ۱۰ امتیاز اختلاف نسبت به یووه و میلان، برای چهارمین فصل پیاپی به مقام قهرمانی سری آ دست یابد و اسکودتوی هفدهم خود را کسب کند. یکی از مهم‌ترین شعارهای هواداران در زمان کسب هفدهمین اسکودتو باشگاه، استفاده از عبارات مورینیو در کنفرانس مطبوعاتی ۳ مارس ۲۰۰۹ بود که با به کار بردن آن به سایر رقبا طعنه زدند. حتی شرکت نایکی نیز برای معرفی لباس مخصوص قهرمانی اینتر، از این عبارات استفاده کرده بود. علاوه بر این‌ها، مارکو ماتراتزی نیز با استفاده از بنری کنایه آمیز، به شوخی‌های طعنه آمیز ماسیمو آمبروزینی بازیکن میلان پس از قهرمانی در رقابت‌های لیگ قهرمانان اروپا ۰۷-۲۰۰۶ پاسخ داد. با وجود قهرمانی در لیگ با اختلاف ۱۰ امتیاز نسبت به تیم دوم، بعضی هواداران باشگاه معتقد بودند اینتر در لیگ قهرمانان اروپا بسیار ناامیدکننده ظاهر شده است. با همه این تفاصیر، مورینیو توانست در اولین فصل حضورش بر روی نیمکت اینتر، دو جام کسب کند. در زمینه عملکرد فردی، زلاتان ابراهیموویچ عالی کار کرد و با به ثمر رساندن ۲۵ گل نقش بسزایی در کسب موفقیت‌های این فصل باشگاه داشت و موفق به کسب جایزه کاپوکانونیره شد. آدریانو زیر نظر مورینیو دوباره احیا شد و توانست از رکورد گلزنی ساندرو ماتزولا در رقابت‌های اروپایی پیشی بگیرد. بالوتلی و سانتون جوان که با اعتماد آقای خاص توانسته بودند به ترکیب اصلی تیم راه پیدا کنند، در قهرمانی باشگاه در سری آ نقش بسزایی داشتند و اولین جام خود را نیز در رده بزرگسالان به دست آوردند. لوئیس فیگو نیز پس از کسب اسکودتو، بازنشستگی خود را از فوتبال اعلام کرد.
در ۲۸ ژوئیه ۲۰۰۹، گزارش شد که مورینیو زمانی که سر الکس فرگوسن بازنشسته شد، علاقه خود را به هدایت منچستریونایتد ابراز کرده است. او گفت: "من به رفتن به منچستریونایتد فکر می‌کنم، اما یونایتد باید در نظر بگیرد که آیا آنها می‌خواهند من جانشین سر الکس فرگوسن شوم یا خیر." زیر نظر مورینیو، آدریانو در آوریل سال ۲۰۰۹، از اینتر جدا شد. بعد از آن نیز دو بازیکن آرژانتینی اینتر یعنی خولیو کروز و هرنان کرسپو نیز از تیم جدا شدند. لوئیز فیگو، هافبک پرتغالی اینتر نیز در پایان آن فصل، از میادین فوتبال خداحافظی کرد. فیگو در آخرین فصل بازی خود، به دلیل کم بازی کردن، قصد ترک باشگاه را داشت اما سرانجام در تیم باقی‌ماند و به عنوان دستیار مورینیو به کار ادامه داد. در ادامه و به درخواست مورینیو، اینتر، دیگو میلیتو مهاجم آرژانتینی تیم جنوا را جذب کرد که نقش بسیار پررنگی در موفقیت‌های وی در سال بعد داشت. لوسیو، تیاگو موتا و گوران پاندف نیز دیگر خریدهای مورینیو بودند. اما مهم‌ترین نقل و انتقالات فصل دوم مورینیو در اینتر، معاوضه زلاتان ابراهیموویچ با ساموئل اتوئو بود. زلاتان به بارسلونا رفت و اتوئو به اینتر پیوست. علاوه بر این، باشگاه ۳۵ میلیون یورو نیز از این طریق درآمدزایی کرد. ریکاردو کوارشما نیز بخاطر کم بازی کردن، به تیم سابق مورینیو یعنی پورتو پیوست اما در اوایل فصل، به‌طور قرضی به دیگر تیم مورینیو، چلسی ملحق شد. همچنین مورینیو برای تقویت خط هافبک تیمش، از مسئولین باشگاه خواست تا وسلی اسنایدر هلندی را از رئال مادرید به خدمت بگیرند. در تاریخ ۲۷ اوت ۲۰۰۹، وسلی اسنایدر با مبلغ ۱۵ میلیون یورو از رئال مادرید به اینتر پیوست. اسنایدر در اینتر شماره ۱۰ را به تن کرد.

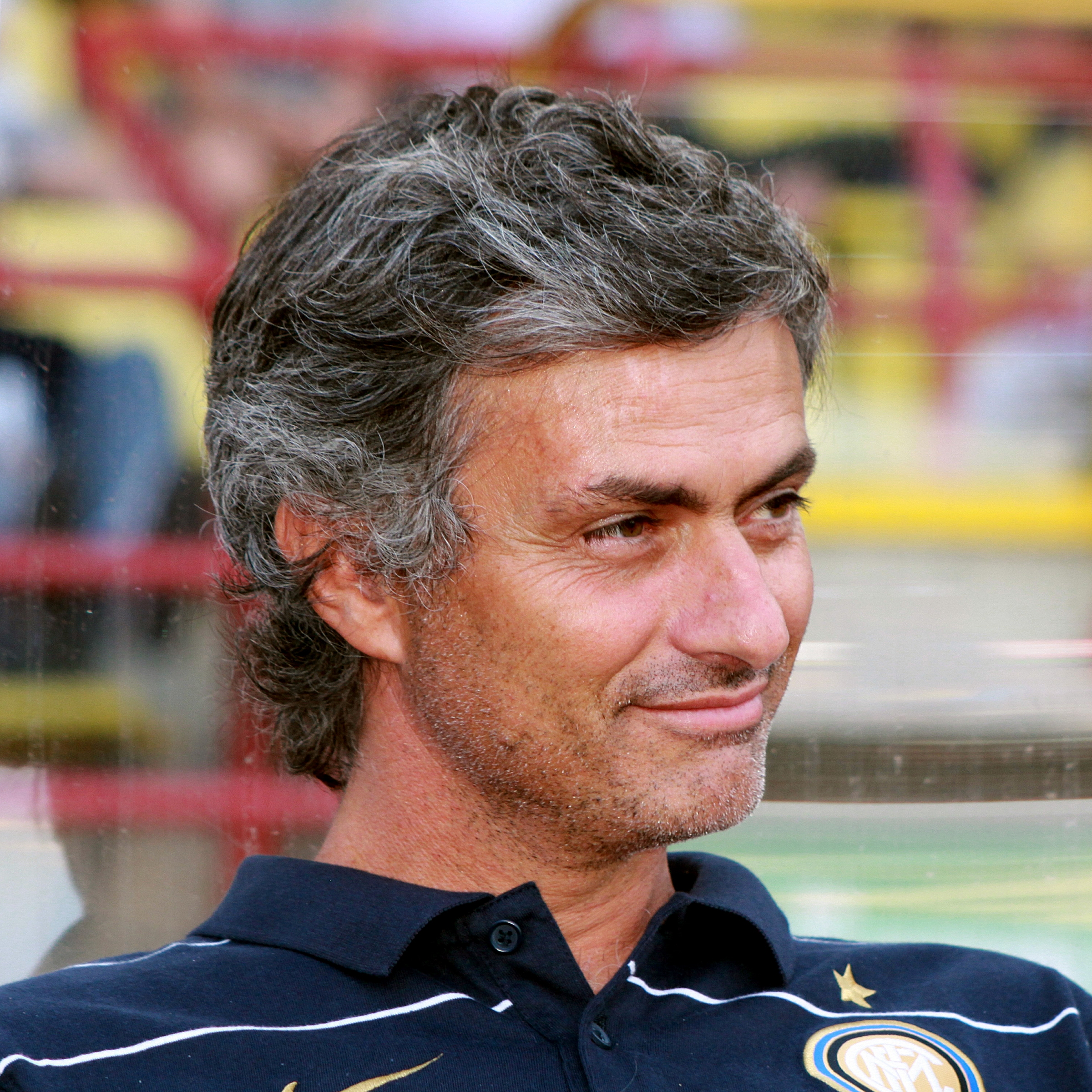
ژوزه مورینیو توانست پس از ۴۵ سال، اینتر را به مقام قهرمانی مسابقات لیگ قهرمانان اروپا برساند.

اینتر با هدایت مورینیو، فصل ۱۰-۲۰۰۹ را بد آغاز کرد. اینتر ابتدا در ۸ اوت ۲۰۰۹ و در دیدار سوپر جام فوتبال ایتالیا با نتیجه ۲-۱ در برابر لاتزیو شکست خورد و در لیگ نیز با نتیجه ۱-۱، در ورزشگاه جوزپه مه آتزا، در مقابل تیم تازه صعود کرده باری متوقف شد. اما پس از این دو بازی، اینتر روند رو به رشد خود را آغاز کرد. اینتر تا قبل از پایان نیم فصل اول و تا نوامبر، بیش از ۳۰ گل به ثمر رساند و با درخشش شماره ۱۰ جدیدشان یعنی وسلی اسنایدر، توانست با نتیجه ۴-۰ در دربی دلامادونینا به پیروزی برسد. خط هافبک اینتر با حضور اسنایدر و خط حمله تیم با حضور میلیتو، بسیار خوب کار می‌کرد. اینتر در همین زمان نیز با ۵ گل، جنوا را شکست داد تا بهترین پیروزی آن فصل سری آ را رقم زده باشد. اینتر در فصل ۱۰-۲۰۰۹ مسابقات لیگ قهرمانان اروپا، با تیم‌های بارسلونا (قهرمان اسپانیا و مدافع عنوان قهرمانی مسابقات)، دینامو کی‌یف (قهرمان اوکراین) و روبین کازان (قهرمان روسیه) هم گروه شد.
در روزهای منتهی به دربی ۵ دسامبر ۲۰۰۹ در تورین، به دلیل سابقه شعارهای نژادپرستانه هواداران افراطی یوونتوس، ترسهایی در این مورد نسبت به مهاجم ایتالیایی اینتر، ماریو بالوتلی (که از والدین غنائی است) وجود داشت. ژان کلود بلان، رئیس باشگاه یوونتوس و میرلا شیره‌آ، برای گروه‌های افراطی متنی نوشتند و علناً از هواداران خواستند که از سردادن شعارهای نژادپرستانه خودداری کنند. زمانی که بازیکنان اینتر به تورین رسیدند، اتوبوس تیم توسط برخی از هواداران یوونتوس با پرتاب تخم مرغ مورد استقبال قرار گرفت. خود بازی نیز تنش زا بود. ۷ کارت زرد، یک کارت قرمز و چند درگیری در زمین، از حاشیه‌های این بازی بودند. ژوزه مورینیو نیز به خاطر بحث و جدل با داور از کنار زمین بازی اخراج شد. در نیمه دوم، مارکیزیو گل برتری یووه را به ثمر رساند و اینتر آن بازی را با نتیجه ۲-۱ واگذار کرد تا بیانکونری اختلاف امتیازش با اینتر را به عدد پنج کاهش دهد. در ۹ دسامبر ۲۰۰۹ و پس از پیروزی ۲-۰ برابر روبین کازان، اینتر پس از بارسا در گروه خود دوم شد و به مرحله بعد صعود کرد. بعد از اتفاقات بازی ۵ دسامبر ۲۰۰۹ برابر یووه، مورینیو جبهه‌گیری خود را در مقابل داوران آغاز کرد و اوج این اتفاق، در بازی ۲۰ فوریه ۲۰۱۰، در برابر سمپدوریا بود که باعث محرومیت سه جلسه‌ای مورینیو شد. در همان زمان، مورینیو با ماریو بالوتلی دچار مشکل شده بود که این اتفاقات باعث شد اینتر وارد بحران شود و از ۶ بازی و ۱۸ امتیاز، تنها ۷ امتیاز کسب کند که ۳ بازی از این ۶ بازی (شامل شکست ۳-۱ برابر کاتانیا) در زمان محرومیت مورینیو بود. این وضعیت اینتر، با انتقاد شدید رسانه‌ها همراه بود اما با این وجود، مورینیو اینتر را با پیروزی در مقابل تیم سابقش چلسی، به مرحله یک چهارم نهایی لیگ قهرمانان اروپا رساند. اینتر در ورزشگاه جوزپه مه آتزا موفق شد ۲-۱ به پیروزی برسد و در ورزشگاه استمفورد بریج نیز با تک گل ساموئل اتوئو به پیروزی دست یافت. در ۶ آوریل ۲۰۱۰، اینتر توانست با نتیجه ۲-۰ در مجموع دو بازی رفت و برگشت (پیروزی ۱-۰ در میلان و پیروزی ۱-۰ در مسکو) بر زسکا مسکو قهرمان روسیه، غلبه کند و به مرحله نیمه نهایی این مسابقات راه یافت. به این ترتیب، مورینیو به یک افتخار بزرگ دست یافت. وی تبدیل به نخستین و تنها سرمربی در تاریخ فوتبال شد که توانسته با سه تیم مختلف، به نیمه نهایی لیگ قهرمانان اروپا برسد (البته لوئی فان خال نیز یک روز بعد به چنین افتخاری دست یافت). اینتر در مرحله نیمه نهایی، باید بار دیگر در برابر بارسا قرار می‌گرفت، این در حالی بود که در مرحله گروهی، اینتر نتوانسته بود بارسا را شکست دهد.(تساوی ۰-۰ در میلان و شکست ۲-۰ در بارسلونا) روند موفقیت‌آمیز اینتر در آن فصل ادامه داشت و یک هفته بعد نیز، اینتر برای نخستین بار تحت هدایت مورینیو، توانست به فینال جام حذفی فوتبال ایتالیا در فصل ۱۰-۲۰۰۹ برسد. اینتر در مجموع دو بازی رفت و برگشت، تیم فیورنتیا را با نتیجه ۲-۰ شکست داد و فینالیست شد. چهار روز قبل از بازی رفت برابر بارسلونا، اینتر توانست در سری آ با نتیجه ۲-۰ در دربی ایتالیا ، یوونتوس را شکست دهد.

"همه می‌گویند جلوی دروازه اتوبوس پارک کردیم، اتوبوس پارک نکردیم، هواپیما پارک کردیم و به دو دلیل این کار را انجام دادیم. یک، چون فقط ۱۰ بازیکن داشتیم و دو، چون ما آنها را ۳-۱ در سن سیرو شکست دادیم، نه با پارک کردن اتوبوس یا قایق یا هواپیما، بلکه با درهم کوبیدن آن‌ها."

—مورینیو در پاسخ به منتقدانی که او را به بازی دفاعی در بازی برگشت نیمه نهایی لیگ قهرمانان اروپا ۲۰۱۰ مقابل بارسلونای گواردیولا متهم کردند.
در ۲۰ آوریل ۲۰۱۰ و در بازی رفت مرحله نیمه نهایی مسابقات لیگ قهرمانان اروپا، اینتر با گل دقیقه ۱۹ پدرو از بارسا عقب افتاد، اما در دقیقه ۳۰ مسابقه، وسلی اسنایدر با یک شوت سهمگین توانست دروازه بارسا را باز کرده و بازی را به تساوی بکشاند. پاس گل تساوی بخش نیز به نام میلیتو ثبت شد. اینتر در ادامه توانست دو بار دیگر دروازه حریف را گشوده و به یک پیروزی ۳-۱ دست یافت. به دلیل توانایی اسنایدر در ارسال پاس‌های عالی و گلزنی از فواصل دور، رسانه‌ها به او لقب تک تیر انداز یا اسنایپر (Sniper) را دادند. در بازی برگشت، اینتر که از دقیقه ۲۸ با اخراج تیاگو موتا، ده نفره شده بود، با ارائه یک بازی سراسر تدافعی با نتیجه ۱-۰ در برابر بارسلونا شکست خورد (که مورینیو آن را "زیباترین شکست زندگی خودش" نامید) اما با توجه به برد ۳-۱ در بازی رفت، اینتر توانست به فینال برسد. مورینیو در حالی که در حال خوشحالی با بازیکنانش بخاطر صعود به فینال بود، با ویکتور والدز، دروازه‌بان بارسلونا درگیر شد که بازیکنان دیگر والدز را از وی جدا کردند. طبق ادعای روزنامه مارکا، خوشحالی خاص مورینیو در نیوکمپ، به این دلیل بود که بتواند دل هواداران رئال مادرید را بدست بیاورد چراکه صحبت‌های زیادی مبنی بر اینکه وی به زودی سرمربی این تیم خواهد شد، به وجود آمده بود. به این ترتیب ژوزه مورینیو توانست پس از ۳۸ سال، اینتر را به فینال لیگ قهرمانان اروپا برساند. این همچین، اولین حضور اینتر در فینال یک رقابت اروپایی  پس از ۱۲ سال و جام یوفا ۱۹۹۸ نیز بود.
در ۵ مه ۲۰۱۰، اینتر در دیدار فینال جام حذفی فوتبال ایتالیا در ورزشگاه المپیک رم، باید در برابر آ. اس. رم قرار می‌گرفت. در نهایت این بازی با تک گل پیروزی بخش دیگو میلیتو به پایان رسید و اینتر، قهرمان جام حذفی فوتبال ایتالیا در فصل ۱۰-۲۰۰۹ شد. این اولین جام اینتر در فصل ۱۰-۲۰۰۹ بود. در ۱۶ مه ۲۰۱۰ و در آخرین بازی فصل سری آ، اینتر با تک گل فوق ستاره آرژانتینی خود یعنی دیگو میلیتو، توانست تیم سیه‌نا را شکست داده و با ۸۲ امتیاز و برای پنجمین سال متوالی به مقام قهرمانی سری آ رسید. با این قهرمانی، اینتر به هجدهمین اسکودتو و همچنین دومین جام فصل خود دست یافت. مورینیو طی دو فصل حضور خود در ایتالیا، رکورد شکست ناپذیری در بازی‌های خانگی را حفظ کرد و نراتزوری‌ها هرگز در مسابقات خانگی طعم شکست را نچشیدند.

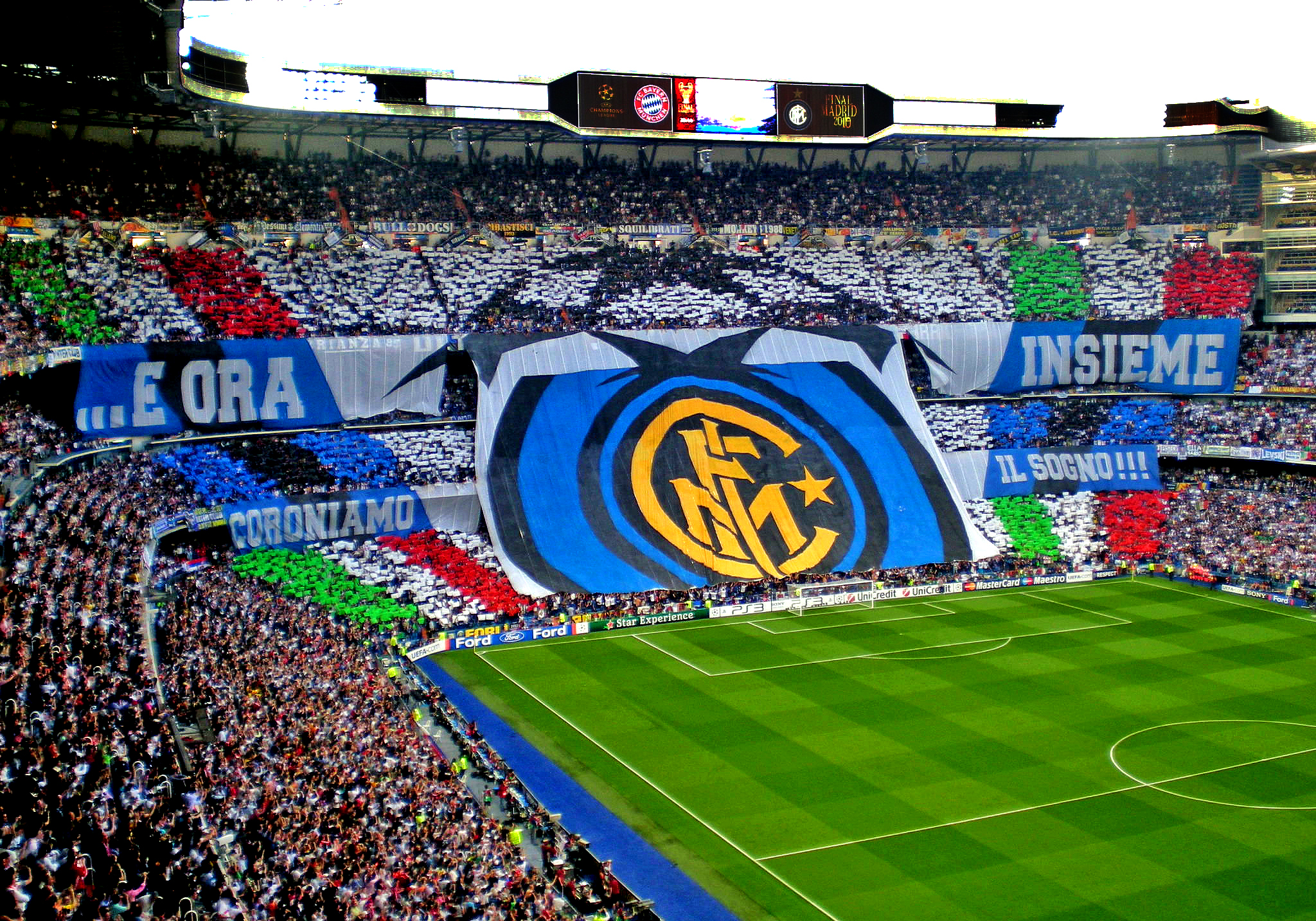
هواداران اینتر در فینال لیگ قهرمانان اروپا در فصل ۱۰-۲۰۰۹

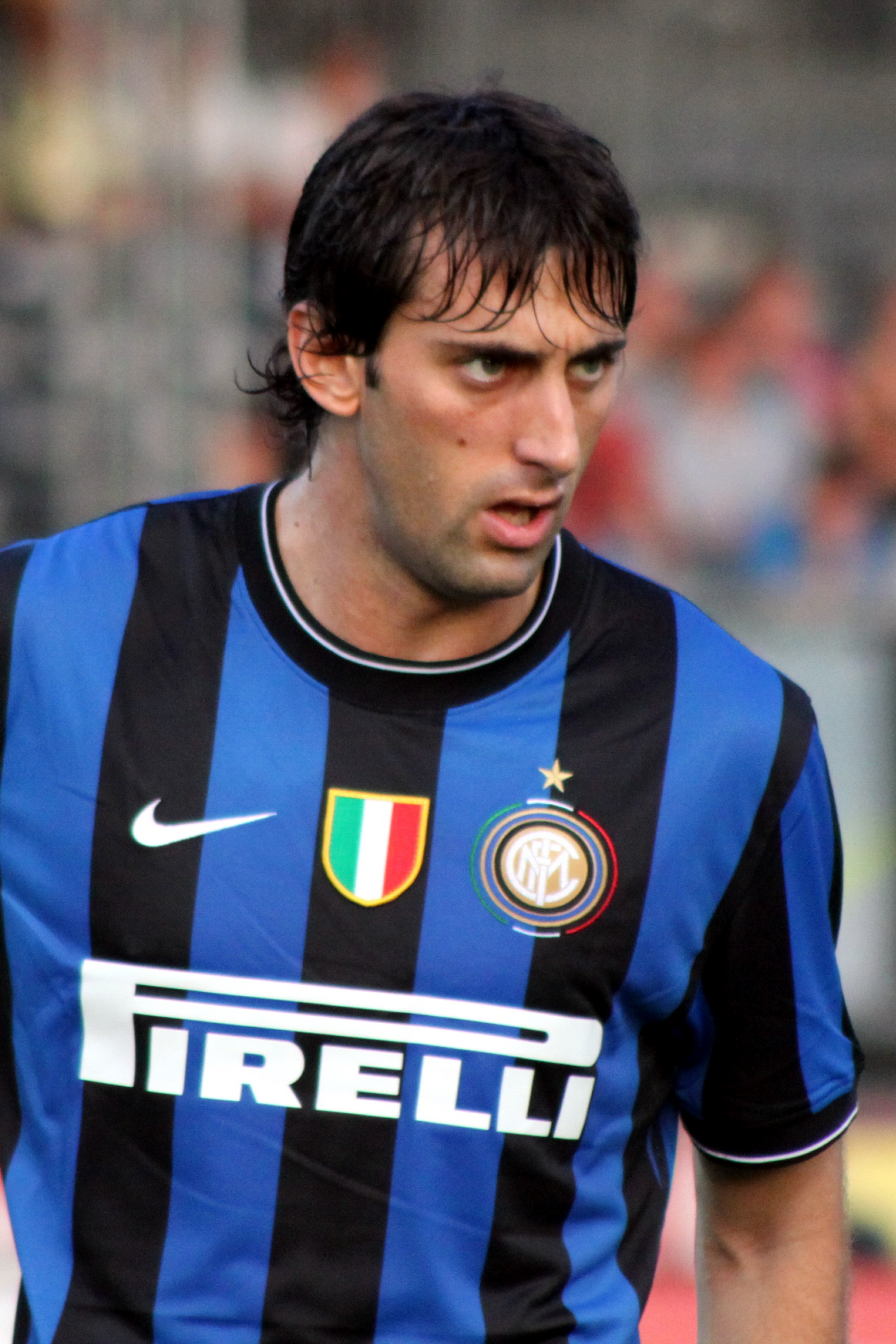
به دلیل درخشش فوق العاده و گل‌های بسیار مهمی که دیگو میلیتو برای اینتر به ثمر رساند، به میلیتو لقب شاهزاده داده شد.

سرانجام در ۲۲ مه ۲۰۱۰، اینتر در دیدار پایانی مسابقات لیگ قهرمانان اروپا در فصل ۱۰-۲۰۰۹ باید در برابر بایرن مونیخ صف آرایی می‌کرد. دیدار پایانی این مسابقات معتبر به قضاوت هاوارد وب از انگلیس در ورزشگاه سانتیاگو برنابئو شهر مادرید برگزار شد. اینتر میلان و بایرن مونیخ پیش از رسیدن به فینال لیگ قهرمانان اروپا، فاتح لیگ و جام حذفی ایتالیا و آلمان شده بودند. مورینیو که با چلسی هرگز حضور در فینال را تجربه نکرد، در دومین فصل حضورش در اینتر به فینال لیگ قهرمانان اروپا رسید. او در فینال باید مقابل استاد سابقش، لوئیس فن خال قرار می‌گرفت که بار دیگر بایرن را به تیم اول بوندسلیگا تبدیل کرده بود. هر دو تیم با قهرمانی در لیگ و جام حذفی به دنبال تکمیل سه‌گانه‌شان بودند و در نهایت این اینتر بود که با ارائه یک بازی حساب شده با درخشش دیگو میلیتو، بهترین بازیکن فصل لیگ قهرمانان، برابر حریف خود به پیروزی ۲-۰ رسید و جام قهرمانی را بالای سر برد و به اولین تیم ایتالیایی تبدیل شد که توانسته است فاتح سه‌گانه یا تربل (Treble) شود. به این ترتیب، اینتر به سومین قهرمانی خود در رقابت‌های لیگ قهرمانان اروپا دست یافت. ژوزه مورینیو نیز توانست پس از ۴۵ سال، اینتر را به مقام قهرمانی مسابقات لیگ قهرمانان اروپا برساند، همچنین به سومین مربی تاریخ بدل شد که موفق شده با دو تیم مختلف قهرمان این رقابت‌ها شود.
به دلیل درخشش فوق العاده و گل‌های بسیار مهمی که دیگو میلیتو در مسیر رسیدن به سه‌گانه برای اینتر به ثمر رساند از جمله گل‌های پیروزی بخش در برابر آ. اس. رم در فینال جام حذفی فوتبال ایتالیا، برابر سیه‌نا در آخرین بازی سری آ در فصل ۱۰-۲۰۰۹ و برابر بایرن مونیخ در فینال لیگ قهرمانان اروپا، محبوبیت بسیار زیادی بین هواداران پیدا کرد به طوری که به میلیتو لقب شاهزاده یا ال پرینسیپه (el Principe) داده شد.
مورینیو یک روز پس از قهرمانی در لیگ قهرمانان اروپا، اعلام ناراحتی کرد که این احتمالاً آخرین حضور وی در اینتر بوده و بعد هم ابراز علاقه کرد تا هدایت رئال مادرید را به عهده بگیرد. این در حالی بود که هنوز یکسال از قرارداد او با اینتر باقی مانده بود. به این ترتیب، در ۲۷ مه ۲۰۱۰، مسئولین تیم رئال مادرید موفق شدند تا با پرداخت غرامتی سنگین به اینتر بابت یکسال باقی‌مانده قرارداد مورینیو، و پرداخت دستمزدی خوب به خود مورینیو، وی را به عنوان سرمربی خود انتخاب کنند.

## دوران پس از مورینیو (۲۰۱۲–۲۰۱۰)

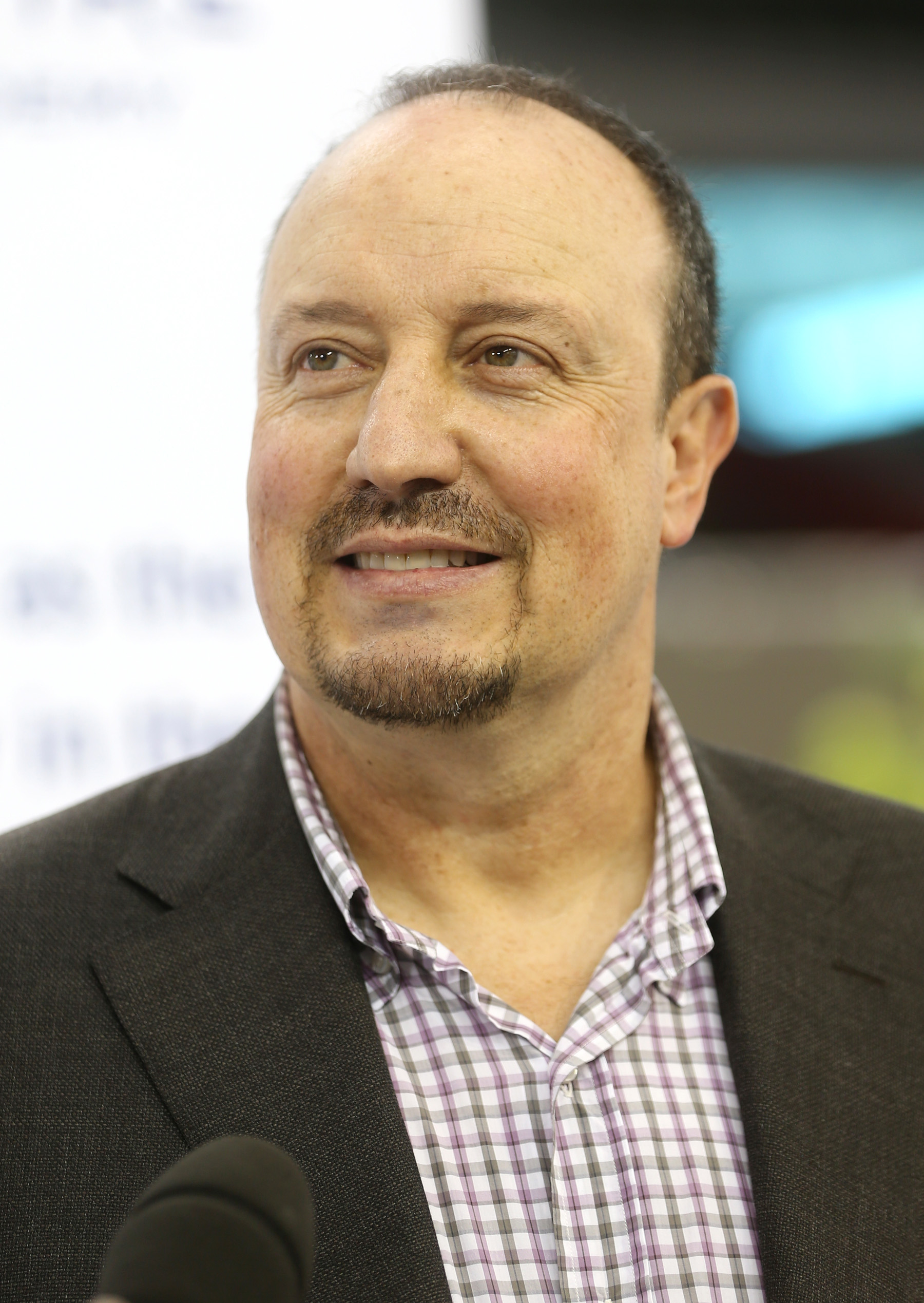
رافائل بنیتز که با قراردادی دو ساله هدایت باشگاه را برعهده گرفته بود، پس از کسب نتایج ضعیف، خیلی زود برکنار شد.

در ۱۰ ژوئن ۲۰۱۰، اینتر با قراردادی دو ساله، رافائل بنیتز را که به مدت شش سال به عنوان سرمربی تیم لیورپول بود، به خدمت گرفت. انتخاب بنیتز، آغاز مسیری بود که خیلی زود اینتر را از جمع مدعیان قهرمانی ایتالیا دور کرد.
در طول جام جهانی ۲۰۱۰ در آفریقای جنوبی، ده بازیکن از اینتر در تیم‌های ملی خود حضور داشتند. والتر ساموئل و دیگو میلیتو با آرژانتین ، رنه کرهین با اسلوونی، دژان استانکوویچ به عنوان کاپیتان صربستان، سولی مونتاری با غنا، وسلی اسنایدر با هلند، ساموئل اتوئو به عنوان کاپیتان کامرون و ژولیو سزار، مایکون و لوسیو به عنوان کاپیتان با برزیل، در جام جهانی حاضر شدند. که از این بین، وسلی اسنایدر با هلند توانست به دیدار نهایی جام جهانی ۲۰۱۰ راه یابد اما با شکست برابر اسپانیا به مقام نایب قهرمانی جهان دست یافت. اینتر به دلیل محدودیت‌های ایجاد شده به خاطر قوانین فیرپلی مالی، در پنجره نقل و انتقالات تابستانی فعالیت چندانی نداشت، در همین راستا، باشگاه برای جایگزینی تولدو که اعلام بازنشستگی کرده بود، لوکا کاستلاتزی را از سمپدوریا به خدمت گرفت. همچنین مک‌دنالد ماریگا و جاناتان بیابیانی از پارما راهی اینتر شدند. فیلیپه کوتینیو هجده ساله پس از گذراندن دو فصل در تیم واسکو دوگاما در لیگ برزیل، به اینتر بازگشت. اینتر همچنین ریکاردو کوارشما را به بشیکتاش و ماریو بالوتلی را با مبلغ ۳۰ میلیون یورو به منچسترسیتی، نیمی از حق خرید رنه کرهین را به بولونیا و آندریا می را به پیاچنزا فروخت. وید بلچ و ویکتور اوبینا هم به صورت قرضی یک ساله راهی کروتونه و وستهام شدند. در ۲۱ اوت ۲۰۱۰، بنیتز اولین جام خود را با پیروزی ۳-۱ اینتر در برابر رم در سوپرجام فوتبال ایتالیا کسب کرد، اما شش روز بعد، اینتر در سوپر جام اروپا به اتلتیکو مادرید باخت و در کسب این جام، ناکام ماند، این شکست به این معنا بود که اینتر شانس خود را برای کسب ششمین جام خود در یک سال میلادی را از دست داد، کاری که بارسلونا سال قبل موفق به انجام آن شده بود. اینتر با هدایت بنیتز، فصل ۱۱-۲۰۱۰ لیگ قهرمانان اروپا را به عنوان مدافع عنوان قهرمانی این مسابقات، با تساوی خارج از خانه ۲-۲ برابر توئنته آغاز کرد. در نهایت، اینتر توانست پس از تیم تاتنهام، در جایگاه دوم گروه A مسابقات قرار گرفته و به دور بعد صعود کند. اینتر در مرحله یک‌هشتم نهایی باید به مصاف بایرن مونیخ می‌رفت. در ۱۸ دسامبر، اینتر برای اولین بار و پس از پیروزی ۳-۰ مقابل مازمبه، قهرمان جام باشگاه‌های جهان در سال ۲۰۱۰ شد، اما پس از این برد، در ۲۳ دسامبر، به دلیل عملکرد ضعیف او در سری آ و فاصله ۱۳ امتیازی از میلان صدرنشین، اینتر از طریق وب سایت خود اعلام کرد که با رافائل بنیتز بر سر جدایی به توافقی دوطرفه دست یافته است. با این حال، بنیتز علت کسب این نتایج ضعیف را عملکرد نامناسب باشگاه در فصل نقل و انتقالات تابستانی می‌دانست.
در ۲۴ دسامبر ، لئوناردو به عنوان سرمربی اینتر انتخاب شد. اینتر در فصل نقل و انتقالات زمستانی بسیار پرکار بود. به دلیل مصدومیت طولانی مدت والتر ساموئل، اینتر، آندره آ رانوکیا را از جنوا خریداری کرد تا تبدیل به اولین خرید لئوناردو شود. در ۱۳ ژانویه، مانسینی باشگاه را ترک کرد و به اتلتیکو مینیرو پیوست. در ۲۸ ژانویه، اینتر اعلام کرد که جامپائولو پاتزینی را از سمپدوریا به خدمت گرفته است و در مقابل آن، جاناتان بیابیانی راهی سمپدوریا شد. روز بعد، حسین خرجه با قراردادی قرضی از جنوا به اینتر پیوست و همچنین سولی مونتاری به صورت قرضی راهی ساندرلند شد. در آخرین روز از پنجره نقل و انتقالات زمستانی، یوتو ناگاتومو به صورت قرضی از چزنا راهی اینتر شد و در مقابل آن داویده سانتون به صورت قرضی به چزنا پیوست. به این ترتیب، ناگاتومو تبدیل به اولین بازیکن آسیای شرقی شد که با اینتر قرارداد امضا کرده است. همچنین نلسون ریواس  به دنیپرو قرض داده شد.
لئوناردو کار خود را در سری آ با کسب ۳۰ امتیاز از ۱۲ بازی با میانگین ۲٫۵ امتیاز از هر بازی، بهتر از دو مربی قبلی یعنی بنیتز و مورینیو آغاز کرد. در ۶ مارس ۲۰۱۱، لئوناردو با کسب ۳۳ امتیاز از ۱۳ بازی رکورد جدیدی در سری آ ایتالیا به ثبت رساند. رکورد قبلی متعلق به فابیو کاپلو در فصل ۰۵-۲۰۰۴ بود که در ۱۳ بازی ۳۲ امتیاز به دست آورده بود. همچنین در ادامه مسابقات لیگ قهرمانان اروپا، اینتر با هدایت لئوناردو عملکرد نسبتاً قابل قبولی داشت. اینتر و بایرن مونیخ پس از فینال فصل قبل، برای دومین سال متوالی اما این بار در مرحله  یک‌هشتم نهایی مسابقات لیگ قهرمانان اروپا باید به مصاف یکدیگر می‌رفتند. اینتر بازی رفت را در ۲۳ فوریه و در جوزپه مه آتزا، با تک گل دقیقه ۹۰ ماریو گومز از بایرن شکست خورد. بازی برگشت اینتر و بایرن مونیخ، در ۱۵ مارس و در آلیانز آرنا برگزار شد. بازی تا قبل از دقیقه ۸۸ با نتیجه ۲-۲ دنبال می‌شد. اما گل دقیقه ۸۸ گوران پاندف، حکم صعود اینتر را صادر و از حذف زود هنگام مدافع عنوان قهرمانی مسابقات  جلوگیری کرد. هرچند این تقابل در مجموع دو بازی رفت و برگشت با نتیجه ۳-۳ به پایان رسید، اما این اینتر بود که به دلیل قانون گل زده در خانه حریف، راهی مرحله یک چهارم نهایی مسابقات شد. اینتر در مرحله یک چهارم نهایی مسابقات باید به مصاف دیگر نماینده کشور آلمان یعنی شالکه ۰۴ می‌رفت. در نهایت، اینتر با شکست سنگین ۷-۳ در مجموع دو بازی رفت و برگشت (شکست ۵-۲ در میلان و شکست ۲-۱ در گلزنکرشن) برابر شالکه ۰۴، از دور مسابقات کنار رفت. همچین لئوناردو توانست همراه با اینتر، در رقابت‌های جام حذفی فوتبال ایتالیا در فصل ۱۱-۲۰۱۰ با کسب برتری در برابر تیم‌های جنوآ، ناپولی و آ.اس. رم به فینال مسابقات راه یابد. در فینال هم، اینتر با شکست پالرمو فاتح جام حذفی فوتبال ایتالیا شد. در سری آ نیز، اینتر به مقام نایب قهرمانی دست یافت. لئوناردوی برزیلی، تنها پس از شش ماه اینتر را ترک کرد تا طبق توافقی که با باشگاه پاری سن ژرمن به دست آورده بود، پست مدیریت ورزشی این باشگاه را برعهده بگیرد.

گاسپرینی تنها پس از گذشت پنج هفته از مسابقات سری آ، از هدایت باشگاه برکنار شد.

در ۲۴ ژوئن ۲۰۱۱، ماسیمو موراتی، هدایت باشگاه را به جان پیرو گاسپرینی می‌سپارد که توانسته بود در سال ۲۰۰۹، جنوآ را پس از ۲۰ سال به رقابت‌های اروپایی بازگرداند.
در ژوئیه ۲۰۱۱، مارکو ماتراتزی پس از اینکه قرارداد جدیدی از طرف باشگاه به او پیشنهاد نشد، با انجام حدود ۲۷۰ بازی و کسب ۱۵ جام، اینتر را ترک کرد و اندکی پس از آن اعلام کرد که از فوتبال بازنشسته شده است. او بعداً به عنوان سفیر باشگاه اینتر منصوب شد. چندی بعد، ماتراتزی، لئوناردو را متهم کرد که "از پشت به او خنجر زده" و دلیل جدایی او از اینتر بوده است و همچنین ماسیمو موراتی را متهم کرد که از او در برابر لئوناردو دفاع نکرده است.
گاسپرینی اولین بازی رسمی خود به عنوان مربی اینتر را باید در تاریخ ۶ اوت ۲۰۱۱ و در برابر میلان در سوپرجام فوتبال ایتالیا برگزار می‌کرد. این نخستین بار بود که دو تیم میلان و اینتر در سوپرجام فوتبال ایتالیا روبروی یکدیگر قرار می‌گرفتند؛ همچنین این دیدار دومین مصاف دو تیم برای کسب جام و پس از فینال کوپا ایتالیای فصل ۷۷-۱۹۷۶ نیز بود. در نهایت، این بازی که در کشور چین برگزار شد با نتیجه ۲-۱ به سود میلان خاتمه یافت. به این ترتیب، تنها شانس اینتر برای کسب جام در این فصل از دست رفت. اینتر به خاطر قانون فیرپلی مالی و نداشتن منابع مناسب مالی، مجبور به فروش ستاره‌های خود شد و گوران پاندف و ساموئل اتوئو به خاطر حقوق بالایشان تیم را ترک کردند. در ۲۳ اوت ۲۰۱۱، باشگاه روسی آنژی مخاچ‌قلعه با اینتر برای جذب ساموئل اتوئو با قراردادی سه ساله به توافق رسید که او را با دستمزد ۲۰ میلیون یورو در هر فصل (با احتساب مالیات) به پر درآمدترین بازیکن جهان تبدیل کرد. اینتر به منظور پر کردن جای خالی اتوئو، دیگو فورلان ۳۲ ساله را از اتلتیکو مادرید به خدمت گرفت. هرچند که این مهاجم اروگوئه ای نمی‌توانست برای اینتر در رقابت‌های لیگ قهرمانان اروپا به میدان برود، این درحالی بود که باشگاه از این موضوع اطلاع نداشت. ریکی آلوارز ۲۳ ساله نیز از ولز سارسفیلد راهی اینتر شد. با توجه به عملکرد چشمگیر یوتو ناگاتومو در تیم ملی فوتبال ژاپن در جام ملت‌های آسیا ۲۰۱۱، اینتر تصمیم گرفت قرارداد این بازیکن را دائمی کند؛ هزینه این انتقال ۴٫۵ میلیون یورو به اضافه مالکیت مشترک دو بازیکن به نام‌های کالدیرولا و گاریتانو بود.
اینتر فصل جدید را با پیروزی برابر لچه آغاز کرد اما در هفته دوم سری آ از پالرمو شکست خورد. شکست خانگی ۱-۰ مقابل ترابزون اسپور در لیگ قهرمانان اروپا اوضاع را بدتر کرد. در ادامه، اینتر برابر آ.اس. رم به نتیجه تساوی دست یافت و ۳-۱ از نووارا شکست خورد. در نتیجه این شکست ۳-۱ خارج از خانه برابر نووارا تازه صعود کرده، صبر مدیران و مالک باشگاه لبریز شده و گاسپرینی به دلیل کسب نتایج بسیار ضعیف، خیلی زود و تنها پس از گذشت پنج هفته از مسابقات سری آ، از هدایت باشگاه برکنار شد.
در ۲۲ سپتامبر ۲۰۱۱، کلودیو رانیری جایگزین گاسپرینی شد. رانیری نیز آغاز ضعیفی داشت. در ۲۳ اکتبر، اینتر با پیروزی برابر کیه‌وو توانست دومین پیروزی خانگی خود را پس از هفته اول این رقابت‌ها کسب کند. اما رانیری در ادامه توانست با ایجاد تغییرات تاکتیکی مناسب، نتایج بسیار خوبی کسب کند، به طوری که بین ۳ دسامبر ۲۰۱۱ تا ۲۲ ژانویه ۲۰۱۲، اینتر با هدایت رانیری توانست از ۸ مسابقه خود در سری آ و کوپا ایتالیا، ۶ پیروزی کسب کند، اما این روند خوب اینتر با شکست برابر ناپولی به پایان رسید. در ۲۵ ژانویه، اینتر در مرحله یک چهارم نهایی مسابقات جام حذفی فوتبال ایتالیا با نتیجه ۲-۰ از ناپولی شکست خورد و از گردونه رقابت‌ها کنار رفت. در ادمه نیز و در ۲۹ ژانویه، اینتر در هفته بیستم رقابت‌های سری آ با یک گل مغلوب لچه شد.
در آخرین روزهای نقل و انتقالات زمستانی و در ۳۰ ژانویه، ژوان ژسوس از اینترناسیونال راهی اینتر شد. یک روز بعد و در ۳۱ ژانویه، تیاگو موتا با مبلغ ۱۱٫۵ میلیون یورو به پاری سن ژرمن پیوست. باشگاه برای جایگزینی تیاگو موتا، فردی گوارین را به صورت قرضی با بند خرید از پورتو به خدمت گرفت.
بین ۱ فوریه تا ۲۶ فوریه، اینتر از ۵ بازی خود در سری آ، ۴ شکست و ۱ تساوی کسب کرد. به عقیده بسیاری، این نتایج ضعیف ناشی از عملکرد نامناسب و تضعیف تیم در بازار نقل و انتقالات زمستانی بود. در ۴ مارس ۲۰۱۲، اینتر که با دو گل از کاتانیا عقب افتاده بود توانست با تشویق هوداران خود و با دوگل فورلان و میلیتو در دقایق ۷۱ و ۸۰، بازی را به تساوی بکشاند. در بازی بعد نیز اینتر موفق به کسب پیروزی ۲-۰ خارج از خانه برابر کیه‌وو شد. اینتر در مسابقات لیگ قهرمانان اروپا در فصل ۱۲-۲۰۱۱، به عنوان تیم نخست از گروه خود صعود کرد و در مرحله یک‌هشتم نهایی این مسابقات باید برابر مارسی قرار می‌گرفت. در نهایت اینتر با کسب نتیجه تساوی ۲-۲ در مجموع دو بازی رفت و برگشت (شکست ۱-۰ در مارسی و پیروزی ۲-۱ در میلان) و به دلیل قانون گل زده در خانه حریف، از صعود به مرحله یک چهارم نهایی مسابقات بازماند. پس از حذف از مسابقات لیگ قهرمانان اروپا، رانیری تنها دو بازی دیگر بر روی نیمکت اینتر نشست. در نهایت پس از شکست ۲-۰ برابر یووه و در ورزشگاه جدید خانگی این تیم یعنی یوونتوس استادیوم، کلودیو رانیری نیز اخراج شد.
در ۲۶ مارس ۲۰۱۲، آندره آ استراماچونی ۳۶ ساله که پیش از این مربی تیم جوانان اینتر میلان بود، هدایت باشگاه را در ادامه فصل بر عهده گرفت. استراماچونی با کسب ۱۷ امتیاز از ۹ بازی باقیمانده، توانست با اینتر پس از یک فصل سخت در جایگاه ششم سری آ قرار بگیرد و جواز حضور در مرحله پلی آف صعود به لیگ اروپای فصل بعد را کسب کرد.
اینتر طی این دو فصل، از ۵ مربی مختلف استفاده کرد و همه آن‌ها بعد از مدت کوتاهی اخراج شدند. از بین ۵ مربی که در این مدت روی نیمکت اینتر نشستند به جز رافائل بنیتز، هیچ‌کدام سابقه قهرمانی در سطح اول فوتبال اروپا را نداشتند.

## بحران مالی و تغییر در مالکیت (۲۰۱۷–۲۰۱۲)
در تاریخ ۱ اوت ۲۰۱۲،  باشگاه اینتر اعلام کرد که موراتی قصد دارد تا بخشی از سهام این باشگاه را به یک کنسرسیوم چینی به رهبری کنت هوانگ بفروشد. در همان روز، اینتر اعلام کرد که توافقی با شرکت ساخت‌وساز راه‌آهن چین برای پروژه استادیوم جدید صورت گرفته است، هرچند، سرانجام توافق با کنسرسیوم چینی از بین رفت.  فصل ۱۳-۲۰۱۲ با هدایت استراماچونی یکی از بدترین فصل‌ها در  تاریخ باشگاه بود که با جایگاه نهمی در سری آ و عدم کسب سهمیه در هیچ یک از رقابت‌های اروپایی به پایان رسید.

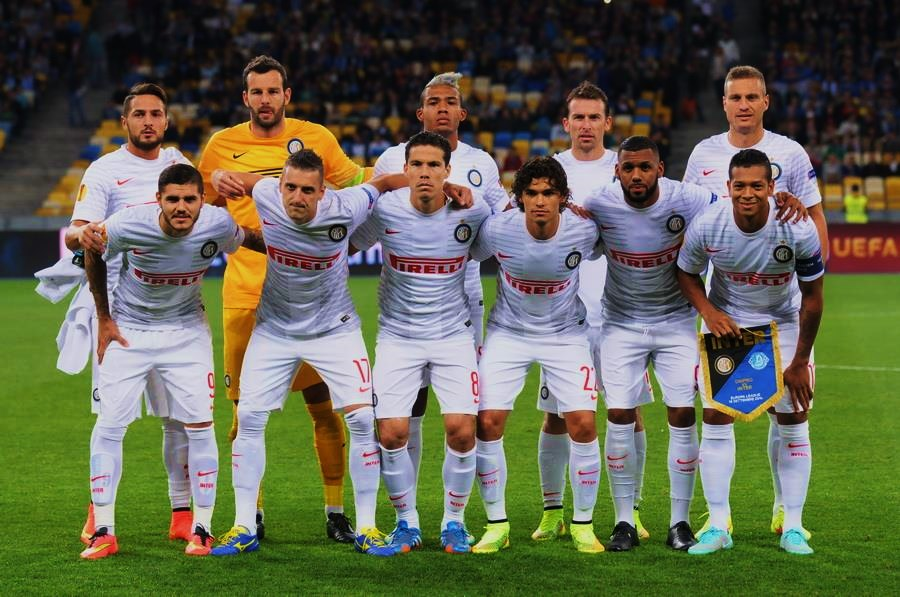
ترکیب تیم اینتر پیش از تقابل با دنیپرو در لیگ اروپا در ۱۸ سپتامبر ۲۰۱۴

در ۲۴ مه ۲۰۱۳، والتر ماتزاری جایگزین استراماچونی شد. در ۱۵ اکتبر ۲۰۱۳، یک کنسرسیوم اندونزیایی (.International Sports Capital HK Ltd) به سرپرستی اریک توهیر، هاندی سوئتدجو و روزان روئسلانی توافق نامه ای با اینتر به امضا رساند که طبق این توافق هفتاد درصد سهام اینتر را با پرداخت بیش از ۵۰۰ میلیون دلار خرید. با این حال موراتی ۲۹٫۵ درصد از سهام خود را حفظ کرد. اریک توهیر که مالک باشگاه فیلادلفیا سونتی سیکسرز در لیگ ان بی ای و دی‌سی یونایتد در لیگ فوتبال ام‌ال اس آمریکا نیز بود، در ۲ دسامبر ۲۰۱۳ اعلام کرد که مشارکت استراتژیک بین اینتر و دی‌سی یونایتد شکل گرفته است. ماتزاری در انتهای فصل ۱۴-۲۰۱۳ اینتر را به رده پنجم سری آ رساند و جواز حضور در مرحله پلی آف لیگ اروپا فصل ۱۵-۲۰۱۴ را کسب کرد. در دوران اریک توهیر، اینتر به دلیل نقض قوانین فیر پلی مالی در گذشته از طرف یوفا دچار محدودیت‌هایی شده بود. اینتر فصل ۱۵-۲۰۱۴ را با هدایت والتر ماتزاری آغاز کرد اما پس از کسب نتایج ضعیف این مربی از هدایت باشگاه برکنار شد و در ۱۴ نوامبر ۲۰۱۴، روبرتو مانچینی جایگزین او شد و برای بار دوم هدایت اینتر را بر عهده گرفت که نتیجه آن قرار گرفتن اینتر در جایگاه هشتم در پایان فصل ۱۵-۲۰۱۴ سری آ بود. اینتر فصل ۱۶-۲۰۱۵ را در جایگاه چهارم به پایان رساند و نتوانست به لیگ قهرمانان اروپا صعود کند.
در طول تابستان یورو ۲۰۱۶ و به طور دقیق تر در ۶ ژوئن ۲۰۱۶، گروه هلدینگ سانینگ که یک شرکت متعلق به ژانگ ژیندانگ بنیانگذار و رئیس گروه سانینگ بود، بخش اعظمی از سهام باشگاه را از اریک توهیر و ماسیمو موراتی خرید. بر اساس گزارش منابع مختلف مجموع مبلغ سرمایه گذاری شده از طرف سانینگ ۲۷۰ میلیون یورو بود. این توافق در ۲۸ ژوئن ۲۰۱۶ در یک مجمع عمومی فوق‌العاده پذیرفته شد که بر اساس آن سانینگ ۶۸٫۵۵ درصد از سهام باشگاه را خریداری کرد. اولین فصل مالکیت جدید اما با نتایج ضعیف در بازی‌های دوستانه پیش فصل شروع شد. در ۸ اوت ۲۰۱۶، روبرتو مانچینی سرمربی اینتر با توافقی دو طرفه از باشگاه جدا  و فرانک دی بوئر با قراردادی سه ساله جایگزین او شد. در فصل نقل و انتقالات تابستانی، اینتر بازیکنان زیادی را به خدمت گرفت. اور بانگا به صورت آزاد از سویا و آنتونیو کاندروا با قراردادی ۴ ساله به مبلغ ۲۲ میلیون یورو از لاتزیو به اینتر پیوستند. اما بدون شک مهم‌ترین نقل و انتقال پنجره تابستانی باشگاه مربوط می‌شود به ژوآو ماریو هافبک پرتغالی که توانسته بود به همراه کشورش فاتح رقابت‌های یورو ۲۰۱۶ نیز شود. ماریو با مبلغ ۵+۴۰ میلیون یورو از اسپورتینگ راهی اینتر و تبدیل به یکی از گران قیمت‌ترین خریدهای تاریخ باشگاه شد که همین موضوع انتظارات را از او بالا برد. علاوه بر ماریو، اینتر یک مهاجم خوش تکنیک ۲۰ ساله برزیلی به نام گابریل باربوسا را از سانتوس به خدمت گرفت. قراردادهای قرضی بروزوویچ، یووتیچ و میراندا نیز دائمی شدند. اینتر فصل جدید سری آ را با هدایت دی بوئر و با شکست ۲-۰ برابر کیه‌وو آغاز کرد که پس از این بازی، سرمربی هلندی به دلیل استفاده از سیستم سه دفاعه مورد انتقاد قرار گرفت؛ سیستمی که پیش از آن هرگز در تیم قبلی خود آژاکس اجرا نکرده بود. روزنامه‌ی کوریره دلا سرا نیز تا جایی پیش رفت که عملکرد اینتر در این مسابقه را فاجعه خواند. در هفته دوم نیز اینتر برابر پالرمو به تساوی ۱-۱ رسید. کسب نتایج ضعیف مقابل حریفان کم نام و نشانی مانند کیه‌وو و پالرمو باعث ناامیدی هواداران شد. هرچند که در این بین، نراتزوری موفق به کسب پیروزی‌های کم گل و خفیف برابر حریفان شد، با این حال اینتر این پیروزی‌ها را مدیون عملکرد فردی بازیکنانی همچون ایکاردی و پریشیچ بود. پیروزی ۲-۱ برابر یوونتوس در هفته چهارم سری آ با درخشش ایکاردی و پریشیچ یکی از این مسابقات بود. مرحله گروهی لیگ اروپا با دو شکست آغاز شد؛ دی بوئر مسئولیت این شکست‌ها را بر عهده گرفت. سرانجام یک روز پس از شکست ۱-۰ به سمپدوریا، دی بوئر در ۱ نوامبر ۲۰۱۶ و به دلیل کسب نتایج ضعیف برکنار شد. جانشین او، استفانو پیولی بدترین نتایج تاریخ باشگاه در رقابت‌های اروپایی همراه با اینتر را کسب کرد. پیولی سپس موفق به کسب ۸ پیروزی متوالی (هفت پیروزی در سری آ و یک پیروزی در کوپا ایتالیا) شد. در نقل و انتقالات زمستانی، یووتیچ به صورت قرضی راهی سویا شد. در بازار ورودی، نراتزوری یک هافبک ایتالیایی به نام روبرتو گالیاردینی را از آتالانتا به خدمت گرفت. همچنین ترنت سینزبری استرالیایی نیز به صورت قرضی از جیانگسو سانینگ راهی اینتر شد. در نهایت پیولی  پس از شکست هفته سی و پنجم برابر جنوا از اینتر اخراج شد. در پایان فصل، نراتزوری در جایگاه هفتم سری آ قرار گرفت و برای ششمین فصل متوالی در کسب سهمیه لیگ قهرمانان اروپا ناکام ماند. یکی از اصلی‌ترین دلایل کسب نتایج ضعیف در طول فصل، عملکرد بسیار بد بخش قابل قابل توجهی از بازیکنان خریداری شده در تابستان و ژانویه بود که به تیم هیچ کمکی نکردند.

## بازگشت دوباره به اروپا (۲۰۱۹–۲۰۱۷)
در ۹ ژوئن ۲۰۱۷، لوچانو اسپالتی سرمربی سابق آ.اس. رم با قراردادی دو ساله هدایت اینتر را بر عهده گرفت. این امر پس از سفر او به نانجینگ چین و گفتگو با ژانگ ژیندانگ مدیر عامل گروه هلدینگ سانینگ که مالک اکثریت سهام باشگاه بود، انجام پذیرفت. هدف اصلی باشگاه در فصل ۱۸–۲۰۱۷ و امضای قرارداد با اسپالتی این بود که این مربی سرشناس بتواند پس از ۶ سال اینتر را به رقابت‌های لیگ قهرمانان اروپا بازگرداند. در طول سال‌هایی که او هدایت آ.اس. رم را بر عهده داشت، توانسته بود به همراه این تیم دوبار قهرمان رقابت‌های جام حذفی فوتبال ایتالیا شود و یک سوپرجام نیز کسب کند که هر سه این جام‌ها با پیروزی برابر اینتر به دست آمد.
اینتر در فصل نقل و انتقالات تابستانی بسیار فعال بود تا بتواند ترکیبی قوی را جمع‌آوری کند. در همین راستا و در ۷ ژوئیه ۲۰۱۷، باشگاه اینتر با پرداخت مبلغ ۲۳ میلیون یورو به سمپدوریا، میلان اشکرینیار مدافع اسلوواک جوان و مستعد این تیم را جذب کرد. الساندرو باستونی، مدافع ۱۸ ساله ایتالیایی نیز با مبلغ ۳۱ میلیون یورو از آتالانتا راهی اینتر شد. در ادامه و برای تقویت بیشتر خط دفاعی، دالبرت با مبلغ ۲۰ میلیون یورو از نیس و کانسلو به صورت قرضی از والنسیا راهی اینتر شدند. باشگاه برای تقویت خط هافبک نیز بازیکانی چون والرو، گالیاردینی و وسینو را به خدمت گرفت. از مهم‌ترین خروجی‌های اینتر در فصل نقل و انتقالات تابستانی می‌توان به ژوان ژسوس، فیلیپه ملو، اور بانگا، گری مدل، رودریگو پالاسیو و استفان یووتیچ اشاره کرد. به این ترتیب اینتر با این خانه تکانی اساسی آماده شروع مسابقات شد.
در ۲۹ ژوئیه، اینتر با هدایت اسپالتی و پس از پیروزی برابر تیم‌های لیون، بایرن مونیخ و چلسی توانست در مسابقات دوستانه جام بین‌المللی قهرمانان در سنگاپور قهرمان شود.

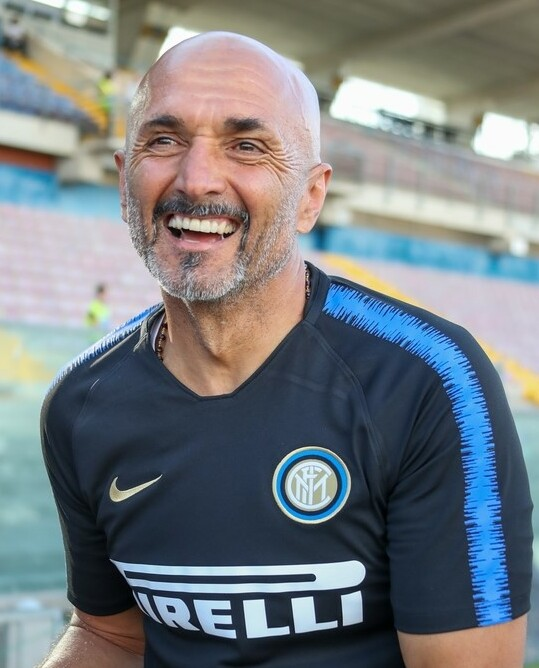
لوچانو اسپالتی موفق شد پس از ۶ فصل، جواز حضور در مسابقات لیگ قهرمانان اروپا را برای اینتر کسب کند.

اینتر فصل را با پیروزی ۳–۰ برابر فیوره در مه آتزا آغاز کرد. در هفته دوم رقابت‌ها نیز اینتر با نتیجه ۳–۱، تیم سابق اسپالتی یعنی آ.اس. رم را در المپیکو شکست داد. در ۳ دسامبر، اینتر در جایگاه اول رقابت‌های سری آ قرار گرفت. پس از کسب ۱۲ پیروزی و ۳ تساوی و پس از پیروزی ۵–۰ برابر کیه وو ورونا، اینتر با نتیجه ۰–۰ مقابل یووه متوقف شد، با این حال صدرنشینی خود را حفظ کرد و به این ترتیب تنها تیم ایتالیایی لقب گرفت که تا هفته ۱۶ رقابت‌ها شکست نخورده است. با کسب این نتایج بسیار خوب، هواداران حتی نیم نگاهی به کسب اسکودتو در پایان فصل داشتند. با این حال تقریباً در اواسط ماه دسامبر اولین نشانه‌های افت اینتر با تساوی بدون گل برابر تیم پوردنونه دسته سومی در رقابت‌های کوپا ایتالیا آشکار شد. هرچند اینتر در نهایت به سختی و با پیروزی ۵–۴ در ضربات پنالتی توانست این تیم گمنام را کنار بزند و راهی مرحله بعدی مسابقات شود. اینتر در رقابت‌های سری آ نیز متحمل دو شکست پیاپی برابر اودینزه و ساسولو شد. اما اوج بحران، شکست برابر میلان و با گل دقیقه ۱۰۴ پاتریک کوترونه بود که منجر به حذف اینتر از رقابت‌های کوپا ایتالیا شد. در آخرین بازی نیم فصل اول نیز اینتر یک تساوی بدون گل برابر لاتزیو کسب کرد. در پایان نیم فصل اول سری آ، اینتر با کسب ۴۱ امتیاز در جایگاه سوم قرار گرفت.
باشگاه در فصل نقل و انتقالات زمستانی فعالیت چندانی نداشت. از معدود خریدهای باشگاه می‌توان به رافینیا اشاره کرد که به صورت قرضی از بارسا راهی اینتر شد و محبوبیت بسیار زیادی بین هواداران پیدا کرد. ژوآئو ماریو که با امیدواری بسیار زیاد در سال ۲۰۱۶ و با مبلغ ۴۰ میلیون یورو جذب شده بود، پس از ثبت عملکردی فاجعه بار به صورت قرضی راهی وستهام شد. ناگاتومو نیز پس از ۷ فصل و به صورت قرضی به گالاتاسرای پیوست.
در آغاز نیم فصل دوم و بین هفته‌های بیستم تا بیست و سوم، اینتر در کسب پیروزی ناکام بود و با ثبت ۴ تساوی و کسب تنها ۴ امتیاز، به رده چهارم جدول سقوط کرد. پیروزی خانگی ۲–۱ برابر بولونیا در هفته ۲۴ باعث شد نوار ناکامی‌های تیم در کسب پیروزی پاره شود، هرچند با شکست هفته ۲۵ برابر جنوا، اندک امید تیم برای کسب اسکودتو به‌طور کامل از بین رفت. در مقطع پایانی فصل که برای کسب سهمیه بسیار حائز اهمیت بود، کار برای اینتر پیچیده شد. شکست برابر تورینو در هفته ۳۱ و شکست ۳–۲ دقایق پایانی برابر یووه در مه آتزا و به دنبال آن برابر ساسولو باعث شد جایگاه سومی آ.اس. رم تثبیت شود. هرچند که اینتر در این بین پیروزی‌هایی نیز کسب کرد اما این شکست‌ها باعث شد کار اینتر بسیار سخت شود. به این ترتیب تنها یک سهمیه باقی مانده بود که فقط یک تیم از بین اینتر و لاتزیو می‌توانست موفق به کسب آن شود که اتفاقاً اینتر در هفته آخر باید به مصاف همین تیم لاتزیو می‌رفت. ۱۶ سال پیش نیز اینتر که در هفته آخر رقابت‌های سری آ و برای کسب اسکودتو باید مقابل لاتزیو به پیروزی می‌رسید، با شکست برابر این تیم دستش از جام کوتاه ماند و رقیب و دشمن دیرینه اینتر یعنی یووه موفق به کسب اسکودتو شد؛ در نتیجه اینتر با این تجربه تلخ باید به پایتخت ایتالیا سفر می‌کرد.
در ۲۰ مه ۲۰۱۸ و در آخرین بازی فصل سری آ، اینتر در یک بازی فوق حساس و فینال گونه در ورزشگاه المپیکو به مصاف لاتزیو رفت. اینتر فقط در صورت کسب پیروزی برابر لاتزیو می‌توانست سهمیه لیگ قهرمانان اروپا را کسب کند. در نهایت این دیدار سراسر هیجان انگیز، با ضربه سر ماتیاس وسینو در دقیقه ۸۱ با نتیجه ۳–۲ به نفع اینتر خاتمه یافت و به این ترتیب اینتر موفق شد پس از ۶ فصل دوری از مسابقات لیگ قهرمانان اروپا، مجوز حضور در این مسابقات را کسب کند. در پایان فصل، هرچند دو تیم اینتر و لاتزیو ۷۲ امتیاز کسب کردند، اما به دلیل قانون برتری رو در رو مقابل لاتزیو، اینتر موفق شد در جایگاه چهارم قرار بگیرد. میلان اشکرینیار که در تابستان و در میان برخی تردیدها راهی اینتر شده بود، عملکردی عالی از خود نشان داد و در پایان فصل در بین بهترین بازیکنان باشگاه نیز قرار گرفت. ایکاردی نیز با به ثمر رساندن ۲۹ گل نقش بسزایی در کسب این موفقیت داشت و همراه با ایموبیله به صورت مشترک برنده جایزه کاپوکانونیره شد.

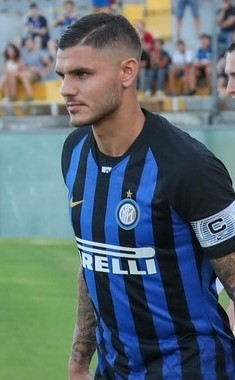
به دلیل حواشی و تنش‌های ایجاد شده بین مائورو ایکاردی با باشگاه، این بازیکن به‌طور موقت از تیم کنار گذاشته و بازوبند کاپیتانی نیز از او گرفته شد.

در بازی‌های دوستانه تابستانی پیش فصل، اینتر در جام بین‌المللی قهرمانان به مقام سوم دست یافت.
در طول پنجره نقل و انتقالات تابستانی، باشگاه فعالیت زیادی داشت. رجا ناینگولان بلژیکی، هافبک و ستاره باشگاه آ.اس. رم با خواست لوچانو اسپالتی و با مبلغ ۳۸ میلیون یورو راهی اینتر شد تا بار دیگر شاگرد این مربی ایتالیایی شود. برای کاهش مبلغ این انتقال، نیکولو زانیولو بازیکن مستعد تیم که در پریماورا بازی می‌کرد به همراه داویده سانتون راهی رم شدند. لائوتارو مارتینز جوان نیز که مدت‌ها زیر ذره بین مدیران باشگاه بود با مبلغ ۲۳ میلیون یورو از ریسینگ راهی اینتر شد. با توجه به محدودیت‌های قوانین فیر پلی مالی، اینتر نمی‌توانست بیش از حد در بازار نقل و انتقالات هزینه کند؛ بنابراین تعداد زیادی از بازیکنان به صورت آزاد یا قرضی با حق خرید جذب شدند. استفان د فرای از لاتزیو و کوادوو آساموا از یووه با قراردادی آزاد و متئو پولیتانو از ساسولو، شیمه ورسالیکو از اتلتیکو و کیتا بالده از موناکو نیز به صورت قرضی با بند خرید راهی اینتر شدند. در بازار خروجی نیز ادر مهاجم ایتالیایی اینتر به جیانگسو سانینگ و یان کارامو به پارما پیوستند. والنسیا، قرارداد قرضی جفری کوندوگبیا را با مبلغ ۲۵ میلیون یورو و گالاتاسرای نیز با پرداخت مبلغ ۲٫۵ میلیون یورو، قرارداد یوتو ناگاتومو را دائمی کردند.
در ۱۴ اوت ۲۰۱۸، به دلیل عملکرد خوب اسپالتی در فصل گذشته و کسب سهمیه مسابقات لیگ قهرمانان اروپا برای اینتر پس از ۶ سال، قرارداد این مربی ایتالیایی تا سال ۲۰۲۱ با باشگاه تمدید شد. در ۳ سپتامبر ۲۰۱۸، اینتر لیست بازیکنان خود را برای حضور در مرحله گروهی مسابقات لیگ قهرمانان اروپا اعلام کرد. هرچند فصل جدید با شکست خارج از خانه برابر ساسولو آغاز شد اما در ادامه تیم اسپالتی نتایج درخشانی کسب کرد. نراتزوری در دربی ۲۱ اکتبر ۲۰۱۸ توانست با گل دقیقه ۹۲ مائورو ایکاردی بر حریف غلبه کند. تک گل ایکاردی در این بازی باعث شد تا این مهاجم آرژانتینی از نظر تعداد گل‌های زده در سری آ با پیراهن اینتر از کریستین ویری عبور کند. در ۲۶ اکتبر ۲۰۱۸، استیون ژانگ به عنوان رئیس جدید باشگاه منصوب شد. به این ترتیب، ژانگ تبدیل به جوانترین رئیس تاریخ باشگاه شد.
نراتزوری‌ها توانستند بین هفته‌های پنجم تا یازدهم سری آ، هفت پیروزی پیاپی کسب و حتی خود را به عنوان یکی از مدعیان کسب اسکودتو معرفی کنند. از جمله این پیروزی‌ها می‌توان به برتری دقایق آخری برابر میلان که در بالا ذکر شده، پیروزی ۵–۰ برابر جنوا و ۳–۰ برابر لاتزیو اشاره کرد.

"از امروز بخشی از باشگاه بزرگ اینتر خواهم بود و برای من این یک افتخار بزرگ محسوب می‌شود. حالا یک مقطع بسیار مهم در زندگی من شروع می‌شود؛ مقطعی که باید پیروزمندانه و موفق باشد."

—سخنان جوزپه ماروتا پس از تصدی پست مدیریت ورزشی اینتر
اینتر که پس از ۶ سال به رقابت‌های لیگ قهرمانان اروپا راه یافته بود با قرعه سختی مواجه شد و با تیم‌های بارسا، تاتنهام و آیندهوون همگروه شد. در ۱۸ سپتامبر ۲۰۱۸ و در اولین بازی گروهی این مسابقات، اینتر که با گل دقیقه ۵۳ کریستین اریکسن از حریف عقب افتاده بود، بازگشتی شکوهمندانه داشت و توانست در جو فوق‌العاده جوزپه مئاتزا با گل‌های ایکاردی و وسینو در دقایق ۸۶ و ۹۲، تاتنهام را شکست دهد. در هفته دوم این رقابت‌ها نیز، نراتزوری در زمین آیندهوون به یک پیروزی ارزشمند ۲–۱ دست یافت تا امید زیادی برای صعود از گروه داشته باشد. اما در ادامه اینتر نتایج ضعیفی کسب کرد. در هفته سوم، نراتزوری در نیوکمپ و با نتیجه ۲–۰ از بارسا شکست خورد. هرچند این دیدار با شکست اینتر همراه شد، اما یک اتفاق جالب در این بازی رخ داد. در دقیقه ۶۵ این بازی، یک ضربه ایستگاهی به نفع بارسا اعلام شد و لوییس سوارز پشت توپ قرار گرفت. این بازیکن قصد داشت توپ را از زیر دیوار دفاعی عبور دهد و تبدیل به گل کند اما مارسلو بروزویچ هافبک کروات اینتر برای جلوگیری از عبور توپ از زیر دیوار دفاعی، اندکی قبل از ضربه سوارز، با زیرکی پشت دیوار دفاعی روی زمین دراز کشید و مانع از عبور توپ شد و دروازه سمیر هاندانوویچ را نجات داد. این تاکتیک و شیوه دفاعی باعث تعجب همگان از جمله لیونل مسی شد که بازی را از روی سکوها دنبال می‌کرد. در ادامه اینتر با تساوی خانگی برابر بارسا و آیندهوون و شکست برابر تاتنهام، توانست در مجموع ۸ امتیاز کسب کند و با تاتنهام هم امتیاز شود؛ اما به دلیل قانون گل زده در خانه حریف، اینتر در جایگاه سوم گروه قرار گرفت و از صعود به دور بعد بازماند تا به این ترتیب راهی رقابت‌های لیگ اروپا شود. چند روز پس از این اتفاق، جوزپه ماروتا که سال‌ها در یووه به عنوان مدیر اجرایی مشغول به کار بود و یکی از عوامل اصلی موفقیت این تیم در سال‌های اخیر به‌شمار می‌رفت، جایگزین والتر ساباتینی شد تا پست مدیریت ورزشی نراتزوری را در دست بگیرد.

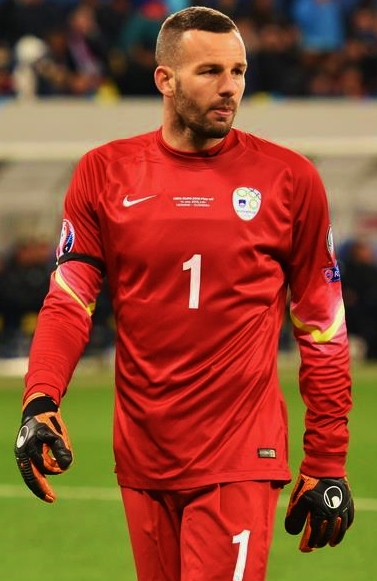
سمیر هاندانوویچ که از سال ۲۰۱۲ برای اینتر بازی می‌کرد، به عنوان کاپیتان جدید باشگاه انتخاب شد.

در ۲۵ ژانویه ۲۰۱۹، باشگاه رسماً اعلام کرد که شرکت لاین راک کپیتال (Lion Rock Capital) که یک شرکت خصوصی سرمایه‌گذاری مستقر در هنگ کنگ است با کنسرسیوم اندونزیایی اینترنشنال اسپرتس کپیتال (.International Sports Capital HK Ltd) به سرپرستی اریک توهیر به توافق رسیده است تا ۳۱٫۰۵ درصد از سهام اینتر را خریداری کند تا شرکت مذکور به دومین سهام دار باشگاه اینتر تبدیل شود. با خریداری سهام اریک توهیر توسط لاین راک کپیتال، اکنون این شرکت پس از سانینگ (مالک ۶۸٫۵۵ درصد از سهام اینتر)، بیشترین سهم را در باشگاه اینتر در اختیار دارد. در پنجره نقل و انتقالات زمستانی و در ۲۶ ژانویه، سدریک سوارس به صورت قرضی از ساوتهمپتون راهی اینتر شد تا جایگزین ورسالیکو مصدوم شود.
اینتر در جام حذفی فوتبال ایتالیا نیز همانند مسابقات لیگ قهرمانان اروپا در ابتدا خوب کار کرد و با نتیجه ۶-۲ از سد بنونتو عبور کرد، اما در ادامه برابر لاتزیو و در ضربات پنالتی شکست خورد و از این رقابت‌ها کنار رفت. در ۱۳ فوریه ۲۰۱۹، به دلیل اظهارنظرهای مدیر برنامه‌های ایکاردی (که همسر او نیز بود) درباره مدیریت و بازیکنان اینتر در برنامه تلویزیونی "تیکی تاکا"، اینتر اعلام کرد که قرار است سمیر هاندانوویچ به عنوان کاپیتان جدید باشگاه جایگزین او شود. در واکنش به سلب کاپیتانی، ایکاردی از شرکت در بازی روز بعد تیم در لیگ اروپا مقابل راپید وین امتناع کرد. باشگاه نیز در پی این اقدام، ایکاردی را از تیم کنار گذاشت. نراتزوری در مرحله یک شانزدهم نهایی لیگ اروپا و در غیاب ایکاردی به مصاف راپید وین رفت و توانست در دو بازی رفت و برگشت و با نتیجه ۵–۰ (پیروزی ۱–۰ در وین و پیروزی ۴–۰ در میلان) این تیم اتریشی را شکست داده و راهی مرحله بعد شود. در مرحله یک‌هشتم نهایی، اینتر به مصاف آینتراخت فرانکفورت رفت که در نهایت با ارائه بازی‌های ضعیف و با نتیجه ۱–۰ در مجموع دو بازی رفت و برگشت (تساوی ۰–۰ در فرانکفورت و شکست ۱–۰ در میلان) از این تیم شکست خورد و از رقابت‌های لیگ اروپا نیز کنار رفت. در ادامه مسابقات سری آ، اینتر با پیروزی ۳–۲ در دربی ۱۷ مارس ۲۰۱۹ برابر میلان، توانست پس از فصل ۱۲-۲۰۱۱، این تیم را در هر دو بازی رفت و برگشت شکست دهد. در ۳ آوریل ۲۰۱۹، اینتر با نتیجه ۴–۰ در خانه جنوا به برتری دست یافت. در این بازی کریستین رومرو مدافع حریف در دقیقه ۳۹، ایکاردی را درون محوطه جریمه سرنگون کرد و با کارت قرمز داور از زمین مسابقه اخراج شد. ایکاردی پس از گذشت ۵۳ روز و در اولین بازی خود پس از تنش‌های ایجاد شده بین او و باشگاه، توانست گل سوم اینتر در این بازی را از روی نقطه پنالتی به ثمر برساند تا حداقل به این شکل اندکی روابط بین او و باشگاه دوستانه تر شود. ایکاردی با این گل، با رکورد کریستین ویری برابری کرد و با به ثمر رساندن ۱۲۳ گل، تبدیل به هشتمین گلزن برتر تاریخ اینتر شد. بین ۷ آوریل تا ۱۳ مه، اینتر از ۶ مسابقه خود در سری آ، ۴ تساوی و دو پیروزی کسب کرد. شکست سنگین ۴–۱ برابر ناپولی در هفته ۳۷ این رقابت‌ها، جایگاه اینتر را برای کسب سهمیه رقابت‌های لیگ قهرمانان اروپای فصل بعد به خطر انداخت. تک گل اینتر در این بازی را نیز ایکاردی از روی نقطه پنالتی به ثمر رساند. نتایج ضعیف اینتر در هفته‌های پایانی مسابقات سری آ، باعث تثبیت جایگاه سومی آتالانتا شد. به این ترتیب اینتر باید در بازی پایانی فصل برابر امپولی به پیروزی می‌رسید تا بتواند سهمیه رقابت‌های لیگ قهرمانان اروپا فصل بعد را کسب کند. در ۲۶ مه ۲۰۱۹ و آخرین بازی فصل سری آ، اینتر در جوزپه مئاتزا به مصاف امپولی رفت. دیداری که برای هر دو تیم بسیار حائز اهمیت بود زیرا نراتزوری برای کسب سهمیه و امپولی برای فرار از سقوط تلاش می‌کرد. اینتر بازی را با تمام قدرت آغاز کرد اما واکنش‌های خیره کننده دروازه‌بان امپولی یعنی بارتلومی دراگوفسکی مانع از باز شدن دروازه حریف شد. بالاخره در دقیقه ۵۱، کیتا بالده قفل دروازه حریف را باز کرد. در دقیقه ۶۱، با خطای دراگوفسکی درون محوطه جریمه بر روی ایکاردی، یک ضربه پنالتی به سود اینتر اعلام شد اما ضربه پنالتی ایکاردی به وسیله دراگوفسکی دفع شد. امپولی که تمام تلاش خود را برای باز کردن دروازه اینتر و فرار از سقوط انجام می‌داد با سد محکمی به نام سمیر هاندانوویچ روبرو می‌شد اما در نهایت و در دقیقه ۷۶، اینتر گل تساوی را دریافت کرد. این نتیجه باعث از دست رفتن سهمیه می‌شد. در نهایت و در دقیقه ۸۱، رجا ناینگولان گل پیروزی بخش اینتر را به ثمر رساند و ورزشگاه را غرق در شادی کرد. در ادامه نیز امپولی به آب و آتش زد اما واکنش‌های استثنایی کاپیتان سمیر هاندانوویچ مانع از فروپاشی مجدد دروازه اینتر شد. با پایان یافتن بازی با همین نتیجه، اینتر سهمیه رقابت‌های لیگ قهرمانان اروپا راکسب و امپولی نیز به سری بی سقوط کرد.
در ۳۰ مه ۲۰۱۹، اسپالتی از هدایت اینتر برکنار شد.  این در حالی بود که قرارداد اسپالتی در ابتدای فصل تا سال ۲۰۲۱ تمدید شده بود و این مربی توانسته بود جواز حضور در مرحله گروهی رقابت‌های لیگ قهرمانان اروپا فصل بعد را نیز کسب کند.

## اینتر بر بام فوتبال ایتالیا (۲۰۲۱–۲۰۱۹)
در ۳۱ مه ۲۰۱۹، آنتونیو کونته سرمربی ایتالیایی و سابق یوونتوس و چلسی با امضای قراردادی سه ساله به عنوان سرمربی جدید باشگاه منصوب شد. کونته در یکی از اولین اقدامات خود مائورو ایکاردی مهاجم آرژانتینی باشگاه را که دچار حاشیه‌های فراوانی شده بود را در لیست فروش قرار داد به این ترتیب این مهاجم آرژانتینی پس از هفت فصل و به ثمر رساندن ۱۱۱ گل که او را به هشتمین گلزن برتر تاریخ باشگاه تبدیل کرد، به صورت قرضی و با بند خرید دائمی راهی تیم پاری سن ژرمن شد. در سپتامبر ۲۰۱۹، استیون ژانگ به عنوان عضو هیئت مدیره اتحادیه باشگاه‌های فوتبال اروپا انتخاب شد. پس از جدایی ایکاردی، ایوان پریشیچ نیز با قرارداد قرضی یک ساله راهی بایرن مونیخ شد. به این ترتیب باشگاه اینتر برای پست مهاجم نوک نیازمند جانشین بود و از آنجایی که آنتونیو کونته علاقه بسیار زیادی به روملو لوکاکو داشت از مدیران باشگاه درخواست کرد به هر نحوی که شده لوکاکو را از منچستریونایتد به اینتر بیاورند. در نتیجه پس از مذاکرات فراوان بین مدیران دو باشگاه، روملو لوکاکو در اوت ۲۰۱۹ با مبلغ ۷۵ میلیون یورو به اینتر پیوست، که این گران‌قیمت‌ترین خرید تاریخ باشگاه اینتر به حساب می‌آمد. همچنین اینتر، در ۱۲ ژوئیه ۲۰۱۹، نیکولو بارلا ستاره ایتالیایی خط هافبک باشگاه کالیاری را با مبلغ ۴۰٫۵ میلیون یورو جذب کرد. باشگاه اینتر دیه‌گو گودین، استفانو سنسی، الکسیس سانچز، بیراگی، و والنتینو لاتسارو را نیز به خدمت گرفت. اینتر، فصل ۲۰-۲۰۱۹ سری آ را با هدایت کونته، پس از پیروزی ۲-۰ خارج از خانه برابر آتالانتا در آخرین بازی فصل، با ۸۲ امتیاز به پایان رساند و به مقام نایب قهرمانی دست یافت، این درحالی بود که یوونتوس تنها با یک امتیاز بیشتر قهرمان سری آ شد. همچنین اینتر پس از پیروزی ۵-۰ در برابر شاختاردونتسک اوکراین در نیمه نهایی لیگ اروپا، به فینال این مسابقات راه پیدا کرد. این اولین حضور اینتر در یک فینال، پس از سال ۲۰۱۱ به حساب می‌آمد. در فینال لیگ اروپا ۲۰۲۰، اینتر با نتیجه ۳-۲ در برابر سویا اسپانیا شکست خورد و به مقام نایب قهرمانی رسید.

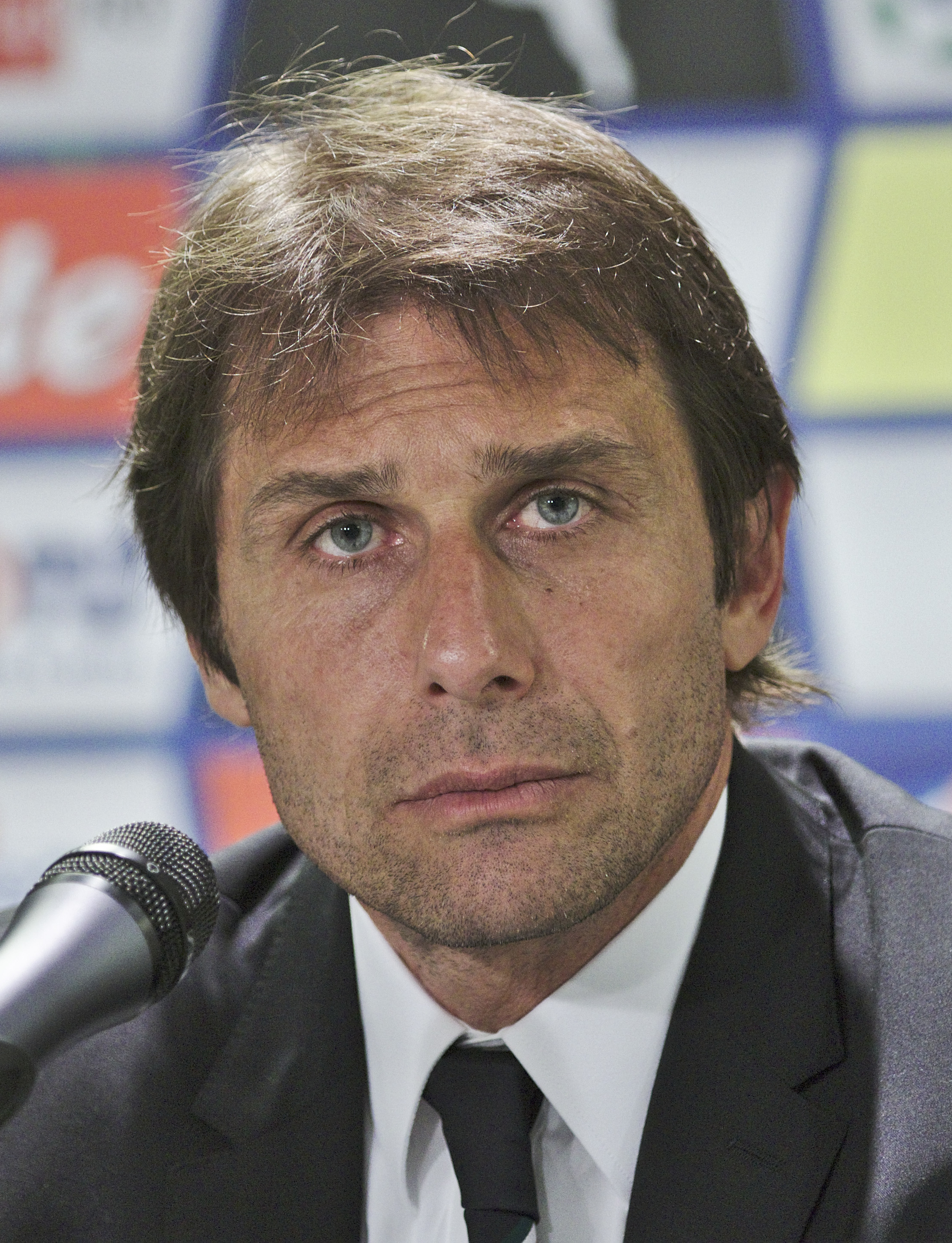
آنتونیو کونته توانست اینتر را پس از یازده سال به مقام قهرمانی سری آ برساند.

آنتونیو کونته برای قهرمانی در فصل ۲۱-۲۰۲۰ سری آ خواهان یک تیم رقابتی شد به همین علت باشگاه اینتر، اشرف حکیمی ستاره مراکشی باشگاه رئال مادرید را که به صورت قرضی در دورتموند توپ می‌زد با  مبلغ ۴۰ میلیون یورو برای پست وینگ بک راست به خدمت گرفت. همچنین متئو دارمیان از پارما و آرتورو ویدال از بارسلونا نیز جذب شدند. پس از عدم توافق دو باشگاه اینتر و بایرن مونیخ بر سر مبلغ دائمی کردن قرارداد ایوان پریشیچ، این بازیکن پس از حضور قرضی یک ساله در بایرن مونیخ به اینتر بازگشت تا در پست وینگ بک چپ بازی کند. فصل ۲۱-۲۰۲۰ سری آ با پیروزی ۴-۳ برابر فیورنتینا آغاز شد. در هفته چهارم رقابت‌ها، اینتر باید به مصاف همشهری خود آث میلان می‌رفت که در پایان این بازی تیم میلان با برتری ۲-۱ توانست اینتر را پس از سال‌ها در خانه شکست دهد. پس از شکست ۲-۱ خارج از خانه برابر سمپدوریا در هفته شانزدهم سری آ، اینتر رکورد ۲۰ بازی متوالی بدون شکست را به ثبت رساند. (در ۱۰ ژانویه ۲۰۲۰ با تساوی ۲-۲ برابر آ.اس.رم آغاز و در ۱۲ مه ۲۰۲۱ با پیروزی ۳-۱ برابر آ.اس.رم به پایان رسید) اما اینتر با هدایت آنتونیو کونته در مسابقات لیگ قهرمانان اروپا در فصل ۲۱-۲۰۲۰ عملکرد فاجعه باری از خود برجای گذاشت. در ۹ دسامبر ۲۰۲۰، اینتر در آخرین بازی مرحله گروهی لیگ قهرمانان اروپا باید به مصاف شاختار دونتسک اوکراین می‌رفت. اینتر که از پنج بازی قبلی خود تنها ۵ امتیاز کسب کرده بود برای صعود باید در برابر شاختار دونتسک به پیروزی می‌رسید، اما در پایان پس از کسب تساوی بدون گل برابر شاختار و با کسب ۶ امتیاز از شش بازی پس از تیم‌های رئال مادرید ، مونشن گلادباخ و شاختار دونتسک در جایگاه چهارم گروه B رقابت‌های لیگ قهرمانان اروپا قرار گرفت و حذف شد و برای سومین سال متوالی از رسیدن به مرحله حذفی مسابقات لیگ قهرمانان اروپا بازماند. این بدترین عملکرد اینتر در مرحله گروهی رقابت‌های لیگ قهرمانان اروپا در تاریخ باشگاه به حساب می‌آمد به طوری که اینتر در بازی رفت با نتیجه ۳-۲  و در بازی برگشت با نتیجه ۲-۰ و در مجموع ۵-۲ در برابر یکی از ضعیف‌ترین رئال مادریدهای سالیان گذشته شکست خورده بود. حذف از مرحله گروهی لیگ قهرمانان و همچنین کسب نتایج نسبتاً ضعیف در هفته‌های ابتدایی رقابت‌های سری آ، خشم هواداران را برانگیخت و خواستار اخراج آنتونیو کونته از اینتر شدند. با این وجود مدیران باشگاه حمایت کامل خود را از آنتونیو کونته اعلام کردند. اینتر پس از حذف فیورنتینا و میلان در رقابت‌های کوپا ایتالیا باید در مرحله نیمه نهایی به مصاف یوونتوس می‌رفت که در نهایت اینتر با پذیرش شکست ۲-۱ در مجموع دو بازی رفت و برگشت از صعود به فینال بازماند. پس از حذف از رقابت‌های کوپا ایتالیا، اینتر با کسب پیروزی‌های متوالی خود را به یک قدمی اسکودتو رساند، به طوری که در فاصله چهار هفته مانده به پایان مسابقات سری آ ، در تاریخ ۲ مه ۲۰۲۱ و پس از تساوی آتالانتا در برابر ساسولو ، قهرمانی اینتر در رقابت‌های سری آ در فصل ۲۱-۲۰۲۰ مسجل شد. این اولین قهرمانی اینتر پس از یازده سال بود که با پایان دادن به سلطه ۹ ساله یوونتوس در سری آ همراه شد. در پایان فصل، اینتر با هدایت آنتونیو کونته توانست با کسب ۹۱ امتیاز قهرمان رقابت‌های سری آ در فصل ۲۱-۲۰۲۰ شود و اسکودتوی نوزدهم را برای اینتر به ارمغان آورد. این بالاترین میزان امتیازگیری اینتر بعد از فصل ۰۷-۲۰۰۶ با هدایت روبرتو مانچینی و کسب ۹۷ امتیاز می‌باشد. به این ترتیب، نام استیون ژانگ به عنوان اولین رئیس غیر ایتالیایی که در دوره ریاستش موفق به کسب جام برای اینتر شده، در تاریخ باشگاه ثبت شد.
پس از پایان رقابت‌های سری آ، آنتونیو کونته آماده مذاکره با مدیران باشگاه برای تصمیم‌گیری دربارهٔ آینده خود بود ، اما بی‌میلی استیون ژانگ رئیس باشگاه اینتر برای برگزاری جلسه با آنتونیو کونته و خودداری از ارائه تضمین‌هایی که مربی ایتالیایی می‌خواست (نفروختن بازیکنان تیم و جذب بازیکنان مورد نظر برای فصل آینده)، مربی ایتالیایی را مجاب کرد که به کار خود در نراتزوری پایان دهد. به این ترتیب در تاریخ ۲۶ مه ۲۰۲۱، آنتونیو کونته پس از دو سال با توافقی دوطرفه و دریافت مبلغی حدود هفت میلیون یورو از باشگاه اینتر جدا شد.

## تاریخچه اخیر (۲۰۲۱–اکنون)

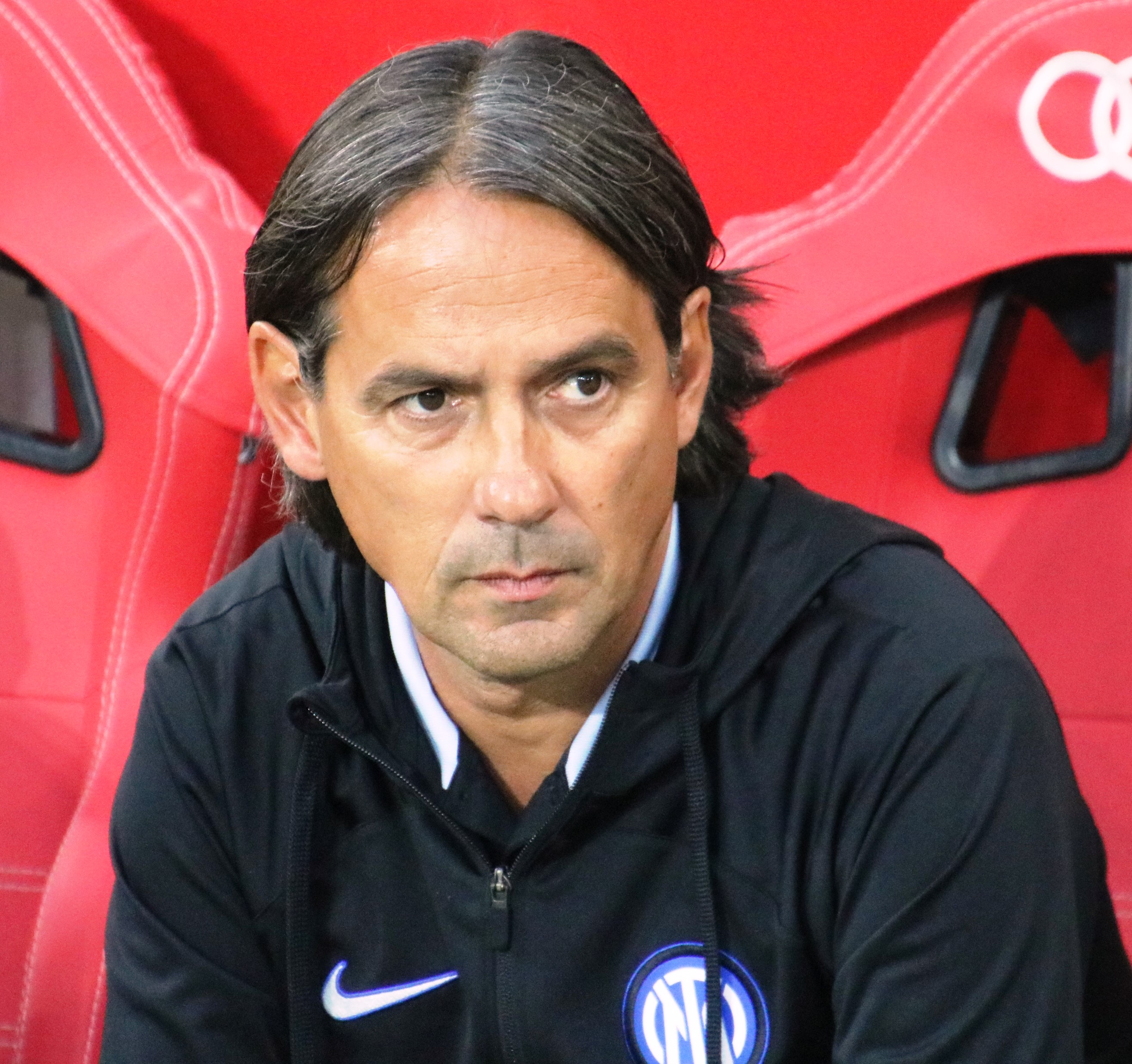
سیمونه اینزاگی با کسب دوجام در اولین فصل خود بر روی نیمکت اینتر، عملکرد قابل قبولی داشت.

در ۳ ژوئن ۲۰۲۱، سیمونه اینزاگی سرمربی سابق لاتزیو با امضای قراردادی دو ساله به عنوان سرمربی جدید باشگاه انتخاب شد. دانیله پادلی و اشلی یانگ که هردو ۳۵ ساله بودند، به صورت آزاد تیم را ترک کردند. دو بازیکن ایتالیایی تیم یعنی آنتونیو کاندروا ۳۴ ساله با مبلغ ۲٫۵ میلیون یورو و متئو پولیتانو نیز با مبلغ ۱۹ میلیون یورو به صورت قرضی با بند خرید دائمی، راهی سمپدوریا و ناپولی شدند. در ۶ ژوئیه ۲۰۲۱، اینتر به دلیل مشکلات مالی مجبور شد اشرف حکیمی یکی از ستاره‌های باشگاه را با مبلغ ۶۰ میلیون یورو به پاری سن ژرمن واگذار کند. فروش حکیمی که یکی از ارکان اصلی تیم کونته در مسیر رسیدن به اسکودتو بود، باعث خشم هواداران شد. به همین علت مدیران باشگاه به هواداران این اطمینان را دادند که دیگر هیچ‌کدام از بازیکنان اصلی تیم به فروش نخواهد رسید. قراردادهای ژوآئو ماریو و رجا ناینگولان دو خرید ناموفق اینتر که در چند فصل گذشته به صورت قرضی در تیم‌های دیگر بازی می‌کردند، طی توافقی دو طرفه با اینتر فسخ شد. چندی بعد خبری مبنی بر علاقه باشگاه چلسی به مهاجم تنومند و بلژیکی اینتر یعنی روملو لوکاکو منتشر شد. در نهایت با توجه به مبلغ پیشنهادی چلسی، نیاز مالی باشگاه و تمایل شخصی لوکاکو برای پیوستن به تیم سابق خود، در تاریخ ۸ اوت ۲۰۲۱، این بازیکن با مبلغ ۱۱۵ میلیون یورو به باشگاه چلسی پیوست. لوکاکو که در سال ۲۰۱۷ با مبلغ ۷۵ میلیون یورو از منچستر یونایتد به اینتر پیوسته بود و لقب گران‌قیمت‌ترین بازیکن تاریخ باشگاه را به دوش می‌کشید، در سال ۲۰۲۱ با مبلغ ۱۱۵ میلیون یورو به چلسی پیوست. به این ترتیب لوکاکو نه تنها به گران‌قیمت‌ترین فروش تاریخ باشگاه تبدیل شد بلکه به یکی از گران‌قیمت‌ترین بازیکنان تاریخ فوتبال نیز بدل شد. جدایی روملو لوکاکو، خشم و عصبانیت مجدد هواداران از مدیران باشگاه را برانگیخت. به این ترتیب پس از کونته و حکیمی، لوکاکو تنها پس از دو فصل و کسب یک اسکودتو همراه با اینتر از باشگاه جدا شد. علاوه بر این‌ها مشکلات به وجود آمده برای کریستین اریکسن دانمارکی طی مسابقات یورو ۲۰۲۰، مانع حضور او در فوتبال ایتالیا و پیراهن اینتر شد. اینزاگی که به هیچ وجه انتظار جدایی روملو لوکاکو را نداشت از باشگاه درخواست کرد یک مهاجم نوک جدید جذب کند. به این ترتیب اینتر، ادین ژکو مهاجم ۳۶ ساله و بوسنیایی باشگاه آ.اس. رم را با قراردادی آزاد تا سال ۲۰۲۳ جذب کرد. برای جانشینی حکیمی نیز دنزل دومفریس هلندی که در رقابت‌های یورو ۲۰۲۰ عملکرد درخشانی داشت با مبلغ۱۲٫۵ به علاوه ۲٫۵ میلیون یورو متغیرات از باشگاه آیندهوون جذب شد. هاکان چالهان‌اوغلو پس از اینکه با میلان بر سر تمدید قرارداد به توافق نرسید، به صورت آزاد به اینتر پیوست. این انتقال مستقیم از رقیب همشهری، جنجال‌های زیادی به پا کرد و موجب خشم و تنفر هواداران میلان از این بازیکن ترک تبار شد. همچنین خواکین کوره‌آ به صورت قرضی و با بند خرید دائمی از لاتزیو به اینتر پیوست. قرارداد قرضی دارمیان نیز با پرداخت مبلغ ۲٫۵ میلیون یورو به پارما دائمی شد. به این ترتیب، اینتر فصل ۲۲–۲۰۲۱ سری آ را با از دست دادن سه ستاره اصلی خود یعنی حکیمی، لوکاکو و اریکسن باید آغاز می‌کرد.
نراتزوری فصل جدید سری آ را پر قدرت و با پیروزی ۴–۰ خانگی برابر جنوا آغاز کرد. در مسابقات لیگ قهرمانان اروپا، هدف اصلی باشگاه و مدیران، صعود از مرحله گروهی بود. کاری که دو مربی قبلی یعنی اسپالتی و کونته موفق به انجام آن نشده بودند. در نهایت، اینتر با هدایت اینزاگی توانست پس از سه فصل متوالی عدم صعود از دور گروهی این مسابقات و پس از رئال مادرید در جایگاه دوم گروه D قرار بگیرد و به مرحله یک‌هشتم نهایی صعود کند. این اولین حضور اینتر در مرحله یک‌هشتم نهایی مسابقات لیگ قهرمانان اروپا از فصل ۱۲–۲۰۱۱ به حساب می‌آمد. در این مرحله اینتر باید به مصاف لیورپول می‌رفت.
در ۱۲ ژانویه ۲۰۲۱، اینتر به عنوان قهرمان سری آ باید در سوپرجام فوتبال ایتالیا به مصاف رقیب دیرینه خود یعنی یوونتوس که قهرمان جام حذفی شده بود می‌رفت. این مسابقه که در ورزشگاه جوزپه مئاتزا برگزار می‌شد، در وقت‌های قانونی با نتیجه ۱–۱ به پایان رسید. بازی تا دقایق پایانی وقت‌های اضافه با همین نتیجه دنبال می‌شد. در حالی که دو تیم خود را برای ضربات پنالتی آماده می‌کردند، در دقیقه ۱۲۰ بازی و با ارسال فدریکو دی مارکو به محوطه جریمه یوونتوس و با زیرکی متئو دارمیان، توپ به الکسیس سانچز رسید و این مهاجم شیلیایی با یک بغل پای ساده دروازه ماتیا پرین سنگربان یوونتوس را باز کرد. اینتر با این پیروزی به ششمین سوپرجام خود دست یافت. این اولین جام اینزاگی همراه با اینتر بود. در ۱۷ دسامبر ۲۰۲۱ و هفته هجدم سری آ، اینتر توانست در خانه تیم سالرنیتانای تازه صعود کرده به برتری ۵–۰ دست یابد. همچنین در همین روز، باشگاه اعلام کرد که با کریستین اریکسن دانمارکی که طبق قوانین سری آ نمی‌توانست برای اینتر بازی کند، برای فسخ قرارداد به توافقی دو طرفه دست یافته است. هرچند مدت زمان حضور اریکسن در اینتر کوتاه بود اما در همین مدت زمان کم، محبوبیت زیادی بین هواداران پیدا کرده بود. خود اریکسن نیز از حضور در ایتالیا و اینتر خوشحال بود اما این بازیکن و باشگاه به ناچار مجبور به قطع همکاری شدند.
در نقل و انتقالات ژانویه، اینتر برای تقویت ترکیب خود با دو بازیکن قرارداد امضا کرد. روبین گوزنس از آتالانتا و فیلیپه کایسدو از جنوا که هر دو به صورت قرضی راهی اینتر شدند. استفانو سنسی نیز برای اینکه فرصت بیشتری برای بازی کردن پیدا کند، با قراردادی قرضی و تا پایان فصل به سمپدوریا پیوست.
در ۵ فوریه ۲۰۲۲، اینتر که با فاصله ای ۴ امتیازی و یک بازی کمتر نسبت به میلان در صدر جدول سری آ قرار داشت و به دنبال افزایش فاصله با این تیم بود باید در مقابل این تیم صف آرایی می‌کرد. با پیروزی در این مسابقه اینتر می‌توانست با یک بازی کمتر اختلاف با میلان را به عدد هفت برساند؛ هرچند که اینتر تا دقیقه ۷۳ این بازی با نتیجه ۱–۰ از حریف خود پیش بود و بازی را کاملاً در اختیار داشت اما تعویض‌های عجیب اینزاگی و همچنین خطای واضح الیویه ژیرو روی سانچز از دید داور دور ماند، همین عوامل باعث شد در فاصله سه دقیقه، اینتر دو گل دریافت کند و با نتیجه ۲–۱ این بازی بسیار مهم را که تأثیر بسزایی بر سرنوشت قهرمانی داشت را وگذار کند. (اینتر پس از این شکست بود که دچار افت وحشتناکی شد به طوری که از ۶ بازی بعدی خود در سری آ تنها ۷ امتیاز کسب کرد) چند روز بعد و در ۱۶ فوریه، اینتر در دور رفت مرحله یک‌هشتم نهایی مسابقات لیگ قهرمانان اروپا در مئاتزا به مصاف لیورپول رفت و با نتیجه ۲–۰ شکست خورد. در ۸ مارس و دور برگشت این مسابقات، اینتر برای جبران شکست ۲–۰ بازی رفت پا به آنفیلد گذاشت. در حالی که اینتر با تک گل لائوتارو مارتینز از حریف خود پیش افتاده بود و برای رسیدن به گل دوم تلاش می‌کرد، خطای ناشیانه سانچز، کارت زرد دوم را برای این بازیکن به ارمغان آورد و اینتر باید ده نفره به کار خود ادامه می‌داد. در نهایت این بازی با نتیجه ۲–۱ در مجموع دو بازی رفت و برگشت به سود لیورپول خاتمه یافت و اینتر از دور مسابقات کنار رفت.
اینتر پس از پیروزی برابر امپولی و آ.اس. رم در مسابقات جام حذفی فوتبال ایتالیا به مرحله نیمه نهایی این مسابقات راه یافت. در این مرحله اینتر با نتیجه قاطعانه ۳–۰ در مجموع دو بازی رفت و برگشت (دور رفت ۰–۰ و دور برگشت ۳–۰) برابر میلان به برتری دست یافت و به فینال رسید. در ۱۱ مه ۲۰۲۲، اینتر در فینال جام حذفی فوتبال ایتالیا و در ورزشگاه المپیکو شهر رم باید به مصاف یوونتوس می‌رفت. یووه که در سوپرجام فوتبال ایتالیا برابر اینتر شکست خورده بود برای گرفتن انتقام و کسب کوپا ایتالیای پانزدهم خود پای به این دیدار می‌گذاشت. بازی در وقت‌های قانونی با نتیجه ۲–۲ به پایان رسید اما در وقت‌های اضافه با دو گل ایوان پریشیچ، اینتر توانست یووه را با نتیجه ۴–۲ شکست داده و قهرمان جام حذفی فوتبال ایتالیا در فصل ۲۲–۲۰۲۱ لقب بگیرد. این دومین جام فصل و هشتمین جام حذفی تاریخ باشگاه نیز به حساب می‌آمد.
در ۲۲ مه ۲۰۲۲، اینتر پس از کسب پیروزی ۳–۰ خانگی برابر سمپدوریا و کسب ۸۴ امتیاز، پس از رقیب همشهری خود یعنی میلان در جایگاه دوم جدول سری آ قرار گرفت و به مقام نایب قهرمانی بسنده کرد. از دست دادن سه مهره کلیدی باشگاه در نقل و انتقالات تابستانی، عدم جذب بازیکنان جایگزین با کیفیت به خصوص در پست مهاجم نوک و همچنین افت شدید اینتر در میانه فصل و کسب تنها ۷ امتیاز از ۲۱ امتیاز ممکن باعث شد اینتر در نهایت از دستیابی به اسکودتوی بیستم و کسب ستاره دوم باز بماند.

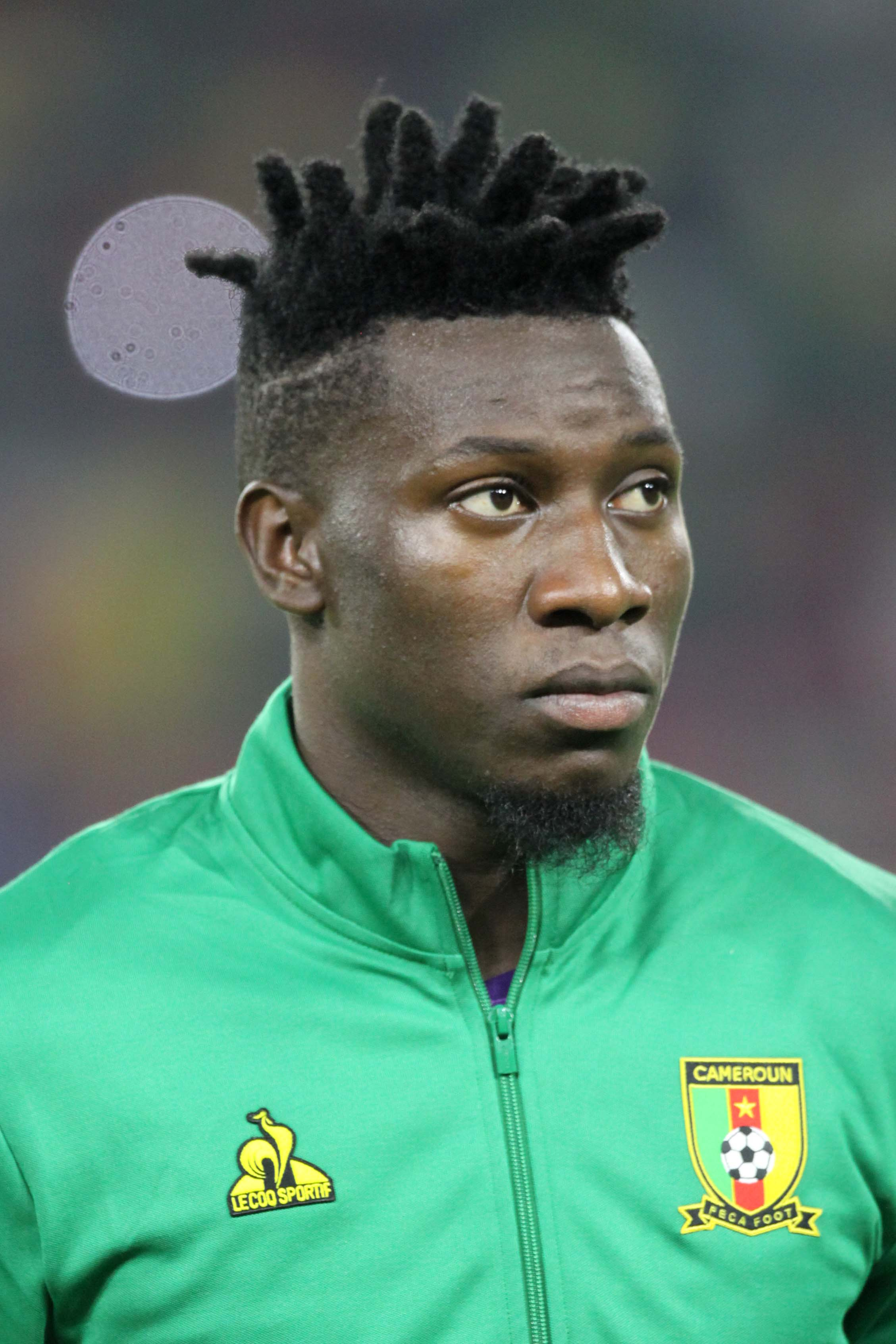
آندره اونانا کامرونی که در تابستان ۲۰۲۲ به صورت رایگان به نراتزوری پیوست، با ثبت ۸ کلین شیت در فصل ۲۳-۲۰۲۲ مسابقات لیگ قهرمانان اروپا، رکورددار ثبت کلین شیت در تاریخ باشگاه طی یک فصل در این مسابقات شد.

در فصل دوم حضور اینزاگی بر روی نیمکت اینتر و در پنجره نقل و انتقالات تابستانی به دلیل محدودیت‌ها و مشکلات مالی مالک چینی باشگاه و همچنین سیاست‌های نقل و انتقالاتی اشتباه مدیران، تیم همانند فصل گذشته تضعیف شد. ایوان پریشیچ که یکی از مهره‌های مهم و تأثیر گذار تیم در فصول اخیر بود، پس از عدم ارائه پیشنهاد مناسب مدیران باشگاه به این بازیکن، به صورت آزاد راهی تاتنهام شد. همچنین ماتیاس وسینو اروگوئه ای پس از عدم تمایل مدیران برای تمدید قرارداد او، به صورت آزاد به لاتزیو پیوست. ویدال و سانچز دو بازیکن شیلیایی تیم نیز به دلیل سن بالا و به ویژه دستمزد زیاد، قراردادشان با توافقی دو طرفه فسخ شد و این دو بازیکن به صورت آزاد جدا شدند. اینتر که همچون فصول گذشته دچار مشکلات مالی بود، برای کسب درآمد و متعادل سازی حساب‌های خود مجبور بود تا یک فروش بزرگ داشته باشد. در نتیجه مدیران باشگاه، الساندرو باستونی مدافع جوان و ایتالیایی تیم را در لیست فروش قرار دادند. به این ترتیب تاتنهام برای جذب این بازیکن ابراز علاقه کرد. همین موضوع خشم هوداران را نسبت به مدیران و مالک باشگاه برانگیخت، هرچند که باستونی اعلام کرد که در شهر میلان راحت است و قصد جدایی ندارد. پس از این اتفاق، نوبت به دیگر مدافع اینتر یعنی میلان اشکرینیار رسید تا برای کسب درآمد در لیست فروش قرار بگیرد. باشگاه برای فروش این مدافع اسلوواک مبلغ ۸۰ میلیون یورو درخواست داشت. در نتیجه تیم متمول پاری سن ژرمن برای جذب این مدافع مستحکم، پیشنهادی ۵۰ میلیون یورویی ارائه کرد که با مخالفت باشگاه روبرو شد. پاری سن ژرمن طی پیشنهادهای بعدی خود مبلغ ۵۰ میلیون به علاوه تیلو کرر را ارائه داد که بازهم با مخالفت مدیران روبرو شد. باشگاه فقط با دریافت مبلغ ۸۰ میلیون یورو راضی به فروش اشکرینیار می‌شد. اینتر که جدایی اشکرینیار را محتمل می‌دانست، با گلیسون برمر بهترین مدافع فصل گذشته سری آ به توافق شخصی رسید. در نهایت و پس از اینکه مدیران باشگاه تمام پیشنهادهای پاری سن ژرمن را رد کردند، توان مالی لازم را نیز برای پرداخت مبلغ درخواستی باشگاه تورینو برای گلیسون برمر را نداشتند و پیشنهاد خود را بالاتر نبردند تا اینگونه این بازیکن که در یک قدمی اینتر بود، با مبلغ ۴۰ میلیون یورو راهی یووه شود. در نهایت هرچند اشکرینیار در اینتر باقی ماند اما همین موضوع باعث ناراحتی او و همچنین افت عملکرد بازیکن در طول فصل شد. چزاره کاسادی استعداد جوان و ایتالیایی اینتر که محصول آکادمی باشگاه بود، با مبلغ ۱۵ میلیون یورو راهی چلسی شد. سنسی همیشه مصدوم در انتقالی قرضی و رانوکیای ۳۴ ساله نیز که یکی از قدیمی‌ترین بازیکنان باشگاه بود، در اتقالی دائمی و به صورت آزاد به مونتزا پیوستند. الکساندر کلاروف نیز اعلام بازنشستگی کرد. در بازار ورودی نیز مدیران باشگاه باز هم مرتکب اشتباهاتی شدند. پس از اینکه لوکاکو یک فصل فاجعه بار را در چلسی پشت سر گذاشت، به شدت خواهان بازگشت به اینتر بود. از سوی دیگر، دیبالا فوق ستاره آرژانتینی یووه با این باشگاه بر سر تمدید قرارداد به توافق نرسیده بود. اینتر نیز مدت‌ها به دنبال بستن قرارداد با این بازیکن بود. حالا سیمونه اینزاگی سرمربی تیم بود که باید تصمیم می‌گرفت که از بین این دو بازیکن کدام یک را جذب کند. در نهایت و پس از کش و قوس‌های فراوان، لوکاکو با قراردادی قرضی به مبلغ ۸ میلیون یورو از چلسی به اینتر پیوست. هواداران نیز امیدوار به درخشش مجدد لوکاکو در پیراهن اینتر بودند. با جذب لوکاکو، اینتر از جذب دیبالا منصرف شد، این در حالی بود که تمامی رسانه‌ها انتقال دیبالا به اینتر را قطعی می‌دانستند. دیبالا نیز راهی رم شد. یکی دیگر از ورودی‌ها، آندره اونانا بود که به صورت آزاد از آژاکس راهی اینتر شد تا جانشین سمیر هاندانوویچ پا به سن گذاشته شود. اونانا از مدت‌ها قبل با باشگاه به توافق رسیده بود. مخیتاریان ۳۳ ساله نیز به صورت آزاد از آ.اس. رم جذب شد. اصلانی از امپولی و بلانووا از کالیاری نیز به صورت قرضی راهی اینتر شدند. اینتر با مبلغ ۱۵ میلیون یورو قرارداد قرضی گوزنس و ۲۵ میلیون یورو قرارداد خواکین کوره‌آ را دائمی کرد. در روزهای آخر نقل و انتقالات تابستانی، اینتر برای پر کردن جای خالی رانوکیا، آچربی از لاتزیو را به خدمت گرفت. به این ترتیب، در دومین فصل حضور اینزاگی به عنوان مربی اینتر، بازهم ترکیب تیم تضعیف شد.
فصل جدید سری آ با پیروزی سخت دقایق آخری برابر لچه و در خانه این تیم آغاز شد. بازی که تا دقایق پایانی با نتیجه تساوی ۱–۱ دنبال می‌شد، در نهایت با گل دقیقه ۵+۹۰ دومفریس به سود اینتر پایان یافت. تا هفته ۱۵ سری آ و قبل از آغاز رقابت‌های جام جهانی، اینتر در بازی‌های بزرگ و برابر تیم‌های لاتزیو، میلان، آ.اس. رم و یووه متحمل شکست شد. اما اینتر در رقابت‌های لیگ قهرمانان اروپا عملکرد متفاوتی داشت. اینتر در گروه C مسابقات و با تیم‌های بایرن مونیخ، بارسا و ویکتوریا پلژن همگروه شد. گروه بسیار سختی که هیچ‌یک از هواداران و حتی مدیران باشگاه انتظار صعود از آن را نداشتند اما در زمین اتفاقات دیگری رخ داد. بر خلاف نتایج پر نوسان و بسیار ضعیف اینزاگی در لیگ، این مربی در رقابت‌های حذفی عملکردی عالی داشت. در نهایت اینتر با هدایت اینزاگی و پس از بایرن صدر نشین و کسب ۱۰ امتیاز، راهی مرحله یک‌هشتم نهایی مسابقات شد. در این مرحله، اینتر باید به مصاف پورتو، قهرمان پرتغال می‌رفت. در آخرین بازی قبل از مسابقات جام جهانی، اینتر به سختی و با نتیجه ۳–۲ در خانه آتالانتا به برتری دست یافت.
رقابت‌های جام جهانی فوتبال که برای اولین بار در فصل پاییز و در کشور قطر برگزار می‌شد از ۲۰ نوامبر تا ۱۸ دسامبر به طول انجامید و در نهایت با قهرمانی آرژانتین که لائوتارو مارتینز را در ترکیب خود داشت به پایان رسید. پس از پایان رقابت‌های جام جهانی، اینتر در خانه توانست با تک گل ژکو، ناپولی صدرنشین را شکست داده و اختلاف باصدر جدول را کاهش دهد. این اولین شکست فصل ناپولی بود. در نقل و انتقالات ژانویه، باشگاه فعالیتی نداشت و تنها نکته قابل ذکر، توافق میلان اشکرینیار با پاری سن-ژرمن بود تا در انتهای فصل به صورت آزاد راهی این تیم شود. همین موضوع از محبوبیت بسیار زیاد او میان هوادارن کاست. اولین تساوی فصل اینتر در ۷ ژانویه ۲۰۲۳ و در خانه مونتزا رقم خورد. سه روز بعد و در ۱۰ ژانویه، اینتر در اولین بازی خود در رقابت‌های جام حذفی فوتبال ایتالیا به مصاف پارما رفت. اینتر که تا دقایق پایانی در آستانه حذف قرار داشت با گل دقیقه ۸۸ لائوتارو، کار را به وقت‌های اضافه کشاند که در نهایت و با گل دقیقه ۱۱۰ آچربی، اینتر به سختی از سد پارما عبور کرد و راهی مرحله بعد شد. در مرحله بعد، اینتر باید به مصاف آتالانتا می‌رفت. در ۱۸ ژانویه ۲۰۲۳، اینتر در دیدار سوپر جام فوتبال ایتالیا باید رو در روی میلان قرار می‌گرفت. این دومین تقابل تاریخ دو تیم در این رقابت‌ها به‌شمار می‌رفت. همچنین این دیدار، سومین تقابل دو تیم بر سر کسب جام بود (فینال کوپا ایتالیای فصل ۷۷–۱۹۷۶ و سوپرجام فوتبال ایتالیا ۲۰۱۱) که هر دو دیدار قبلی با برتری میلان پایان یافته بود. در این بازی که در ورزشگاه ملک فهد عربستان برگزار شد، اینتر با ارائه یک بازی کاملاً برتر توانست با گل‌های فدریکو دی مارکو، ادین ژکو و لائوتارو مارتینز بر رقیب همشهری غلبه کند و برای هفتمین بار موفق به کسب این جام شد. فدریکو دی مارکو که گل اول اینتر در این بازی را به ثمر رسانده بود، یک رکورد ویژه به نام خود ثبت کرد. او طی ۵۵ سال اخیر، اولین بازیکن متولد شهر میلان لقب گرفت که توانسته برای اینتر در دربی دلامادونینا گل بزند. تا قبل از دی مارکو، آخرین بازیکن متولد شهر میلان که با پیراهن نراتزوری در دربی گلزنی کرده بود، مارکو آچیلی نام داشت. او در جریان شکست ۴–۲ اینتر مقابل میلان در کوپا ایتالیا ۶۸–۱۹۶۷ گلزنی کرده بود. اینتر نیم فصل اول سری آ را با شکست خانگی و دور از انتظار برابر امپولی به پایان رساند. جدای از عملکرد ضعیف تیم، اخراج اشکرینیار در دقیقه ۴۰ نیز نقش بسزایی در کسب این نتیجه داشت. در ۳۱ ژانویه، اینتر با پیروزی برابر آتالانتا راهی مرحله نیمه نهایی جام حذفی شد. در این مرحله اینتر باید در برابر یووه قرار می‌گرفت.
در دربی دلامادونینا ۵ فوریه ۲۰۲۳ که با برتری ۱–۰ اینتر به پایان رسید، هواداران تیم مهمان یعنی میلان، توهین‌هایی را نسبت به هاکان چالهان‌اوغلو انجام دادند که این بازیکن آن‌ها را دعوت به سکوت کرد. نراتزوری در ادامه رقابت‌های سری آ باز هم در برابر یک تیم انتهای جدولی دیگر یعنی سمپدوریا، امتیاز از دست داد. این نتایج بسیار پر نوسان و ضعیف اینزاگی در سری آ باعث نارضایتی شدید هواداران و مدیران باشگاه نیز شده بود و این مربی ایتالیایی در خطر اخراج قرار داشت. در ۲۲ فوریه ۲۰۲۳ و در دور رفت مسابقات لیگ قهرمانان اروپا، اینتر به سختی و با گل دقیقه ۸۶ لوکاکو توانست تیم ده نفره پورتو را شکست دهد. درگیری لفظی اونانا با ژکو از حواشی این دیدار بود. در ۱۰ مارس ۲۰۲۳ و یک روز پس از صد و پانزدهمین سالگرد تأسیس باشگاه، اینتر در خانه اسپتزیای قعر جدولی تن به شکست ۲–۱ داد و به این ترتیب اولین شکست تاریخ باشگاه برابر این تیم رقم خورد. این نتایج بسیار پر نوسان و فاجعه بار اینزاگی در سری آ باعث نارضایتی شدید هواداران و مدیران باشگاه نیز شده بود و این مربی ایتالیایی برای چندمین بار در طول فصل در خطر اخراج قرار داشت. این امتیاز از دست دادن‌های متوالی و بی‌ثباتی اینتر در سری آ باعث اختلاف ۱۸ امتیازی با ناپولی صدرنشین شد که هدایت آن بر عهده مربی سابق باشگاه یعنی اسپالتی بود. پس از شکست برابر اسپتزیا، اینتر به پرتغال سفر کرد تا بازی برگشت برابر پورتو را برگزار کند. دیدار برگشت دو تیم در ورزشگاه دو دراگائو که دویستمین بازی اینتر در رقابت‌های لیگ قهرمانان اروپا به حساب می‌آمد با نتیجه تساوی بدون گل پایان یافت. بازی تدافعی و همچنین درخشش اونانا و خط دفاعی تیم باعث کسب این نتیجه شد. به این ترتیب، اینتر با هدایت اینزاگی توانست پس از ۱۲ سال و فصل ۱۲–۲۰۱۱، به مرحله یک چهارم نهایی مسابقات لیگ قهرمانان اروپا راه پیدا کند. در مرحله بعد نیز اینتر باید به مصاف دیگر تیم پرتغالی یعنی بنفیکا می‌رفت که صدر نشین لیگ پرتغال بود و موفق شده بود در گروه خود، یوونتوس را رفت و برگشت شکست دهد.
اینتر در ادامه مسابقات سری آ و در هفته بیست و هفتم، در خانه مغلوب یووه بحران زده شد و هفته بعد نیز از فیورنتینا شکست خورد. با کسب دهمین باخت فصل، مدیران باشگاه به اینزاگی تنها سه بازی فرصت دادند تا با کسب نتایج مطلوب، تیم را از بحران خارج کند. اما یکی از جنجالی‌ترین اتفاقات فصل در ۴ آوریل ۲۰۲۳ و در بازی رفت مرحله نیمه نهایی جام حذفی فوتبال ایتالیا رخ داد. اینتر که در خانه یووه و تا دقایق پایانی با یک گل از این تیم عقب افتاده بود، با برخورد توپ به دست برمر مدافع یووه در محوطه جریمه، یک پنالتی به سود اینتر در دقیقه ۵+۹۰ اعلام شد. لوکاکو پشت ضربه پنالتی قرار گرفت و کار را به تساوی کشاند. بعد از گل، او خوشحالی همیشگی اش را رو به روی هواداران یووه که او را مورد حملات نژاد پرستانه قرار داده بودند انجام داد و به نوعی آن‌ها را دعوت به سکوت کرد. همین موضوع باعث درگیری بازیکنان دو تیم باهم شد و این حرکت لوکاکو از نظر داور مسابقه تحریک آمیز تلقی و به همین دلیل او با دریافت کارت زرد دوم از زمین مسابقه اخراج شد تا از بازی برگشت محروم شود. کوادرادو بازیکن یووه که با لوکاکو درگیر شده بود اینبار به سراغ هاندانوویچ رفت و پس از درگیری با این بازیکن، داور هردوی آنها را نیز اخراج کرد. در دور رفت مرحله یک چهارم نهایی رقابت‌های لیگ قهرمانان اروپا، اینتر توانست با نتیجه ۲–۰ بنفیکا را در ورزشگاه دا لوز شکست دهد. در دور برگشت نیز دو تیم به تساوی ۳–۳ رضایت داده تا در مجموع اینتر با نتیجه ۵–۳ و پس از ۱۳ سال و فصل ۱۰-۲۰۰۹ راهی مرحله نیمه نهایی این مسابقات شود. در این مرحله، اینتر باید به مصاف آث میلان می‌رفت که با برتری برابر دیگر تیم ایتالیایی یعنی ناپولی به این مرحله رسیده بود. این سومین تقابل دو تیم در این رقابت‌ها و دومین تقابل دو تیم در این مرحله و پس از ۲۰ سال و از فصل ۰۳-۲۰۰۲ بود. در دو تقابل قبلی، آث میلان از سد اینتر عبور کرده بود.
| اونانا آچربی باستونی دارمیان بروزویچ (c) چالهان‌اوغلو بارلا دی مارکو دومفریس ژکو مارتینز ترکیب اینتر برابر منچستر سیتی در فینال لیگ قهرمانان اروپا ۲۰۲۳ |

پس از اینکه درخواست فرجام خواهی اینتر در مورد روملو لوکاکو مورد موافقت قرار نگرفت، گابریله گراوینا، رئیس فدراسیون فوتبال ایتالیا شخصا وارد عمل شد و این تصمیم را به طرز تام الاختیار و منحصر به فردی تغییر داد. فدراسیون فوتبال ایتالیا اعلام کرد اصل مبارزه با نژادپرستی عنصر اساسی در ورزش است. بنابراین محرومیت لوکاکو برای بازی برگشت اینتر و یوونتوس در نیمه نهایی کوپا ایتالیا بخشیده شد. در دور برگشت مرحله نیمه نهایی جام حذفی فوتبال ایتالیا، اینتر با تک گل فدریکو دی مارکو از سد یووه گذشت در مجموع با نتیجه ۲–۱ راهی فینال این رقابت‌ها شد. در ۱۰ مه ۲۰۲۳ و در دور رفت مرحله نیمه نهایی لیگ قهرمانان اروپا، اینتر با ارائه یک نمایش کاملاً برتر توانست با دو گل ژکو و مخیتاریان در دقایق ۸ و ۱۱ و با نتیجه ۲–۰ از سد این تیم بگذرد. در ۱۶ مه و بازی برگشت به میزبانی اینتر نیز، نراتزوری توانست با گل دقیقه ۷۶ مارتینز باز هم این تیم را شکست داده و با کسب پیروزی ۳–۰ در مجموع دو بازی رفت و برگشت و پس از ۱۳ سال راهی فینال این مسابقات در استانبول ترکیه شود و به نوعی انتقام نیمه نهایی فصل ۰۳-۲۰۰۲ را نیز بگیرد. اینزاگی نیز پس از جووانی اینورنیتزی در فصل ۷۲-۱۹۷۱، تبدیل به دومین مربی ایتالیایی تاریخ باشگاه شد که توانسته با نراتزوری به دیدار نهایی مسابقات لیگ قهرمانان اروپا راه یابد. در ۲۴ مه ۲۰۲۳ و در فینال جام حذفی فوتبال ایتالیا، اینتر در ورزشگاه المپیکو به مصاف تیم فیورنتینا رفت و در حالی با گل دقایق ابتدایی گونزالز از حریف عقب افتاده بود توانست با گل‌های مارتینز در دقایق ۲۹ و ۳۷ به بازی برگردد و در نهایت نیز این مسابقه با نتیجه ۲–۱ به سود اینتر پایان پذیرفت و نراتزوری به نهمین قهرمانی خود در رقابت‌های کوپا ایتالیا دست یافت و از عنوان قهرمانی خود نیز دفاع کرد.
با پیروزی برابر آتالانتا و تورینو در دو بازی پایانی فصل و کسب ۷۲ امتیاز، نراتزوری پس از ناپولی قهرمان و لاتزیو، در جایگاه سوم جدول سری آ قرار گرفت.
در ۱۰ ژوئن ۲۰۲۳، اینتر در فینال لیگ قهرمانان اروپا در ورزشگاه المپیک آتاترک به مصاف تیم منچستر سیتی رفت. من سیتی که با هزینه‌های هنگفت توانسته بود بهترین بازیکنان جهان را به خدمت بگیرد و با هدایت پپ گواردیولا به دنبال اولین قهرمانی تاریخ خود در این رقابت‌ها و تحقق رؤیای سه‌گانه بود. نراتزوری در این دیدار که قضاوتش را شیمون مارسینیاک لهستانی عهده دار بود، عملکرد درخشانی از خود بر جای گذاشت اما در نهایت و با گل دقیقه ۶۸ رودری نتیجه را به این تیم واگذار کرد و به مقام نایب قهرمانی دست یافت. در پایان این رقابت‌ها، الساندرو باستونی و فدریکو دی مارکو در تیم منتخب فصل ۲۳-۲۰۲۲  لیگ قهرمانان اروپا قرار گرفتند.

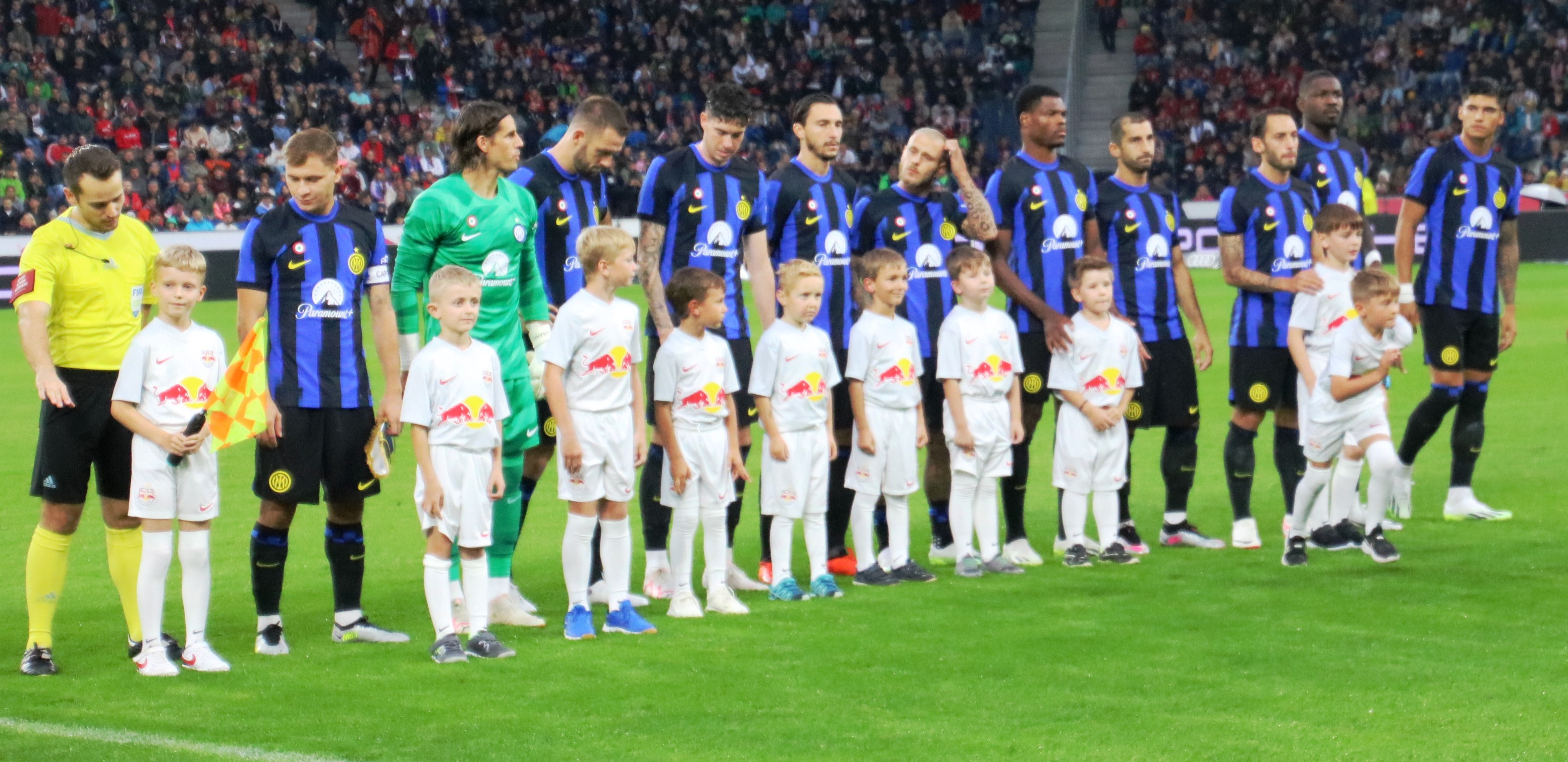
بازیکنان اینتر پیش از تقابل دوستانه پیش فصل مقابل زالتسبورگ در اوت ۲۰۲۳.

برای فصل ۲۴-۲۰۲۳، باشگاه مجبور شد تغییرات گسترده‌ای در ترکیب تیم ایجاد کند، زیرا قراردادهای سمیر هاندانوویچ، الکس کورداز، دالبرت هنریکه، استفان د فرای، دنیلو دمبروزیو، روبرتو گالیاردینی و ادین ژکو به پایان رسیده بود. علاوه بر این‌ها، قراردادهای قرضی روملو لوکاکو، فرانچسکو آچربی و رائول بلانووا با اینتر نیز رو به پایان بود و باشگاه باید برای تمدید آن‌ها اقدام می‌کرد. پس از هفته‌ها مذاکرات اینتر با چلسی بر سر مبلغ دائمی کردن قرارداد روملو لوکاکو، دو باشگاه بر سر قراردادی به ارزش ۴۰ میلیون یورو به توافق رسیدند اما انتشار اخبار مذاکرات پنهانی لوکاکو با دشمن دیرینه نراتزوری یعنی یووه آن هم پیش از فینال لیگ قهرمانان اروپا، خشم مدیران باشگاه را برانگیخت و از جذب او منصرف شدند. قراردادهای دمبروزیو و گالیاردینی تمدید نشد و این دو بازیکن راهی مونتزا شدند. اشکرینیار طبق توافق قبلی با پاری سن-ژرمن و به صورت آزاد راهی این تیم فرانسوی شد و ژکوی ۳۷ ساله نیز به فنرباغچه پیوست. در ۱ ژوئیه، اینتر اولین خرید خود در این فصل را اعلام کرد. نراتزوری توانست در یک دربی نقل و انتقالاتی، مارکوس تورام مهاجم فرانسوی بروسیا مونشن‌گلادباخ را با قراردادی ۵ ساله و به صورت آزاد جذب کند. این درحالی بود که تورام در یک قدمی پیوستن به رقیب همشهری بود، اما تماس تلفنی سیمونه اینزاگی با این بازیکن و همچنین تمایل باشگاه در گذشته برای جذب او باعث حضور وی در اینتر شد. در ۳ ژوئیه، مارسلو بروزویچ کروات با مبلغ ۱۸ میلیون یورو به النصر عربستان پیوست و اینتر را پس از هشت و نیم فصل ترک کرد. در ۵ ژوئیه، الساندرو باستونی و هاکان چالهان‌اوغلو قراردادهای خود را به ترتیب تا سال ۲۰۲۸ و ۲۰۲۷ تمدید کردند. در ۶ ژوئیه، داویده فراتسی به صورت قرضی با بند خرید اجباری به مبلغ ۳۳ میلیون یورو از ساسولو راهی اینتر شد. در ۷ ژوئیه، نراتزوری گزینه دائمی انتقال آچربی از لاتزیو را فعال کرد. یک روز بعد، اینتر همچنین تأیید کرد که د فرای قرارداد خود را با باشگاه تا سال ۲۰۲۵ تمدید کرده است. در ۱۲ ژوئیه، اینتر بند آزادسازی ۷ میلیون یورویی یان اورل بیسک مدافع مستعد و جوان باشگاه دانمارکی آرهوس را فعال کرد و با قراردادی پنج ساله این بازیکن آلمانی را به خدمت گرفت. در همان روز و پس از تمدید نشدن قرارداد سمیر هاندانوویچ، جدایی این دروازه‌بان کهنه‌کار اسلوونیایی از باشگاه اعلام شد. او در مجموع ۴۵۵ بازی برای نراتزوری انجام داد و به یکی از محبوب‌ترین بازیکنان تاریخ باشگاه تبدیل شد. در ۱۳ ژوئیه، نراتزوری بازگشت دروازه‌بان سابق آکادمی جوانان خود یعنی رافائله دی گنارو را اعلام کرد. در ۱۹ ژوئیه و در انتقالی بحث‌برانگیز، خوان کوادرادو کلمبیایی پس از اتمام قراردادش با یوونتوس، به عنوان بازیکن آزاد به اینتر پیوست. به دلیل مشکلات مالی باشگاه و در پی آن سیاست فروش یک ستاره در هر فصل، در ۲۰ ژوئیه و پس از هفته‌ها گمانه زنی، آندره اونانا تنها پس از یک فصل اینتر را ترک کرد و با مبلغ ۵۲٫۵ میلیون یورو و قراردادی پنج ساله به منچستر یونایتد پیوست تا تبدیل به چهارمین دروازه‌بان گران‌قیمت تاریخ فوتبال شود. در ۲۶ ژوئیه، لائوتارو مارتینز پس از جدایی هاندانوویچ و دیگر کهنه سربازان باشگاه یعنی دمبروزیو، بروزوویچ و اشکرینیار، رسماً به عنوان کاپیتان جدید باشگاه انتخاب شد. نیکولو بارلا نیز به عنوان کاپیتان دوم برگزیده شد. در ۷ اوت، اینتر با بایرن مونیخ بر سر جذب یان سومر دروازه‌بان سوئیسی با مبلغ ۶٫۷۵ میلیون یورو به توافق رسید و این بازیکن قراردادی سه ساله با باشگاه امضا کرد تا تبدیل به دروازه‌بان اول تیم شود. سه روز بعد، اینتر فهرست دروازه بانان خود را با امضای قراردادی قرضی به مدت یک فصل با امیل آئودرو از سمپدوریا تکمیل کرد. در ۱۵ اوت، روبین گوزنس با انتقال دائمی ۱۵ میلیون یورویی به یونیون برلین پیوست. در همان روز، باشگاه با جذب کارلوس آگوستو از مونزا به صورت قرضی با بند خرید ۱۲ میلیون یورویی به اضافه پاداش، جای خالی گوزنس را در دفاع چپ پر کرد. در ۱۶ اوت، مارکو آرناتوویچ مهاجم اتریشی پس از ۱۳ سال به اینتر بازگشت و از بولونیا به صورت قرضی و با بند خرید اجباری به مبلغ ۸ میلیون یورو به نراتزوری پیوست.
در ۱۸ اوت و کنفرانس مطبوعاتی پیش از آغاز فصل جدید سری آ، سیمونه اینزاگی سرمربی باشگاه اظهار داشت که هدف باشگاه در این فصل، کسب اسکودتو و ستاره دوم است. در ۱۹ اوت، اینتر فصل جدید سری آ را با پیروزی ۲-۰ خانگی مقابل مونتزا و به لطف گل‌های کاپیتان لائوتارو مارتینز آغاز کرد. در ۲۵ اوت، خواکین کوره‌آ به صورت قرضی یک فصل با بند خرید به مارسی فرانسه پیوست. روز بعد، الکسیس سانچز به اینتر بازگشت و پس از تجربه یک فصل حضور در مارسی، به عنوان بازیکن آزاد راهی اینتر شد. در ۲۸ اوت، نراتزوری دومین پیروزی خود را با شکست ۲-۰ کالیاری و با گل‌های دنزل دومفریز و لائوتارو به دست آورد. در ۳۰ اوت و پس از هفته‌ها مذاکره، اینتر با امضای قراردادی ۵ ساله، بنژامن پاوار مدافع فرانسوی بایرن مونیخ را با مبلغ ۳۰ میلیون یورو به خدمت گرفت. در آخرین روز نقل و انتقالات تابستانی، اینتر دیوی کلاسن هافبک هلندی آژاکس را به صورت رایگان به خدمت گرفت. در ۳ سپتامبر، اینتر به لطف اولین گل تورام، یک پاس گل از لائوتارو و ضربه پنالتی چالهان اوغلو، به یک پیروزی قاطع ۴-۰ برابر فیورنتینا دست یافت. دو روز بعد و در ۵ سپتامبر، سرمربی سیمونه اینزاگی قرارداد خود را با نراتزوری تا سال ۲۰۲۵ تمدید کرد. در هفته چهارم رقابت‌های سری آ، دربی دلا مادونینا برگزار شد که هر دو تیم اینتر و میلان بدون شکست بودند و مشترکاً در صدر جدول قرار داشتند. در نهایت نراتزوری با ارائه یک نمایش فوق العاده توانست رقیب همشهری خود را با نتیجه ۵-۱ درهم بکوبد. در این دیدار، هنریک مخیتاریان (دو گل)، تورام، چالهان اوغلو (پنالتی) و فراتسی (اولین گل با پیراهن اینتر) گلزنی کردند. این پنجمین پیروزی متوالی اینتر برابر میلان بود. در این پنج دیدار نراتزوری ۱۲ گل به ثمر رساند و تنها یک گل دریافت کرد. در رقابت‌های لیگ قهرمانان اروپا، نراتزوری در گروه D و با تیم‌های رئال سوسیداد، بنفیکا و زالتسبورگ همگروه شد. در ۲۰ سپتامبر، اینتر در خارج از خانه مقابل رئال سوسیداد در اولین بازی فصل خود در لیگ قهرمانان اروپا با مشکل روبرو شد، تیم اسپانیایی در اوایل بازی با گل برایس مندس پیش افتاد و لائوتارو گل تساوی دیرهنگام را به ثمر رساند تا نراتزوری به تساوی ۱-۱ برسد. در ۲۷ سپتامبر و هفته ششم رقابت‌های سری آ، اینتر اولین شکست فصل خود را با شکست ۲-۱ مقابل ساسولو متحمل شد. سه روز بعد، نراتزوری با پیروزی ۴-۰ برابر سالرنیتانا به مسیر پیروزی بازگشت و لائوتارو هر چهار گل را پس از ورود به زمین در دقیقه ۵۵ به ثمر رساند. در هفته دهم رقابت‌های سری آ، اینتر و رم به مصاف هم رفتند. در حالی که این دیدار برای اینتر گره خورده بود با گل دقیقه ۸۱ تورام به سود نراتزوری به پایان رسید. در این مسابقه، هواداران با به صدا درآوردن ۳۰۰۰۰ سوت در هنگام ورود به زمین و هر لمس توپ در جریان بازی، اعتراض و خشم خود را از لوکاکو مهاجم سابق باشگاه و حال حاضر رم بروز دادند و به این شکل از او استقبال کردند، مشابه اتفاقی که در دربی دلامادونینا ۲۰۰۷ برای رونالدو پس از پیوستن به میلان رخ داد. در ۳ دسامبر، اینتر ماه جدید را با پیروزی ۳-۰ برابر ناپولی مدافع عنوان قهرمانی سری آ در ورزشگاه دیگو آرماندو مارادونا و با گل‌های هاکان چالهان اوغلو، نیکولو بارلا و مارکوس تورام آغاز کرد. در ۱۲ دسامبر و آخرین بازی مرحله گروهی لیگ قهرمانان اروپا، تقابل دو تیم اینتر و رئال سوسیداد با تساوی بدون گل به پایان رسید و تیم باسکی به لطف تفاضل گل بهتر به عنوان صدرنشین به مرحله یک‌هشتم نهایی صعود کرد و اینتر به مقام دوم رسید. در ۲۰ دسامبر و در مرحله یک‌شانزدهم نهایی کوپا ایتالیا، گل کارلوس آگوستو در وقت‌های اضافه برای شکست بولونیا  کافی نبود و اینتر ناباورانه و با نتیجه ۲-۱ از این تیم شکست خورد تا قهرمان دو دوره اخیر این مسابقات خیلی زود حذف شود. آخرین باری که نراتزوری در این مرحله حذف شده بود به فصل ۱۴-۲۰۱۳ برمی‌گشت. در ۲۹ دسامبر و هفته هجدهم سری آ، تیم اینزاگی در آخرین بازی خود در سال ۲۰۲۳، به تساوی ۱-۱ خارج از خانه مقابل جنوا رسید که تنها گل اینتر را مارکو آرناوتوویچ به ثمر رساند. در ۳۰ دسامبر، باشگاه قراردادهای فدریکو دی مارکو را تا ۲۰۲۷، متئو دارمیان را تا ۲۰۲۵ و هنریک مخیتاریان را تا ۲۰۲۶ تمدید کرد. در نقل و انتقالات زمستانی و در ۵ ژانویه، مصدومیت پیش آمده  برای خوان کوادرادو از ناحیه تاندون آشیل باعث شد تا این بازیکن مجبور به انجام عمل جراحی شود و درنتیجه ماه‌ها خانه نشین شد. به همین علت باشگاه تصمیم گرفت تیجان بیوکنن مدافع کانادایی را از کلوب بروژ به عنوان جانشین وی و با مبلغ ۷ میلیون یورو به اضافه پاداش جذب کند. بیوکنن نیز تبدیل به اولین بازیکن کانادایی تاریخ سری آ و اینتر شد. روز بعد، نراتزوری در اولین بازی سال جدید میلادی و آخرین بازی نیم فصل اول سری آ، موفق شد در دیداری بسیار تماشایی و دراماتیک از سد ورونا عبور کند. اینتر تا دقیقه ۷۴ و به لطف گل لائوتارو از حریف پیش افتاده بود، اما یار تعویضی مهمان یعنی توماس هنری کار را به تساوی کشاند. اما در دقیقه ۳+۹۰ گل پیروزی بخش اینتر به ثمر رسید. پس از اینکه شوت باستونی به تیرک برخورد کرد، توپ برگشتی به بارلا رسید. ضربه این بازیکن را لورنزو مونتیپو دروازه‌بان حریف به خوبی مهار نکرد و در ریباند، فراتسی تعویضی گل پیروزی را به ثمر رساند. اما این پایان کار نبود و در وقت‌های تلف شده یک پنالتی به سود حریف اعلام شد. هنری پشت توپ قرار گرفت اما ضربه اش به تیرک برخورد کرد و ریباند آن هم وارد دروازه نشد تا به این ترتیت این دیدار با پیروزی ۲-۱ و در نتیجه قطعی شدن قهرمانی اینتر در نیم فصل اول سری آ همراه شود.